# Orgue
Cet article concerne l'instrument de musique. Pour les autres significations, voir Orgue (homonymie).
L'orgue est un instrument à vent multiforme dont la caractéristique est de produire les sons à l’aide d’ensembles de tuyaux sonores accordés suivant une gamme définie et alimentés par une soufflerie, chaque tuyau émettant un son de hauteur et de timbre uniques. L'orgue est joué majoritairement à l’aide d’un ou plusieurs claviers incluant souvent un pédalier (clavier actionné par les pieds).
Il existe une autre catégorie d'instruments populaires appelés orgues mécaniques car l'émission sonore est assurée par des tuyaux ou flûtes, mais l'activation se fait par un système automatique de reproduction (cylindres, cartons, mémoire électronique). Certains de ces orgues disposent aussi d'un clavier ou d'un pédalier plus ou moins étendus.

## Propriétés littéraires du mot

### Étymologie
Le mot orgue vient du grec ὄργανον / órganon (en latin organum), « outil, instrument » (recouvrant par là la notion d’instrument de musique, mais sans lien direct avec l’orgue). Au Moyen Âge, le terme organum désignait également une forme de polyphonie vocale.
L’instrument a reçu de nombreuses appellations métaphoriques : roi des instruments (expression attribuée à Guillaume de Machaut au XIVe siècle) ; ancilla Domini, servante du Seigneur ; mais aussi, plus péjorativement, cornemuses du diable. N'oublions pas Hector Berlioz, qui écrit dans son traité d'instrumentation et d'orchestration (1844) : « L'orgue et l'orchestre sont Rois tous les deux ; ou plutôt l'un est Empereur et l'autre Pape ; leur mission n'est pas la même ; leurs intérêts sont trop vastes et trop divers pour être confondus ».

### Terminologie
Le mot orgue est du genre masculin au singulier. Cependant, au pluriel il peut être soit féminin en parlant d’un seul instrument, dans un sens emphatique (de belles orgues, les grandes orgues de Notre-Dame de Paris), soit masculin en parlant de plusieurs instruments (les orgues fabriqués par Clicquot, les beaux orgues de Paris).
Orgue partage cette particularité avec les mots amour et délice.

## Histoire

### Mythologie et préhistoire de l’orgue
On s’accorde à dire que le premier orgue a été inventé par un Grec d’Alexandrie, Ctésibios, au IIIe siècle av. J.-C. Cet ancêtre fonctionnait avec de l'eau (celle-ci servant à égaliser la pression de l'air) et reçut le nom d’hydraulos, ou hydraule, c’est-à-dire « flûte (du grec aulos : tube, flûte) qui fonctionne avec de l’eau ».
L'iconographie nous apprend que l'hydraule accompagnait les combats de gladiateurs dans l'amphithéâtre romain. Pétrone, dans son Satyricon, dit que l'essédaire, gladiateur qui combattait sur un char, coordonnait ses gestes à la musique de l'hydraule.
De petits orgues comparables à nos orgues dits de Barbarie furent en usage chez les Romains, notamment dans les théâtres ; ceci explique la méfiance des premiers évêques chrétiens à l’égard des joueurs d’instruments et des musiciens, toutes catégories confondues. Néron aurait découvert cet instrument pendant un voyage en Grèce, il fit vœu d'en jouer pour célébrer son triomphe si la victoire lui était donnée sur les Gaulois lors de la sédition de 67. Ses successeurs, Élagabal, Sévère Alexandre, Gallien, furent de fervents admirateurs de l’orgue.
Plusieurs fragments d'orgue d'époque romaine ont été retrouvés, dont celui d'Avenches en Suisse. L’orgue disparaît néanmoins d'Occident lors des invasions barbares.
À Byzance, l’orgue devient un instrument de la pompe impériale après le transfert du siège de l’Empire romain. Un orgue a été offert par une ambassade de Constantin V, empereur de Byzance, à Pépin le Bref en 757. Cette réintroduction de l’instrument en Occident, n’a d’abord servi qu’à rehausser la pompe profane des palais.
Ce n’est que plus tard qu’il fait progressivement son entrée dans la chrétienté occidentale : dans les cloîtres d’abord (comme « guide-chant ») au XIe , puis au XIIe siècle dans les églises. Au XIIIe siècle, les grandes églises européennes rivalisent entre elles : elles agrandissent leurs instruments ou en construisent de nouveaux. L’orgue est définitivement reconnu par le monde religieux.

### Du Moyen Âge à nos jours

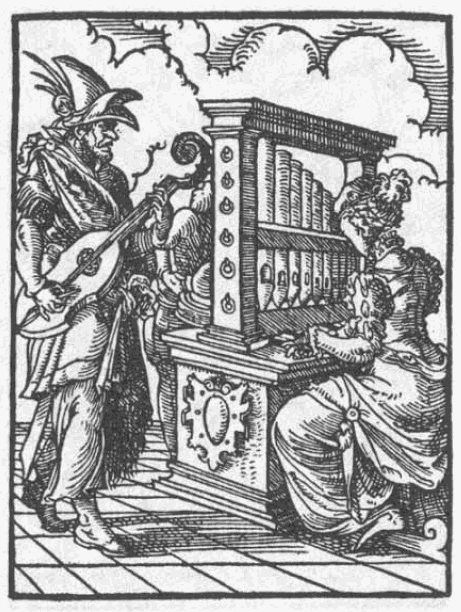
Gravure d'une organiste, 1568.

Du XIIIe au XVe siècle vont apparaître les progrès techniques qui susciteront le développement du répertoire. Ainsi sera inventé l’abrégé qui permettra de regrouper les touches en un clavier (les notes étaient alors jouées par des tirettes directement positionnées sous le rang de tuyaux correspondant, empêchant toute virtuosité). Le pédalier fera également son apparition : une pédale indépendante est attestée dès le XIVe siècle pour les instruments suédois de Sundre et Norrlanda, ainsi qu’à Florence ou Halberstadt. Durant cette période, le buffet se développera, les claviers seront multiples pour un même instrument et la possibilité de différencier les jeux qui permettent de faire plusieurs instruments en un seul, abandonnée au début du Moyen Âge, sera redécouverte.
La diffusion de l’orgue fixe dans les églises reste étroitement liée à celle de la polyphonie à quatre parties. Du début du XIVe au milieu du XVIIIe siècle, les progrès techniques accompagnent et suscitent le développement du répertoire, aboutissant à un apogée au cours des XVIIe et XVIIIe siècles dans les principaux centres européens : Italie, France, pays germaniques, Pays-Bas, Angleterre et Espagne, créant des écoles associées de styles différents. En France, apparaît un ouvrage qui sera et restera la référence pour la construction des orgues dans l'esprit et la technique du XVIIIe siècle français : L'Art du facteur d'orgues, Dom Bédos de Celles, 1766.
Du milieu du XVIIIe au début du XIXe siècle, l'orgue disparaît complètement du registre musical (phénomène du même ordre que pour le clavecin) au profit de l'orchestre symphonique, y compris dans le registre religieux, et la facture d'orgues cesse lors de cette période.
Au XIXe siècle, l'orgue renaît avec l'apparition du style musical romantique et, par la même occasion, de la facture du même nom. La facture romantique renoue avec les progrès technologiques, sous l'impulsion notoire d'Aristide Cavaillé-Coll : ces progrès concernent au premier chef les modes de transmission et la production du vent (avec notamment la première Machine Barker sur son premier opus à Saint-Denis), mais aussi l'esthétique musicale qui allie la puissance à la délicatesse. Les compositeurs à l’utiliser à l'époque seront notamment César Franck et Felix Mendelssohn. La fin du XIXe et le début du XXe siècle consacrent un orgue-orchestre : l’esthétique symphonique. Dans le même temps apparaît la facture de l'orgue de cinéma qui met en place l'esthétique moderne du son d'accompagnement de l'image avec des bruits (qui peuvent être de la percussion) et des sons mélodiques. Ce mouvement correspond à la mise en place du style laïc, essentiellement aux États-Unis où on trouve de la technologie moderne (par exemple par l'« orgue à vapeur » où le vent est remplacé par de la vapeur d'eau). Le XXe siècle voit cependant un intérêt grandissant pour les instruments anciens et leur style. Ce mouvement initié en Allemagne dans les années 1920 dans le même temps où les parties techniques du clavier sont modernisées avec l'électricité et la commande hydropneumatique, est poursuivi en France et dans les autres pays jusqu'à nos jours. Dans un premier temps, il constitue une esthétique nouvelle tentant une synthèse des orgues du XIXe siècle aux styles antérieurs : l'orgue néo-classique. Puis, plus tard, on se met à construire des orgues dans les styles d'avant le XIXe siècle que l'on redécouvre, dans un mouvement néo-baroque.
En France, ce mouvement se fait en parallèle avec un vaste chantier de restauration du patrimoine instrumental au titre des monuments historiques.
De nos jours, de nouvelles créations, poussées par le retour des orgues dans les salles de concert qui sont devenues, par leur capacité d'accueil et leurs caractéristiques sonores, plus importantes que les églises (notamment au Japon, en Russie et aux États-Unis), s'inscrivent dans la continuité de la facture de l'orgue néo-baroque ou symphonique en les reprenant avec des technologies nouvelles grâce à l'électricité et l'informatique ou des techniques de tuyaux à anche ou à sifflet dans l'ensemble réétudié des matières porteuses du son de l'orgue.

## Caractéristiques et particularités
L’orgue se distingue de tous les autres instruments de musique par un certain nombre de caractéristiques qui le rendent à la fois unique en son genre et exceptionnel par bien des aspects :
- il peut être monumental, aussi grand qu’une maison de plusieurs étages (hauteur maximale du buffet du positif de dos : plusieurs mètres sur certains grands instruments ; hauteur maximale du buffet du Grand Orgue : plusieurs dizaines de mètres pour les plus grands ex : Saint-Eustache, 18 m de haut, en vue de face ; tous deux réalisés en bois massif) ;
- sa tessiture est la plus large de tous les instruments et englobe celle de tous les instruments. Un orgue de dimension moyenne comporte généralement des jeux allant du 16 pieds de Roy, soit 5,28 mètres, au 1 pied de Roy, soit 33 centimètres (les petits tuyaux de montre), ce qui lui donne une tessiture allant de 32,70 Hz (premier ut grave du jeu de 16 pieds) à 16 744 Hz (fréquence produite par la note la plus aiguë d’un larigot ou deux rangs de mixtures). Sur un orgue plus imposant, on peut trouver un ou plusieurs jeux de 32 pieds (il n'y a pas de tuyaux d'orgue de 32 pieds de Roy, soit 10,56 mètres dans la facture d'orgue française), et sept orgues au monde comportent un jeu de 64 pieds, le Boardwalk Hall Auditorium Organ à Atlantic City, le Wanamaker Organ de Philadelphie[12], l'orgue classique du Sydney Town Hall, l'orgue de la First Congregational Church de Los Angeles[13] le Royal Albert Hall de Londres, celui de la cathédrale de Liverpool, et le grand orgue de la cathédrale Notre-Dame-de-la-Treille à Lille[14]. Parmi ces sept instruments, seuls deux (le Boardwalk Hall Auditorium Organ et celui du Sydney Town Hall) disposent d'un tuyau de 64 pieds réel. Les cinq autres utilisent la résultante entre un jeu de 32 pieds et la quinte d'un jeu de 21 pieds 1/3. Le Boardwalk Hall Auditorium Organ dispose en outre d'un jeu de 42 pieds 2/3, à partir duquel il est techniquement possible de produire une résultante très basse de 4,09 Hz en le couplant au jeu de 64 pieds (C-2 qui équivaudrait à un ut d'un jeu de 128 pieds). La note la plus grave d’un jeu de 32 pieds (inconnu dans la facture d'orgue française), (toujours un ut) fait entendre 16,351 6 Hz (C0) et le premier ut du jeu de 64 pieds produit une onde sonore de 8,175 8 Hz (C-1) dont la restitution sur CD ne peut être entendue qu'avec un casque. De telles fréquences se situent bien en dessous de la limite audible couramment admise (20 Hz), seuls les harmoniques sont audibles, ces jeux servent à produire une très basse fréquence fondamentale qui se ressent physiquement plus qu'elle ne s'entend ;
- l’orgue est le seul instrument qui peut offrir au musicien une console comportant plus de deux claviers (quelques très rares clavecins et harmoniums en comportent trois, mais ce sont des exceptions) et pouvant aller jusqu’à sept claviers, pédalier non compris ;
- le clavecin et l'harmonium n'existent plus sur le marché des instruments à vent et à cordes pincées depuis la fin du XVIIIe siècle ;
- bien qu’il ait existé des clavecins et des pianos avec pédalier, aujourd’hui tombés dans l’oubli, et en dehors de la batterie, l’orgue est le seul instrument à clavier et à pédalier, qui se joue à la fois avec les mains et les pieds et qui dispose d’un grand pédalier permettant la virtuosité (toutefois, certains grands carillons ont des pédaliers d'une étendue comparable) ;
- les claviers de l'orgue peuvent être muets. En effet, si aucun registre de jeu n'est tiré, l'enfoncement d'une touche n'émet aucun son[15] ;
- par ses nombreuses possibilités sonores, l’orgue permet de jouer des œuvres composées pour orchestre en solo, avec des adaptations raisonnables ;
- l’orgue, de par les nécessités de sa fonction - un nombre parfois impressionnant de services à assurer - et les possibilités offertes d'être joué par un seul musicien, est un instrument dont l'histoire est fortement marquée par l'improvisation musicale. À ce titre, l'apprentissage de l'improvisation à l'orgue a été longtemps un dénominateur commun des compositeurs, et les compositions écrites pour l'orgue ne sont probablement qu'une très petite partie de ce que fut le répertoire de cet instrument.

### Différents types d'orgue existants
Suivant l'emplacement qui lui est dédié à l'intérieur de l'église, l'orgue peut être de chœur ou de tribune ; on le qualifie parfois de « grand » ou de « petit ». Hors édifices religieux, on trouve des orgues de cinéma ou de concert (3 de ce type en France). Un orgue peut également être « positif » ou portatif.
Plus que pour tout autre instrument, les caractéristiques peuvent considérablement varier d’un orgue à l’autre :
- caractère portatif des plus petits instruments (orgue bible ou orgue régale, orgue portatif), éventuellement transportable des orgues coffres et orgues positifs (que l’on pose), ou fixe des grands instruments d’église ou de concert ;
- nombre et étendue des claviers (de un à sept) ;
- existence - ou non d'un pédalier, type et étendue ;
- nombre et nature des jeux (ou registres) de 1 à plus de 400 par instrument ;
- harmonisation, adaptée au lieu (salon, auditorium, salle de concert, église, cathédrale) et au style (tempérament) ;
- type de transmission, ou de tirage des notes et des registres (mécanique, pneumatique, tubulaire, électromagnétique, électropneumatique...).

### Du plus petit au plus grand

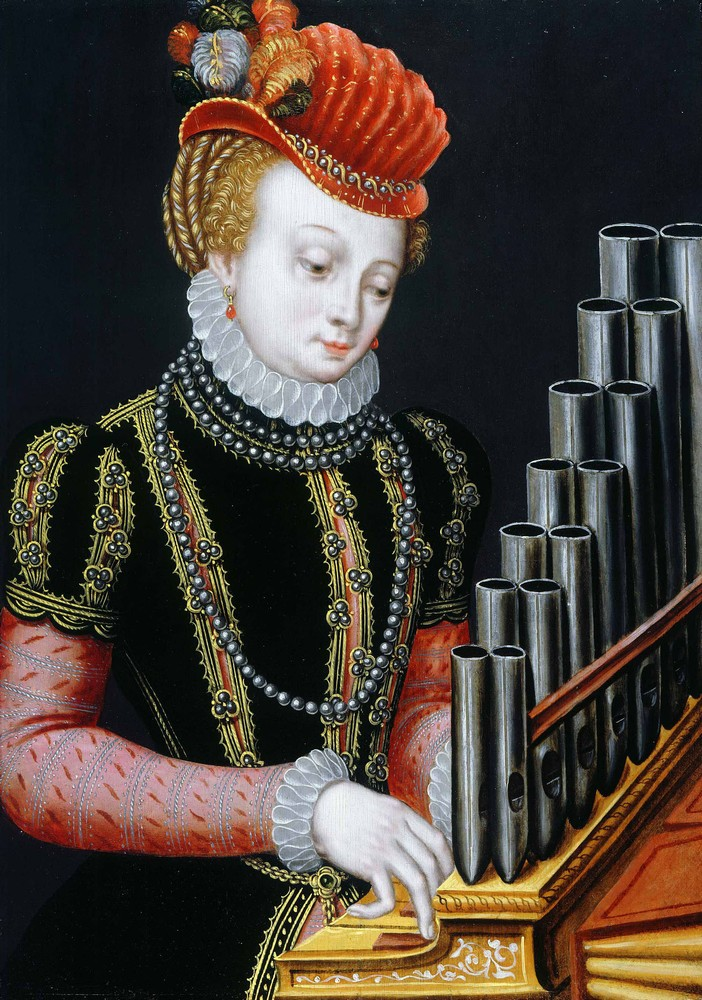
Saint Cecilia et son orgue de table de 14 notes (Ambrosius Benson).
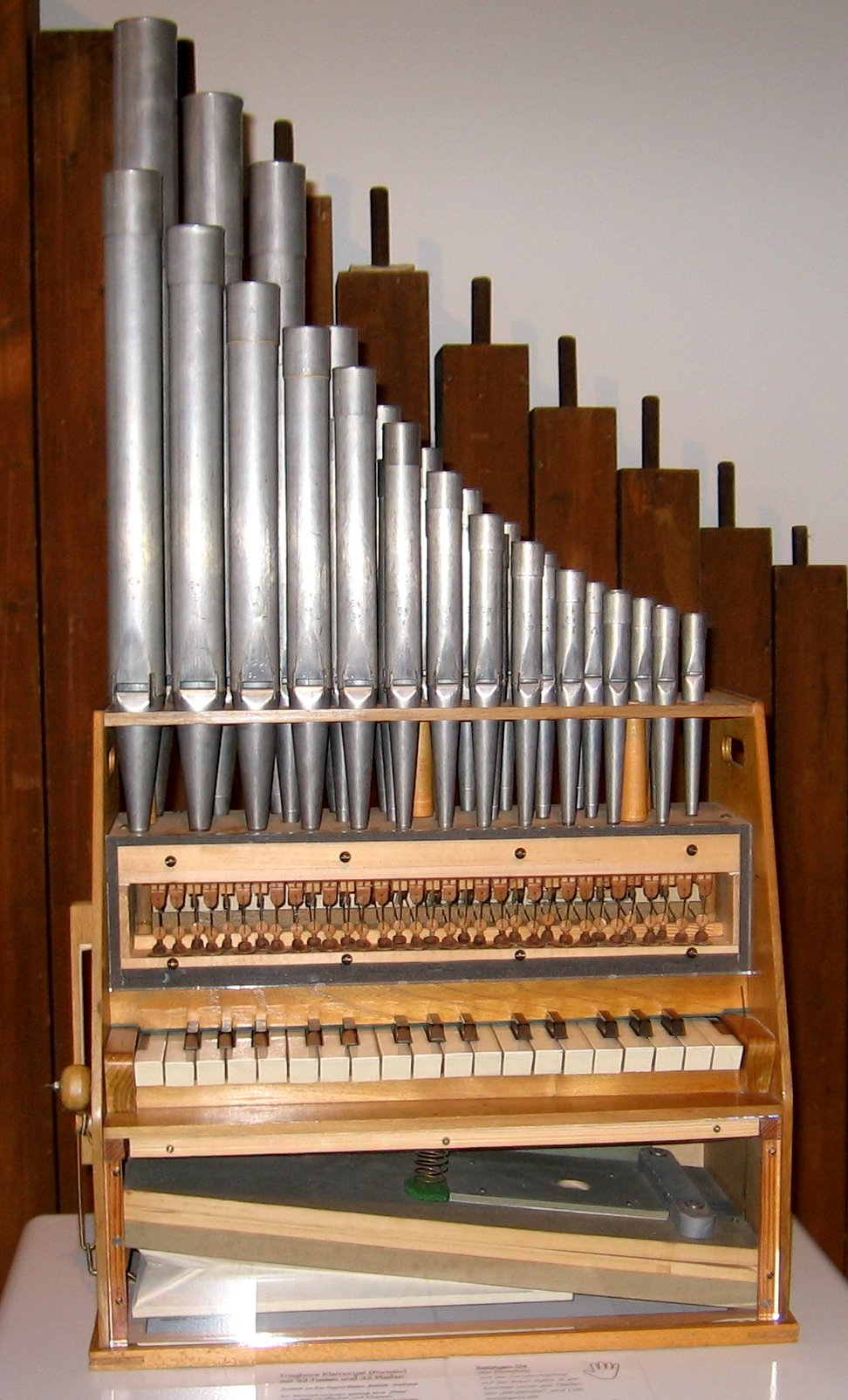
Orgue portatif (déplaçable, 33 notes).
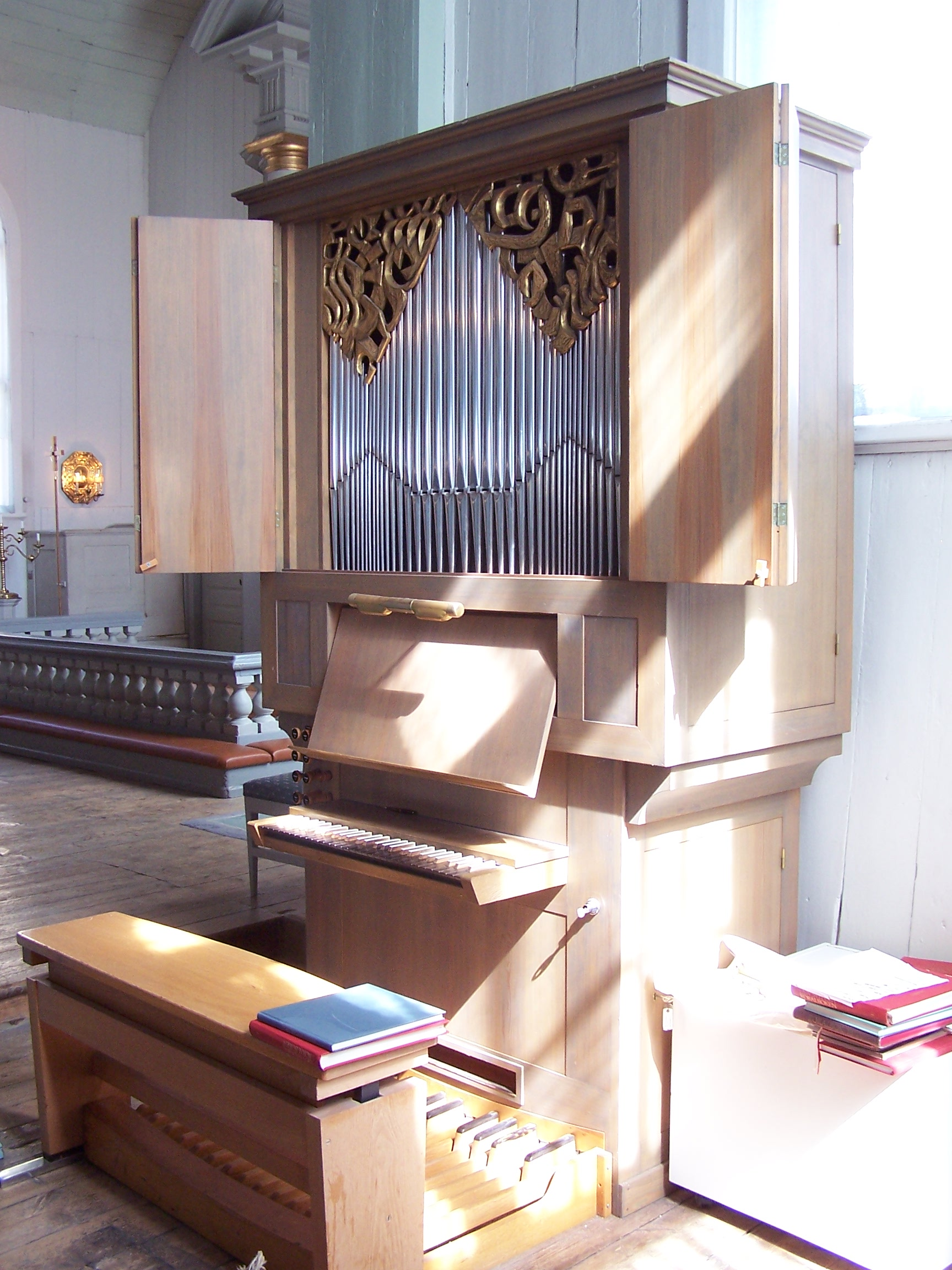
Orgue positif (posé au sol, démontable).
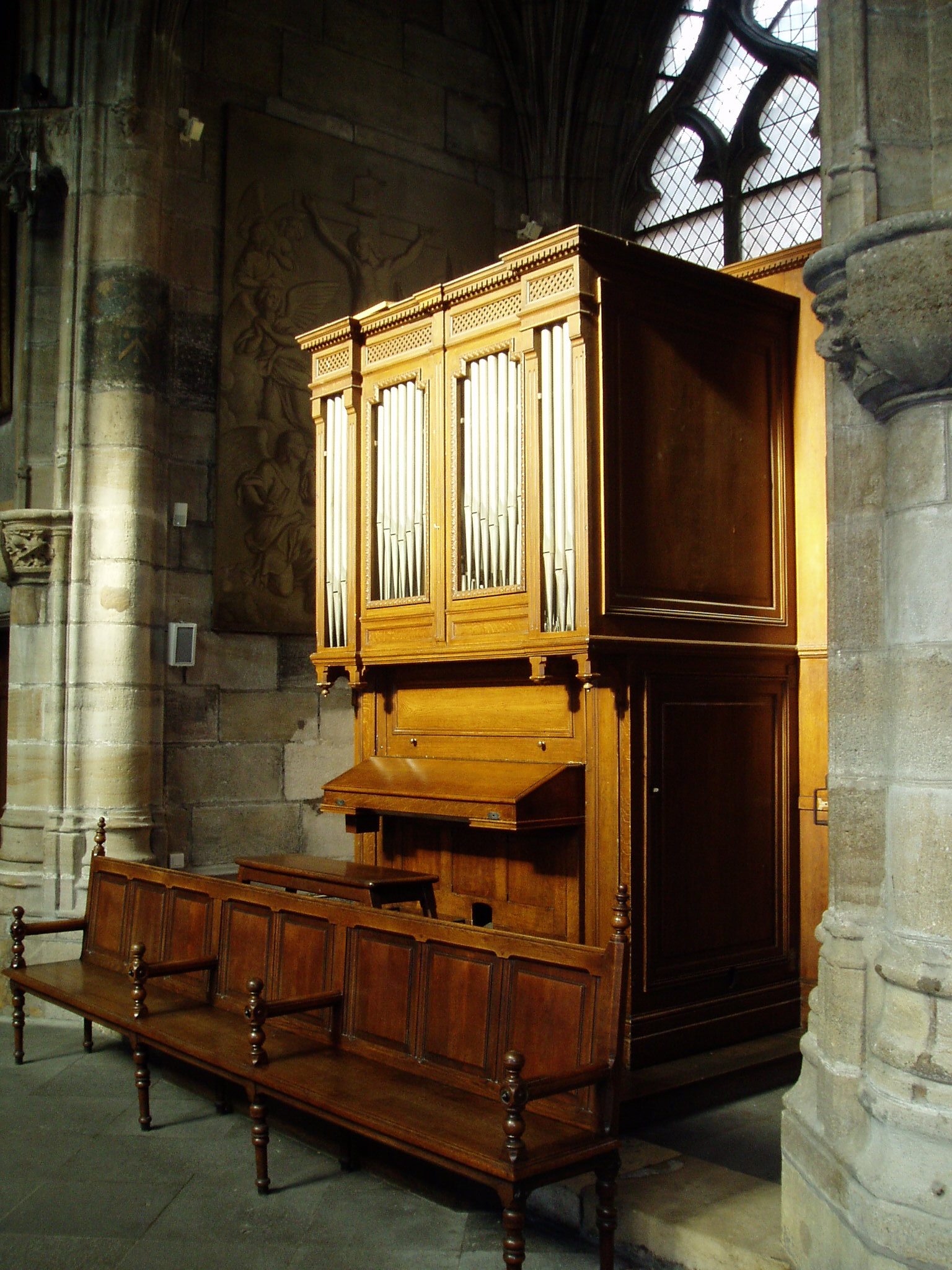
Orgue de chœur, cathédrale de Moulins.
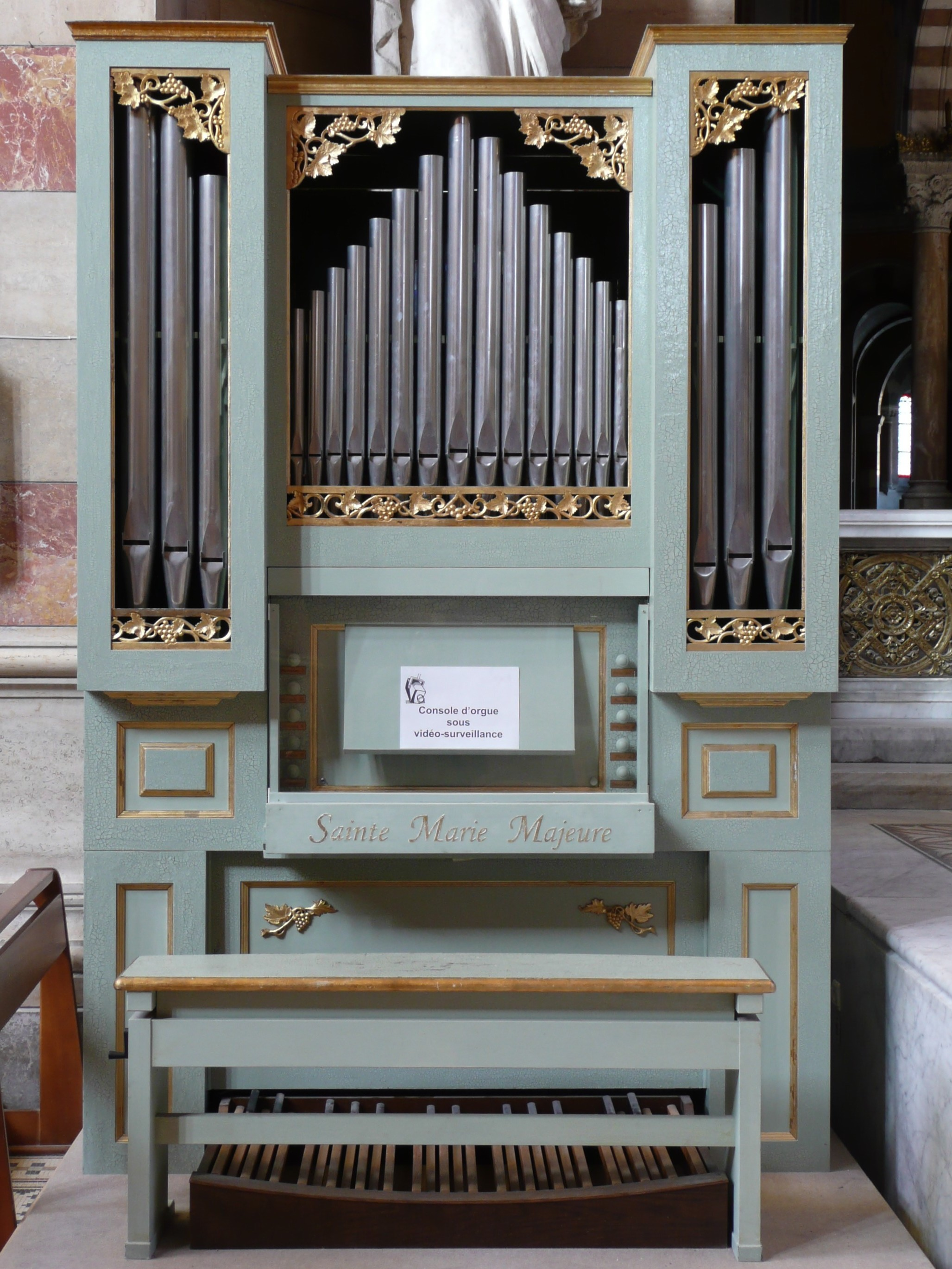
Cathédrale Sainte-Marie-Majeure de Marseille, orgue de chœur.

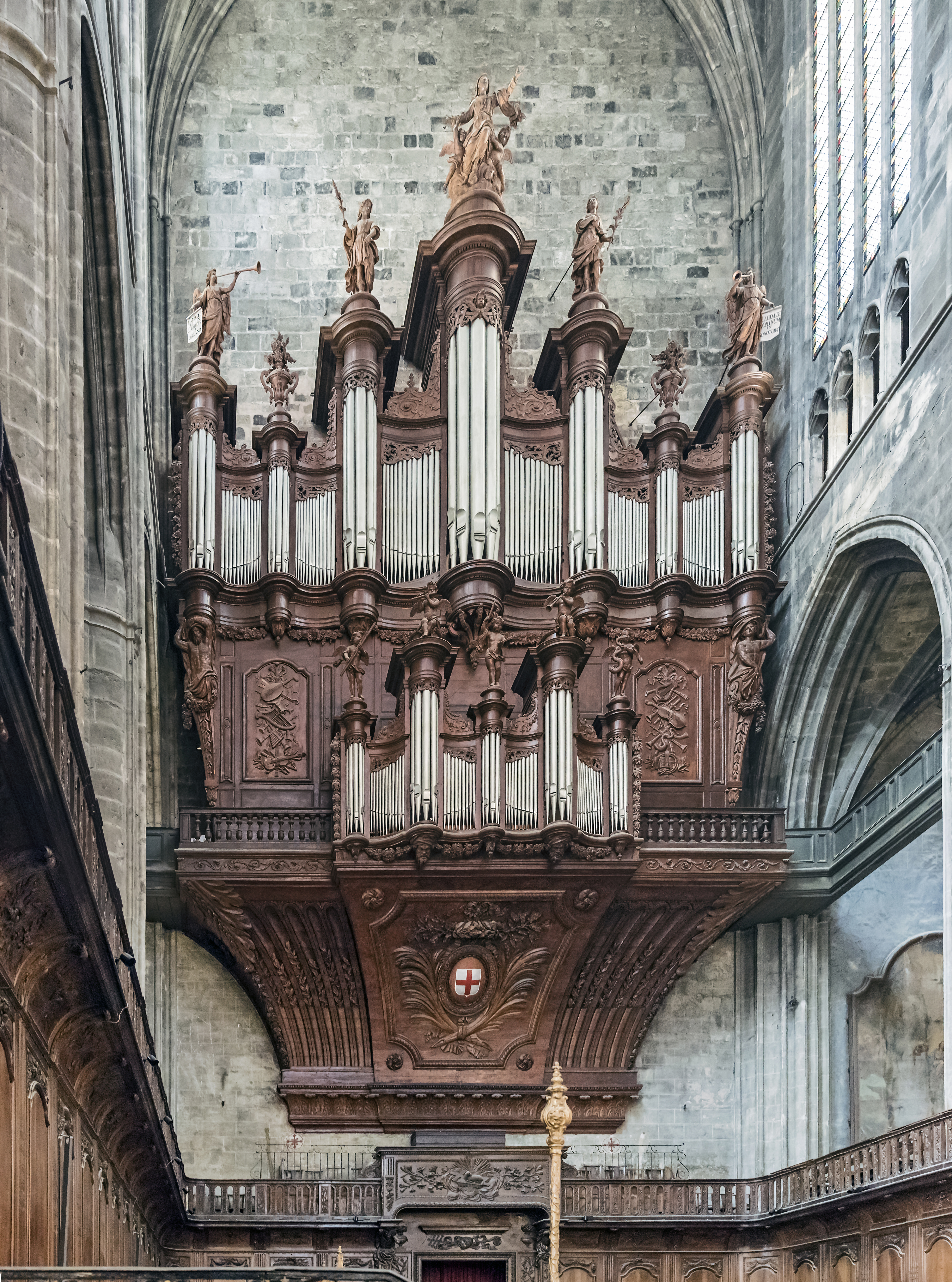
Cathédrale de Narbonne, orgues en nid d'hirondelle (67 jeux).
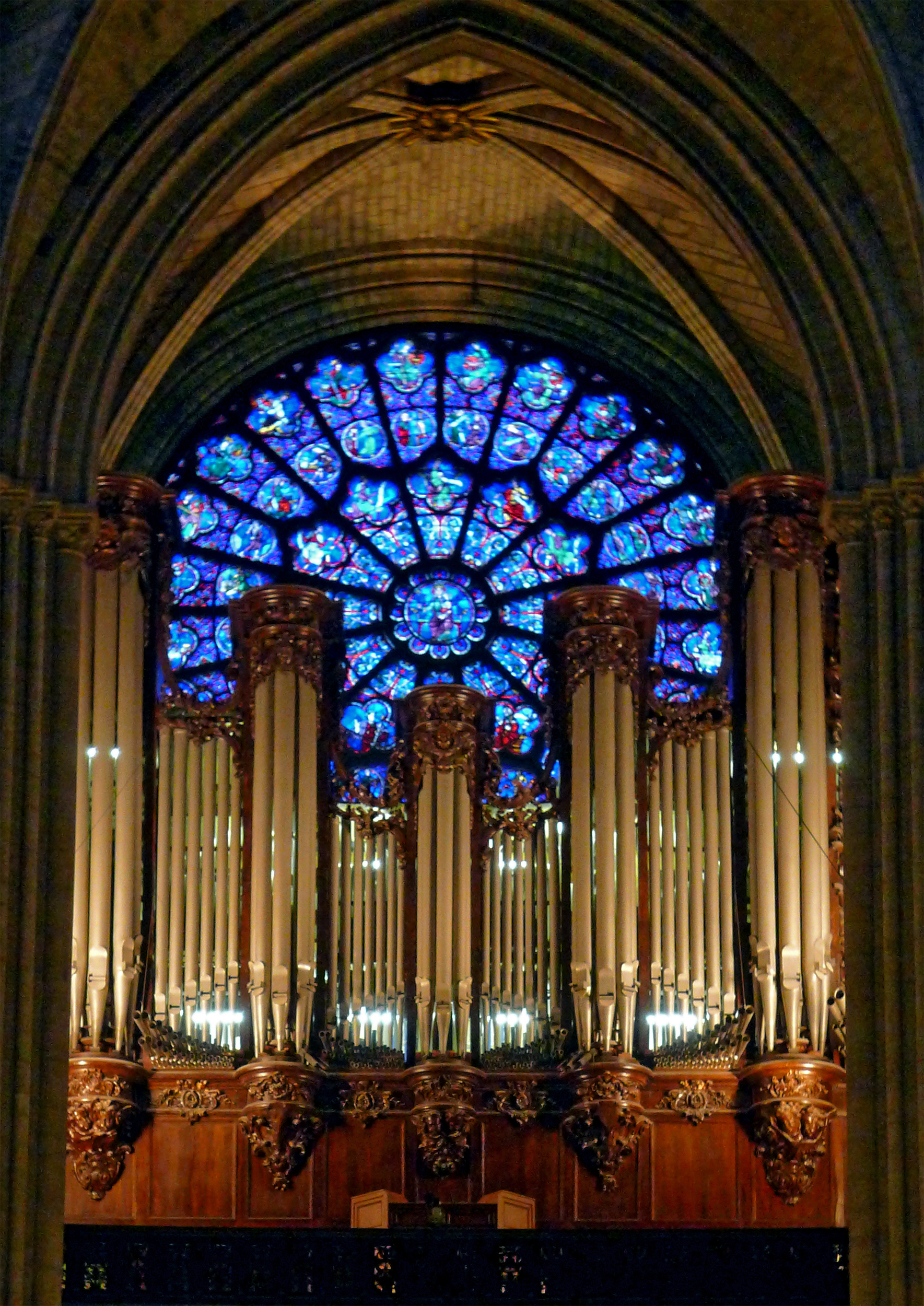
Grand orgue de la cathédrale Notre-Dame de Paris (115 jeux).
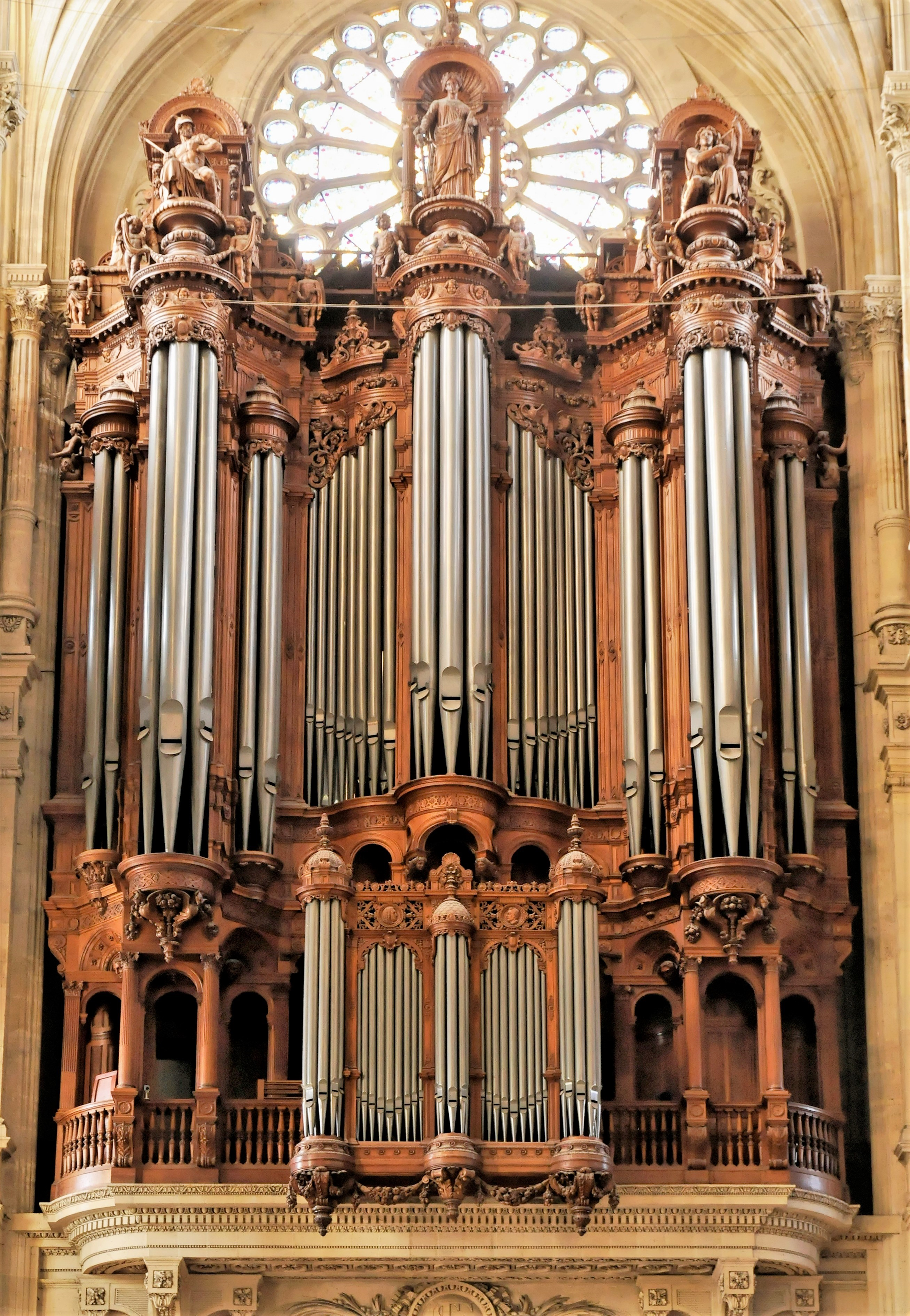
Grand orgue de l'église Saint-Eustache de Paris (101 jeux).
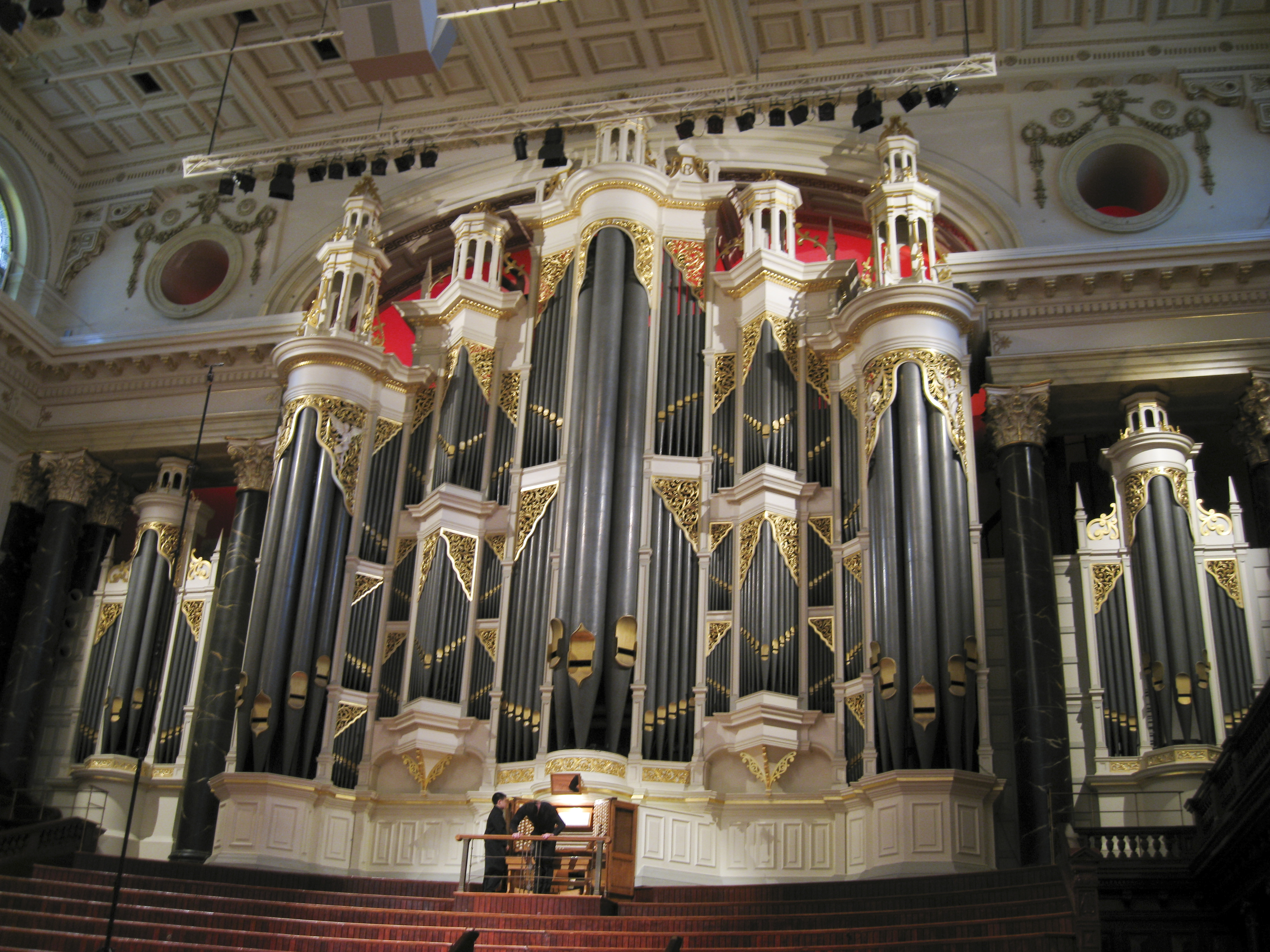
Sydney Town Hall Grand Organ.
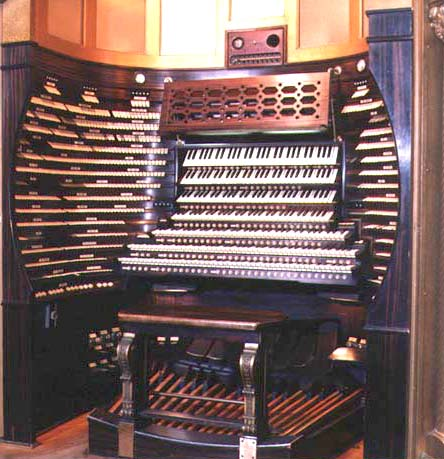
Console du Boardwalk Hall Auditorium Organ d'Atlantic City (455 jeux) qui autorise en théorie 2455 - 1 combinaisons, soit près de 10137.

Chaque grand instrument est un ouvrage unique. Il est adapté à l'édifice qui l’abrite, à sa destination musicale et liturgique, à l’importance du budget qui a pu lui être consacré : par nature, l'orgue est fabriqué sur mesure et surtout à la main. C'est donc une fabrication qui occupe beaucoup d'artisans hautement qualifiés qui construisent un instrument extrêmement coûteux, que ce soit en termes de facture, de maintenance ou de restauration. À titre d'exemple, la restauration d'un orgue de type symphonique d'une cinquantaine de jeux peut coûter plus de 900 000 €. À l’époque baroque, l’orgue représente un des sommets de la technologie - seuls certains instruments d’horlogerie ou de serrurerie peuvent atteindre une telle complexité.
L’organiste fait ses exercices sur un piano, un clavicorde ou un clavecin s’il ne possède pas lui-même un orgue. Si c’est le cas, il s’agit soit d’un orgue d'étude, soit d’un orgue de salon.
Depuis le XXe siècle, il existe aussi des orgues électromécaniques, tels les célèbres orgues Hammond, puis électroniques, dont le clavier et la registration ont des caractéristiques analogues, mais où la production des sons résulte d’une synthèse. De nos jours, ce sont les orgues numériques dont s’équipent principalement les particuliers (organistes, étudiants d’orgue et amateurs). Mais depuis 2002, les facteurs d'orgues américains Marshall et Ogletree construisent des orgues numériques mobiles de large envergure. Leurs jeux et registres sont identiques à ceux des grandes orgues. Ils sont destinés aux grands édifices (par exemple un modèle Opus 1 a été installé à demeure quelques années à la Trinity Church à Wall Street, NYC).
Deux instruments américains, le Wanamaker Grand Court Organ à Philadelphie dans le grand magasin Macy's et le Boardwalk Hall Auditorium Organ (console : 337 jeux, 33 114 tuyaux, VII/P) à Atlantic City dans la vaste salle de spectacle (17 000 places) de Boardwalk Hall, sont considérés comme les plus grands orgues au monde.

### L'orgue automatique
L'orgue peut être muni d'un système de jeu automatique. Il fut le premier à bénéficier de cette invention, éveillant l'étonnement de ses contemporains, et était actionné mécaniquement par un cylindre hérissé d'autant de picots que de notes à jouer. Haydn, Mozart et Beethoven furent commandités pour la composition de musique pour ce genre d'orgue. On distingue la serinette, la perroquette, l'orgue de Barbarie et de nombreuses variantes d'orchestrions. Le limonaire appartient à cette catégorie. Le XIXe siècle vit la naissance du carton comme support d'enregistrement, d'abord lu mécaniquement puis pneumatiquement. Au XXe siècle, se fit la lecture électrique et optoélectronique des cartons et papiers, puis apparurent les supports entièrement électroniques comme la carte mémoire.
Au XIXe siècle, un certain nombre d'orgues de salon, et plus tard de cinéma, furent construits pour être joués par ces deux systèmes. Déjà au XVIIIe siècle, surtout en Angleterre et en Suisse, on vit apparaître des orgues d'église à cylindre pour pallier le manque d'organistes[réf. souhaitée].

## Description générale et fonctionnement
Quelle que soit la taille de l’instrument, l’orgue est composé des éléments suivants :
- la console, regroupant claviers et commandes ;
- la soufflerie, regroupant réservoirs et production de vent ;
- le sommier, permettant l’accès du vent aux tuyaux ;
- la tuyauterie, englobant le matériel sonore.

Ces éléments peuvent être regroupés en totalité ou en partie dans un meuble appelé buffet. Il peut y avoir plusieurs buffets distincts.
Dans une salle de concert, le buffet d’orgue est positionné derrière les places des autres instrumentistes de l’orchestre, mais également en tribune.
Dans les églises, le buffet peut être situé à différents endroits, plus ou moins favorables à l’acoustique :
- en tribune, au-dessus du portail occidental (position la plus commune) ;
- en nid d’hirondelle :
  - sur un côté de la nef (cathédrales de Chartres, Strasbourg, Bruxelles), ou dans le transept (cathédrales de Reims, Le Mans, Rodez) ;
  - dans le triforium (coursive située au-dessus des nefs latérales), comme la cathédrale Saint-Étienne de Metz, disposition suspendue plus courante en Espagne ;
- à même le sol, dans le chœur :
  - dans l’abside, position habituelle de l’orgue dit « de chœur », instrument plus petit et historiquement destiné à l’accompagnement de la chorale uniquement. Avec l'émergence du chant d'assemblée, l'orgue de chœur prend dans certaines églises tout ou partie du rôle d'accompagnateur de l'assemblée mais peut aussi donner la réplique au Grand orgue dans le cas d'œuvres musicales à plusieurs instruments (Messe solennelle de Louis Vierne pour deux orgues et chorale mixte). Il faut d'ailleurs différencier selon les confessions : les églises catholiques romaines et quelques églises hautement liturgiques en Allemagne et Autriche par exemple, sont dotées de deux orgues, voire davantage. Les églises protestantes ont le plus souvent un orgue ; quand elles ont un orgue de chœur, il est très souvent plus ou moins mobile. Parmi les exceptions, il faut citer Saint Michaelis (le Michel) de Hambourg, ou Alpirsbach (orgue monumental monté sur un podium mobile). À l'origine, les orgues de petites dimensions étaient posés sur le sol, d'où l'appellation d'orgue "positif" qui donnera ultérieurement son nom au buffet renfermant les tuyaux du positif, actionnés depuis le clavier de positif,
  - sur un côté ou les deux côtés du chœur, le plus souvent suspendu. Cette disposition s'observe surtout en Italie, en Espagne et dans les pays d'influence hispanique. Les orgues prennent alors le nom d'orgue d’épître et d'orgue d'évangile. Il est à noter que fréquemment, seul un des deux orgues est actif, l'autre étant purement décoratif (cathédrale Saint-Sauveur d'Aix-en-Provence). Cette disposition se retrouve aussi dans les grandes églises catholiques du sud de l'Allemagne ;
- sur le jubé, comme on le rencontre parfois en Angleterre ;
- au-dessus de l'autel et de la chaire, le plus souvent dans les églises réformées ou piétistes en Allemagne, aux Pays-Bas et en Suisse.

### Buffet

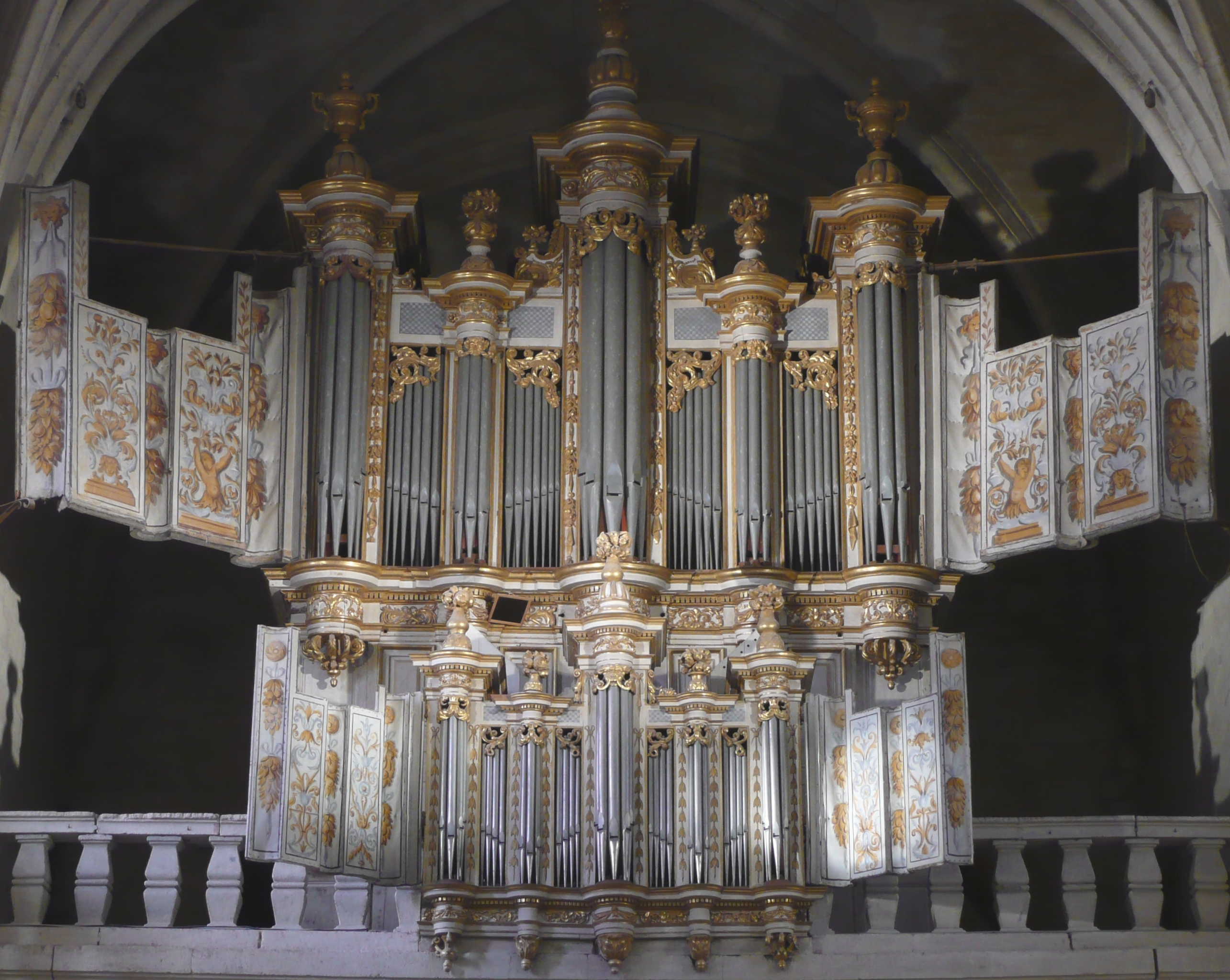
Buffet de l'orgue Daublaine & Callinet - Alfred Kern de la cathédrale Saint-Théodorit d'Uzès (1685)

Les orgues ont souvent un rôle décoratif important.
Le buffet, dont les deux fonctions initiales sont de cacher et protéger, joue également un rôle essentiel de porte-voix et de résonateur ; il constitue souvent chez les anciens instruments une œuvre d’ébénisterie très travaillée témoignant du style de leur époque, alternant parties de menuiserie richement sculptée et espaces occupés par les tuyaux de montre disposés en plate-faces et tourelles en nombre varié (2, 3, ou plus).

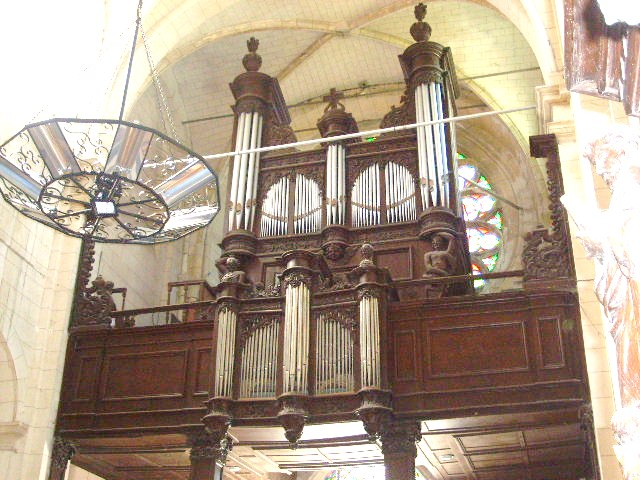
Église Saint-Laurent de Rozoy-sur-Serre (Aisne), Buffet d'orgue de facture française classique (XVIIe siècle).

Dans la tradition française, le bois est généralement brut ; chez les Allemands, les Italiens, les Hollandais, la décoration fait souvent appel à la peinture et à la dorure. Les décorations y sont parfois exubérantes. Si en Italie et en Angleterre le buffet est souvent unique et réunit l’ensemble de l’instrument, en Espagne on retrouve régulièrement deux buffets se faisant face dans le chœur.
Dans les pays germaniques, le Werkprinzip associe étroitement l’architecture extérieure et l’architecture musicale des plans sonores : on retrouvera le buffet de la pédale fixé de chaque côté de la balustrade et les autres plans étagés facilement identifiables (positif de poitrine, positif de dos ou de couronne…). En France, les buffets sont fortement marqués par l’architecture brabançonne où l’on associe le positif de dos (petit buffet au bord de la tribune qui tourne le dos à l'organiste) au grand orgue (buffet en arrière sur la tribune et de plus grandes dimensions) et aux tuyaux de pédale, les plus grands et disposés en tourelles encadrant la console.
Dans la facture moderne, le buffet est souvent assez dépouillé et tend à mettre en valeur les tuyaux de montre (la montre étant l'ensemble des tuyaux que l'on voit) comme principal élément décoratif. Il va même parfois jusqu’à disparaître durant quelques décennies, des années 1930 à 1960, ne faisant que cacher les mécanismes de transmission et de distribution du vent et laissant apparents les tuyaux. Le buffet peut également être doté d'éléments en plexiglas avec un dispositif d'éclairage polychrome à LED (cathédrale Notre-Dame-Immaculée de Monaco#Orgues de la cathédrale de Monaco).

### Mécanisme

#### Console
|  |

C’est l’organe de commande de l’instrumentiste. La console regroupe les éléments suivants (si présents dans l'instrument) :
- le ou les claviers, superposés et étagés en retrait l’un par rapport à l’autre de bas en haut (le nombre de claviers, à l'Orgue liturgique, commence toujours à partir de deux claviers minimum) ;
- le pédalier, éventuellement ; il commande les tuyaux les plus graves de l'instrument (Bourdon, soubasse, etc.) ;
- les appels de registres, disposés généralement de part et d'autre des claviers ou bien sur un seul côté ou au-dessus ;
- les appels ou annulateurs de jeux de combinaisons ;
- les accouplements qui permettent d'accoupler entre eux les claviers, c'est-à-dire qu’une note jouée sur un clavier sera également jouée sur l’autre (positif/grand-orgue, grand-orgue/récit, etc) ;
- les tirasses qui permettent d'accoupler les claviers au pédalier (pédalier/grand-orgue, pédalier/récit, etc) ;
- la ou les éventuelles pédales d'expression ouvrant ou fermant les jalousies de la boîte expressive ;
- le rouleau d'introduction progressive des jeux grâce à la pédale de crescendo menant jusqu'au tutti de l'orgue (tous les tuyaux de l'orgue entrent progressivement en action) ;
- les commandes du combinateur, qui permet d'enregistrer des registrations et les rappeler par un seul bouton (boutons de combinaison et annulateurs);
- le banc, parfois réglable, sur lequel s'assoit l'organiste et qui chevauche le pédalier.

Selon les édifices et la configuration de la tribune (balcon) où se situe l'orgue, la console peut être équipée d'un téléphone (qui permet à l'organiste de joindre l'organiste de chœur pendant un office religieux), d'un miroir (qui permet à l'organiste de suivre le déroulement de l'office), voire d'un écran de télévision en fonction de la profondeur de la tribune.

#### Claviers et plans sonores

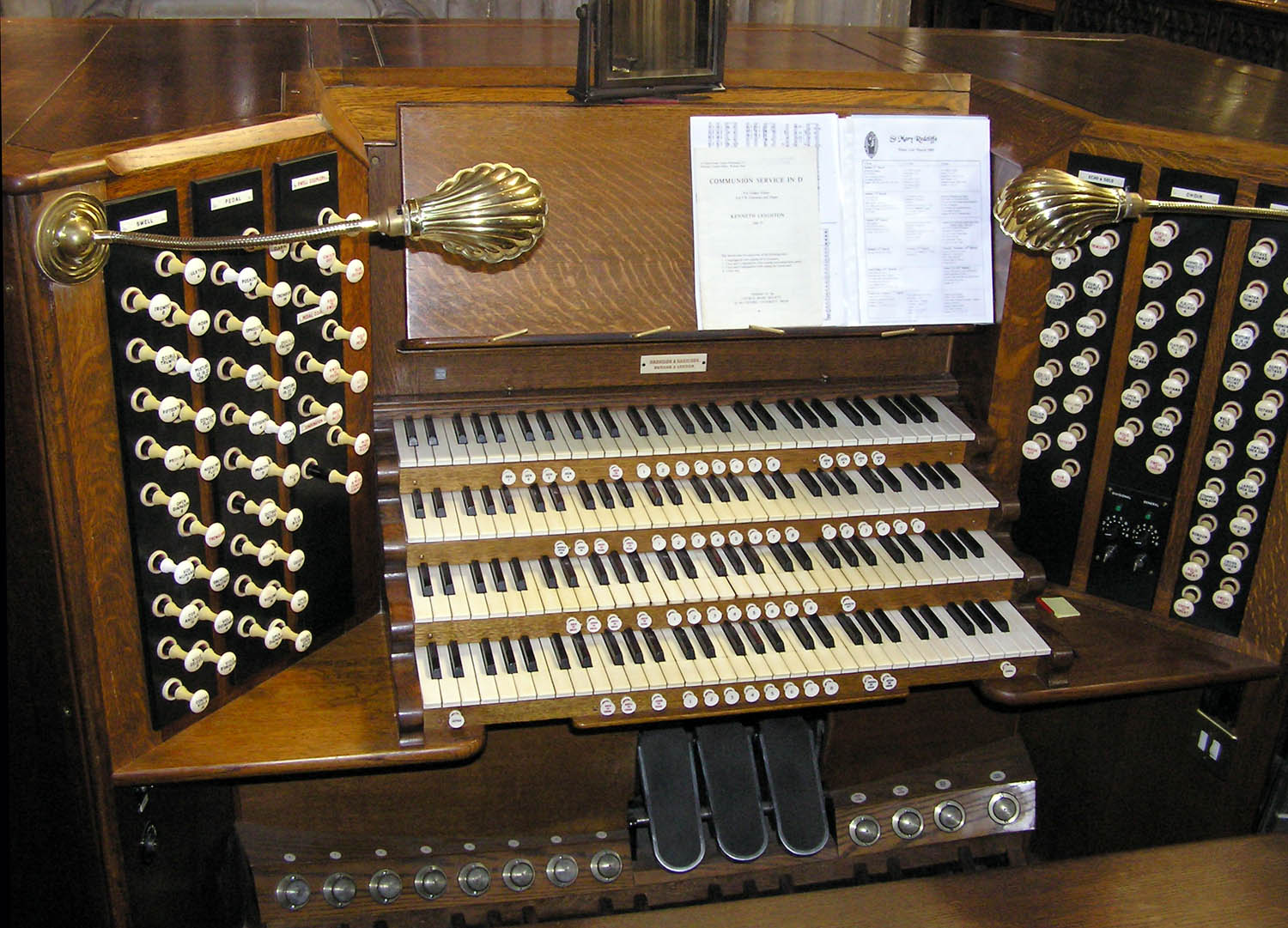
Console à quatre claviers avec tirants de jeux de part et d'autre des claviers et boutons d'accouplement et de combinaisons entre chaque clavier (St-Mary Redcliffe - Royaume-Uni).

Chaque clavier commande un plan sonore et les principaux portent un nom spécifique. Un plan sonore est composé d'un ou plusieurs jeux activés individuellement par les tirants. Les claviers peuvent ainsi faire dialoguer plusieurs plans sonores ou les faire jouer ensemble pour plus de puissance.
Chaque clavier comprend en principe 56 ou 61 notes mais peut en comporter moins suivant l'époque ou le style de sa construction. L'orgue italien fait traditionnellement dépendre l'étendue du clavier de la taille de la salle à sonoriser, ainsi, des étendues allant dans la contre-octave se rencontrent fréquemment, parfois aussi en Angleterre et en Allemagne. Aux États-Unis, on rencontre occasionnellement des orgues dont un ou plusieurs des claviers ont l'étendue d'un piano - probablement à l'imitation de certains orgues de cinéma. Ceci exige la construction de tuyaux particulièrement grands ou de reprises, et l'abandon du système de la transmission mécanique, les soupapes devant être démesurément grandes, augmentant d'autant la résistance au doigt.
Noms en français des plans sonores couramment rencontrés :
- grand orgue (plan sonore principal à ne pas confondre avec le terme désignant l’ensemble de l’instrument) ;
- positif (rarement expressif avant l'époque romantique, plan sonore aux jeux généralement plus aigus et moins fournis) ;
- récit (souvent « récit expressif » comportant des jeux de détails récitants ou des jeux d’anche romantiques) ; les tuyaux sont enfermés dans un caisson comportant des volets (jalousies) qui s'ouvrent ou se ferment grâce à une pédale expressive située au-dessus du pédalier et commandée par l'organiste. Ce dispositif permet d'obtenir un effet de volume impossible à obtenir sans cette boîte expressive.
- bombarde (clavier regroupant des batteries de jeux d’anche) : il n'y a pas de clavier à la console de l'orgue ; c'est un registre au tableau de la registration de l'orgue qui correspond aux claviers et au pédalier de l'orgue ;
- écho (clavier regroupant des jeux disposés de manière à créer un effet mystérieux d’éloignement) ;
- grand chœur (division du Grand Orgue dans les très grands instruments) ; sur certains instruments, le Grand Chœur est l'autre nom donné au clavier de bombarde ;
- solo (clavier regroupant des jeux solistes comme le hautbois ou le saxophone).

L'orgue baroque allemand ne varie guère de ces concepts, les claviers standards sont le Hauptwerk (division principale) et le Rückpositiv (positif de dos) dans le nord de l'Allemagne et l'Autriche, ce dernier cédant la place au positif intérieur dans le sud de l'Allemagne. Il s'enrichit alors selon le cas d'un Oberwerk (division supérieure), Unterwerk (division inférieure, comparable à l'écho français), Rückpositiv, Brustwerk (positif de poitrine, en face de l'organiste) ou Kronwerk (division de couronne). Cependant, l'orgue Allemand est moins systématique dans sa conception, puisqu'au Hauptwerk se joint fréquemment comme second clavier un Oberwerk, un Unterwerk, voire un Kronwerk. Certains instruments possèdent un Fernwerk (division lointaine), placé le plus souvent dans les combles et permettant des effets plus théâtraux que liturgiques.
L'orgue de chœur - antiphonal aux États-Unis - peut-être parfois joué depuis la console principale, même à l'extrémité opposée de l'église, grâce à la transmission électrique. Ceci est plus fréquent aux États-Unis.
Les claviers (notamment des XVIe et XVIIe siècles) peuvent être partagés en basses et dessus. Cette division se retrouve principalement en Italie et en Espagne, mais n'est pas rare en France dans de petits instruments.
L’accouplement permet de jouer simultanément les touches de deux ou plusieurs claviers en n’en touchant qu’un seul, et donc d’actionner simultanément l’ensemble des registres qui leur sont associés. On rencontre également des accouplements d'octave graves et aigües. Un Do3 joué par exemple sur le Grand-Orgue peut jouer le Do4 du Récit et le Do2 du Positif. On réserve le terme de tirasse à l’accouplement des claviers avec le pédalier.

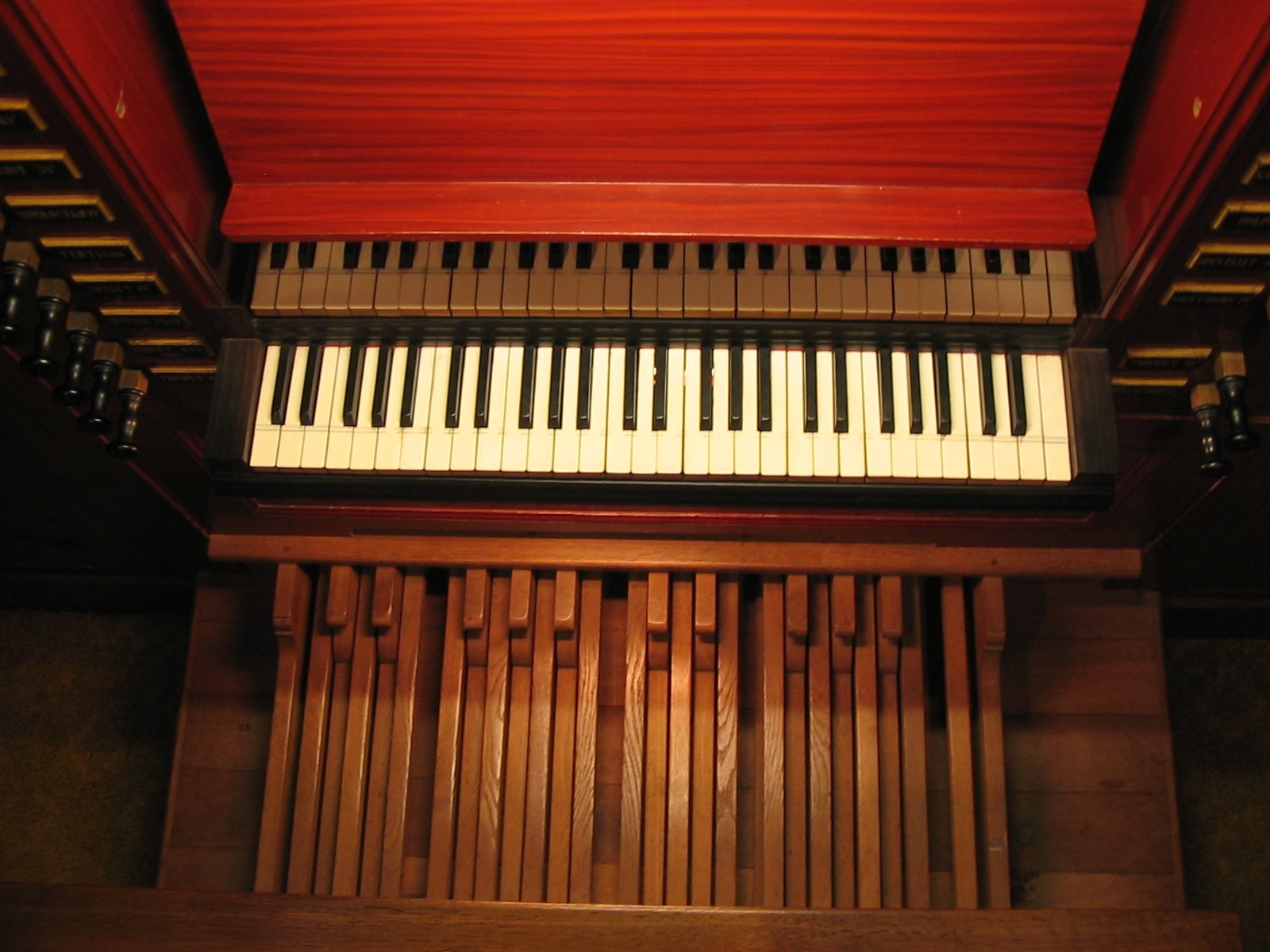
Console, avec pédalier à marches parallèles, de l'orgue de Dorpskerk (Katwijk).

Les marches (ou notes, ou touches) du pédalier peuvent être disposées parallèlement avec des marches longues (« à l’allemande »), parallèlement avec des marches courtes (« à la française ») ou rayonnantes (« en éventail ») théoriquement pour faciliter le jeu : en fait le pédalier en éventail est surtout diffusé aux États-Unis, en Grande-Bretagne et en Allemagne. De nos jours le pédalier comporte en général 30 marches (Do 1 à Fa 3), parfois 32 (Do 1 à Sol 3).
À l’origine, la console est intégrée au buffet et on la dit en fenêtre. On peut bien souvent la fermer par des volets ou des portes. Elle peut aussi bien se trouver sur la face avant que sur l'un des côtés du buffet. Elle peut, par exemple, être orientée de telle façon que l’organiste regarde vers le chœur de l’église. Dans de rares cas, elle se trouve à l’arrière. Avec l’évolution des techniques de traction (pneumatique et électrique), elle peut être séparée du buffet pour devenir une pièce indépendante de l’instrument, offrant plus de liberté pour son placement. Certains instruments possèdent deux consoles, l’une en tribune à traction mécanique, l’autre, électrique et mobile, au niveau du sol. Ce type de console mobile offre aux interprètes la possibilité de jouer, dans de très bonnes conditions, au sein d'un orchestre ou parmi d’autres instruments solistes en permettant une parfaite écoute de l’instrument.L'organiste n'est plus assourdi par la puissance sonore et il est plus proche du public. Néanmoins, une distance trop importante entre la console et l'orgue pose des problèmes liés au délai de propagation de l'onde sonore pour le jeu des notes rapides, ce qui peut s'avérer déroutant pour l'exécutant.
L’électronique puis l'informatique ont également apporté leurs contributions au mode de fonctionnement de l’orgue. Plusieurs tâches sont affectées à un module électronique ou à l’ordinateur. Il est l’assistant pour la registration et s’occupe de changer les jeux suivant une programmation établie par l’organiste, pendant que ce dernier est occupé à jouer : c'est le combinateur. Les premiers combinateurs furent d'ailleurs purement électromécaniques. Les orgues équipés d'une interface MIDI, permettant de jouer l'orgue depuis un autre instrument midi ou inversement, se développent. L'ordinateur permet aussi d’enregistrer et de restituer ce qui a été joué, voire d'imprimer la partition, notamment après une improvisation. Ce procédé permet aussi à l'organiste de descendre de la tribune pendant que l'orgue restitue seul l'œuvre interprétée, l'organiste pouvant ainsi procéder à des réajustements en matière de registration dans le cadre de la préparation d'un concert, d'un enregistrement, etc.

#### Soufflerie

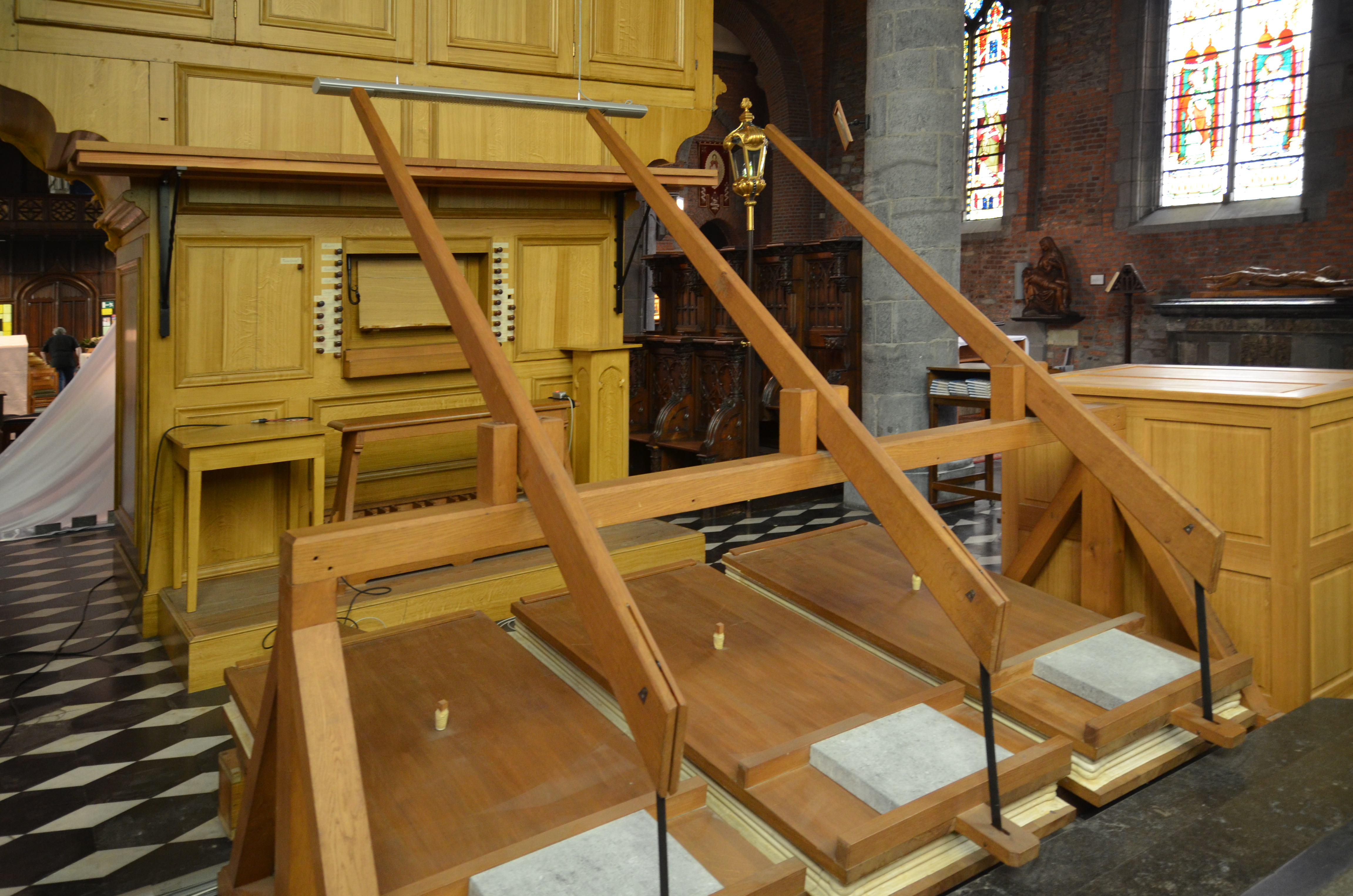
Soufflets actionnés à la main de l'orgue de l'église Saint-Barthélémy de Mouscron (Belgique).

La soufflerie traditionnelle était constituée de grands soufflets généralement en forme de coin, actionnés à la main ou aux pieds par un ou plusieurs assistants. En raison de la place occupée par cette installation dans les orgues importantes, elle était souvent reportée dans un local contigu de la nef. Généralement, elle est située derrière l’orgue, voire dans le soubassement du buffet. On a cherché aussi tôt que possible à s’affranchir de la main-d’œuvre, souvent difficile à mobiliser lorsque l’organiste voulait jouer, en mécanisant le fonctionnement des soufflets pompes à l’aide de la machine à vapeur ou même de la force hydraulique, puis du moteur électrique. De nos jours, à de rares exceptions près (reconstitutions d’instruments historiques), la production de l’air sous pression est confiée à un ventilateur électrique dont le bruit du moteur doit être aussi faible que possible. Il convient, pour des questions de température et d'hygrométrie, que l’air soit aspiré dans le même environnement que l’orgue qu’il alimente.

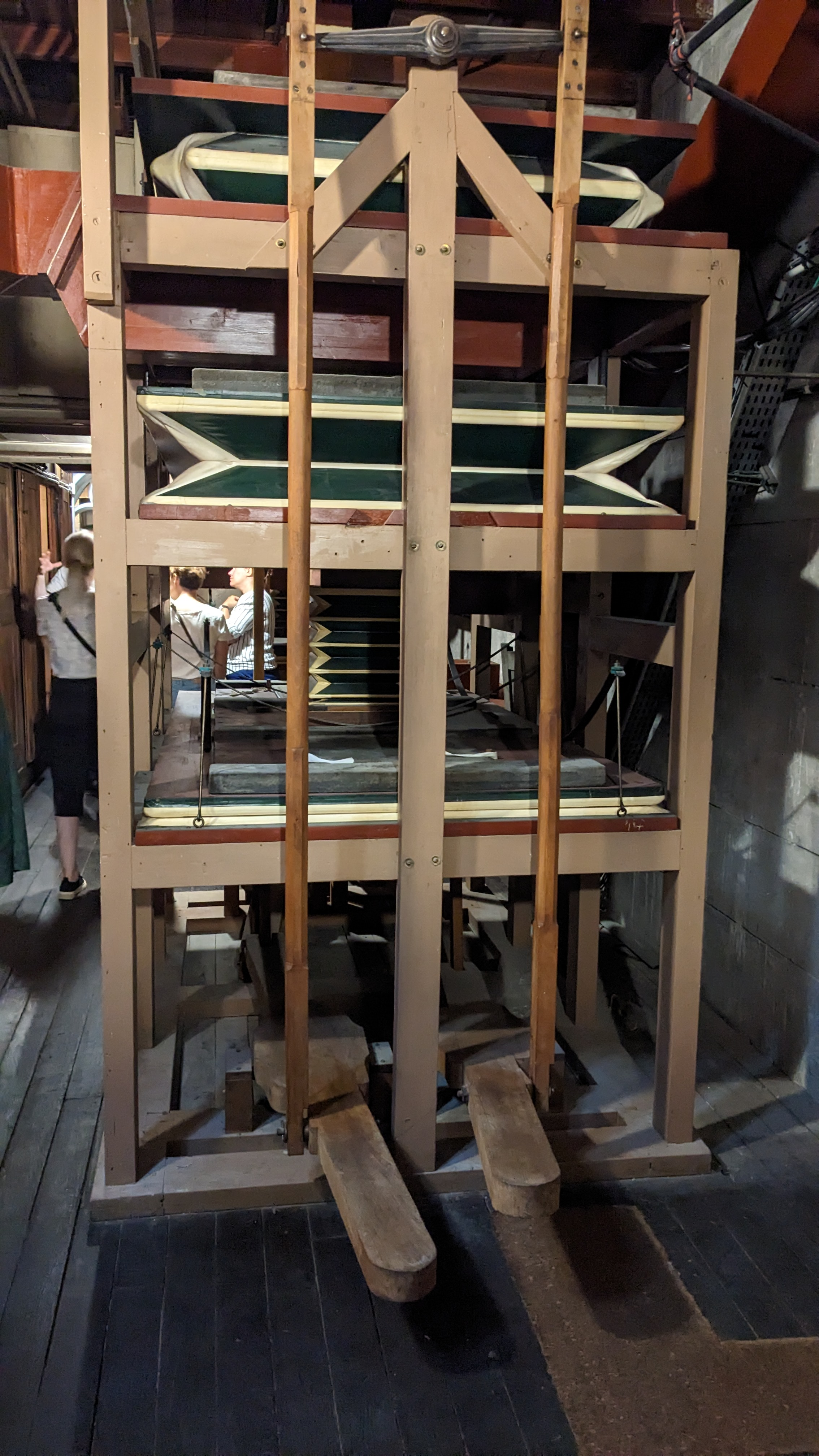
Aperçu de la soufflerie du grand orgue de la cathédrale Sainte-Croix d'Orléans construit par Aristide Cavaillé-Coll dans le dernier quart du XIXe siècle.

L’air mis sous pression, le vent en termes de facture d’orgue, est dirigé vers un (ou plusieurs) réservoir à soufflet, en forme de coin (les tables inférieures et supérieures sont liées par une charnière), ou à table parallèle ; ce soufflet a pour fonction d’établir une pression du vent constante au moyen de poids disposés sur la table supérieure ; il doit aussi éliminer les variations brusques de pression préjudiciables à la qualité du son émis, variations qui surviennent lorsque l’organiste joue des accords répétés par exemple. Il est précédé par un régulateur dont il commande mécaniquement l’action. Ce régulateur sert à contrôler en permanence la quantité d’air introduite dans le soufflet, en fonction de la consommation d’air induite par le jeu plus ou moins fourni de l’organiste. Son principe peut reposer sur l’ouverture variable d’une soupape ou d’un volet à rouleau par exemple.
Le facteur d’orgue peut même adjoindre sur les porte-vents des antisecousses, pour parfaire l’égalité de la pression. Ce sont de petits soufflets ou tablettes mobiles mis en équilibre par la pression de l’air. À l’opposé, un autre dispositif, appelé tremblant (tremblant fort, tremblant doux), est destiné au contraire à faire onduler le vent et donc le son des tuyaux de manière régulière, pour apporter un caractère expressif à certaines pièces musicales. Le tremblant peut fonctionner « dans le vent », à l’aide d’un simple volet mobile obturant partiellement un porte-vent et animé d’un battement produit par le passage de l’air, ou « à vent perdu », il crée alors des échappements d’air répétés (dispositif bruyant).
Certains grands instruments disposent de pressions d’air différentes pour chaque sommier. Dans ce cas, chacun d’entre eux dispose de son propre réservoir à soufflet régulateur disposé à proximité ; cette régulation de la pression peut même être localisée dans le sommier lui-même, selon un dispositif apparu au milieu du XXe siècle.
Le vent est ensuite distribué depuis le réservoir régulateur à l’ensemble des sommiers à l’aide d’un réseau parfois complexe de porte-vents. Il s’agit de canaux usuellement en bois, de section carrée le plus fréquemment, adaptée aux besoins en air des sommiers qu’ils alimentent.
La soufflerie doit dans son ensemble répondre aux besoins en vent de l’orgue qu’elle fournit. Ainsi, les anciens orgues présentaient souvent des déficiences en la matière, en raison du sous dimensionnement de certains éléments de distribution ou de pompes insuffisamment performantes. Bien des éléments entrent en ligne de compte pour le calcul des besoins en vent d’un orgue : le nombre de ses jeux, le type d’harmonisation pratiquée (plus ou moins consommatrice de vent), la conception stylistique même de l’instrument ; les facteurs d’orgue n’ont eu de cesse de parvenir à maîtriser l’alimentation du vent des instruments au cours des siècles ; à cet égard, Aristide Cavaillé-Coll développe au XIXe siècle des solutions techniques novatrices (soufflets à plis multiples entre autres) pour assurer une production importante de vent parfaitement régulé et stabilisé.

#### Sommier

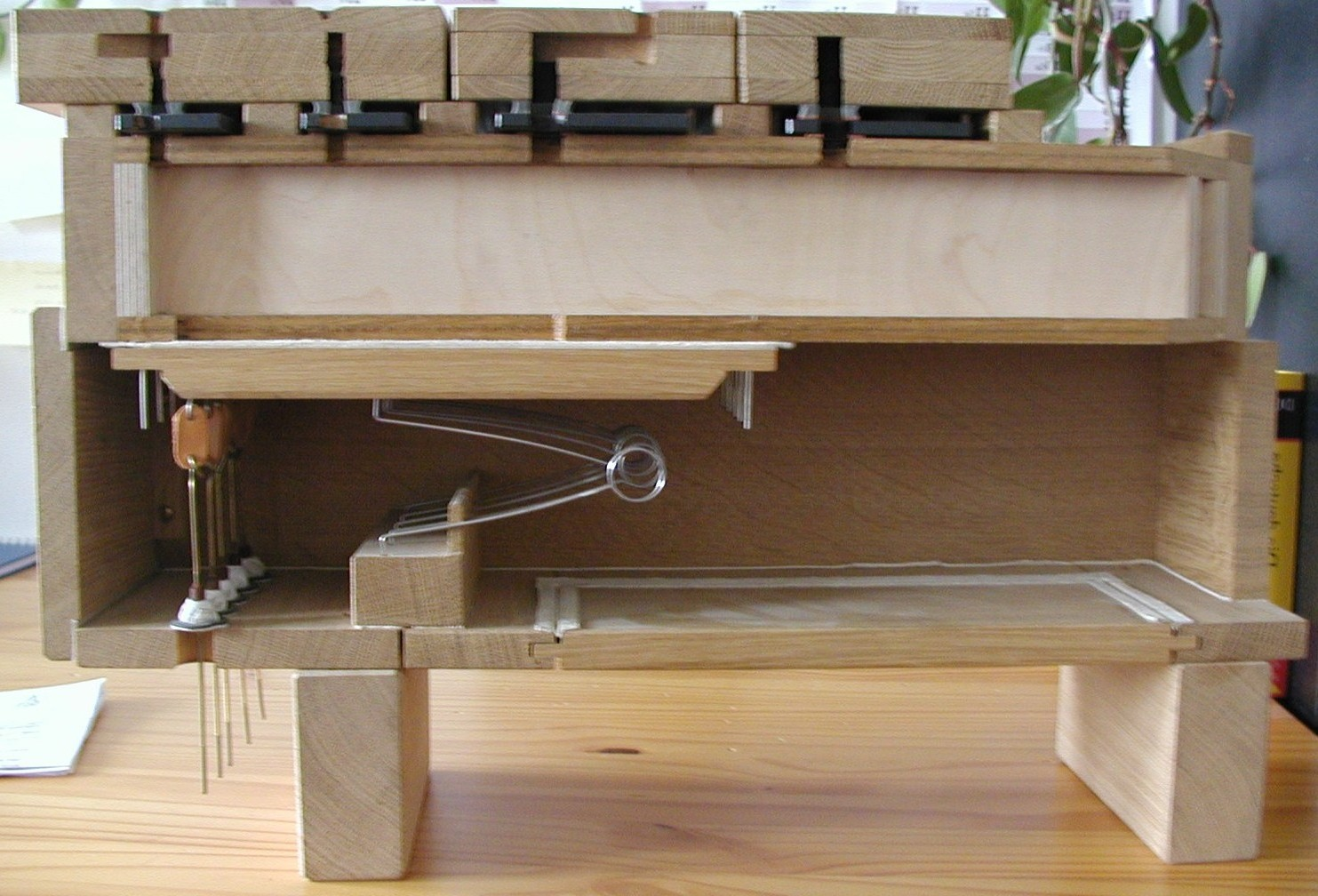
Coupe d'un sommier.

C’est le cœur de l’instrument car c’est lui qui fournit l’air sous pression aux tuyaux sonores en fonction des touches actionnées et des registres sélectionnés par l’organiste. Le sommier est la partie la plus délicate de l’orgue, car il doit assurer une distribution parfaite et équilibrée du « vent » (air sous pression) venant de la soufflerie et la distribuer aux registres sélectionnés, sans fuites d’air qui pourraient faire « corner » l’instrument, c'est-à-dire faire parler certains tuyaux même quand les touches ne sont pas enfoncées. L’étanchéité doit en être parfaite, ainsi que l’« attaque » des notes.
Le vent arrive à la partie inférieure du sommier dans une sorte de caisson étanche (la laye) dont il peut sortir par des soupapes actionnées par l’organiste. La tige qui tire une soupape pénètre dans la laye au travers d’une boursette en cuir très souple qui assure l’étanchéité tout en permettant le mouvement.
Le fonctionnement décrit ci-dessous est celui du sommier à registres, aujourd'hui le plus courant. Il existe également un autre système (le sommier à ressorts) utilisé surtout dans le passé et dans d'autres pays que la France.

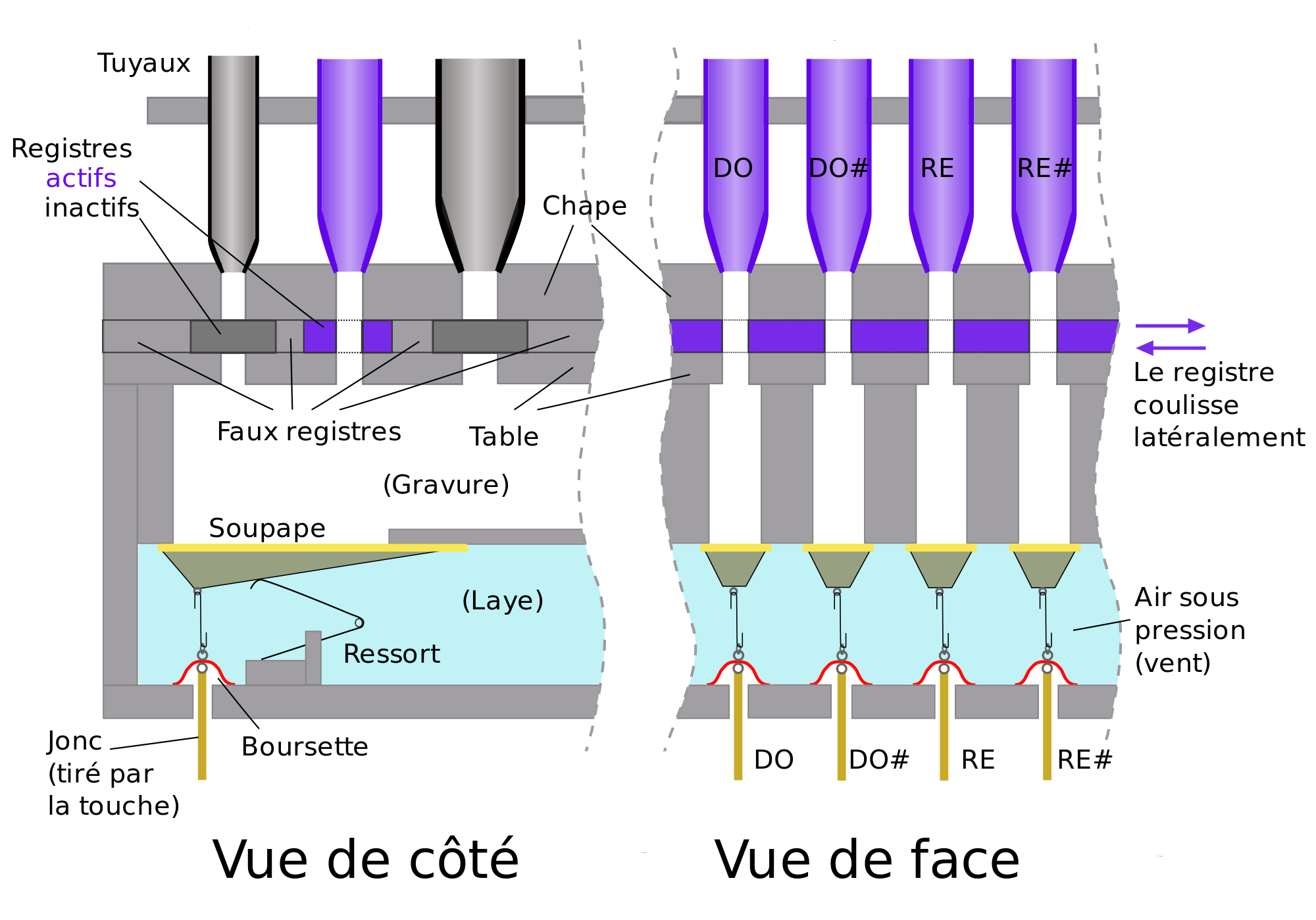

Lorsqu’une soupape s’abaisse, l’air pénètre dans un autre espace, la gravure, qui dessert l’ensemble des tuyaux correspondant à la note sélectionnée. La gravure est surmontée de bas en haut :
- par une table percée de trous en face de chacun des tuyaux ;
- par les registres, planchettes de bois allongées et percées de trous qui coulissent sur la table, perpendiculairement à la gravure ;
- par une chape comparable à la table, et qui supporte la base des tuyaux.

Animation schématique de la traction mécanique avec trois registres.

La position du registre, tiré ou poussé, met en communication, ou non, la gravure avec le ou les tuyaux correspondants : l’air traverse alors, par les trous mis en regard, la table, le registre et la chape.

Un tuyau est donc sélectionné, et résonne, lorsque son registre est en position adéquate et que l’on appuie sur la touche qui le commande.

#### Transmission
On appelle transmission l’ensemble des organes qui transmettent aux soupapes situées dans le sommier le mouvement de la touche qui est appuyée par l’organiste. Les mêmes principes s’appliquent au maniement des registres situés dans le sommier et actionnés depuis la console, mais qu’on appelle traction.
À l’origine, la transmission était purement mécanique et se composait d’un ensemble de leviers, de renvois en équerre, de tringles mobiles appelées vergettes, reliant l’arrière de la touche à la soupape. Cette technologie (toujours en usage aujourd’hui) demandait une grande minutie de réalisation pour que le mouvement soit précis et le mécanisme le plus léger possible au toucher. La réduction des frottements avait une grande importance, et tout ici nécessitait que la console soit le plus près possible du sommier : l’organiste jouait presque toujours en tribune. Le mécanisme était le plus simple lorsque le clavier était tout près du sommier : toutefois l’écartement des touches étant nécessairement plus petit que celui des soupapes (en raison de l’espacement des tuyaux), le mécanisme minimal nécessitait ce qu’on appelle l’abrégé. Ce principe de transmission reste en usage aujourd’hui, bénéficiant des connaissances et des moyens de fabrication modernes.
À partir du XIXe siècle, les principes de transmission se multiplient :
- mécanique assistée par une machine Barker. Un système d’assistance pneumatique (fonctionnant avec le vent de l’orgue), inséré entre le clavier et les soupapes correspondantes, permet de limiter l’effort nécessaire à l’enfoncement des touches.
- pneumatiques : c’est l’air sous pression qui sert à actionner les commandes ;
- électropneumatique : soupapes actionnées par l’air sous pression libéré par une autre soupape actionnée par électroaimant ;
- électriques : les soupapes sont actionnées par des électroaimants dont le courant de service est commandé par les touches du clavier ;

Ces dispositifs éliminent certains inconvénients de la transmission mécanique mais distancient l’interprète des organes sonores et le privent du toucher propre à cette dernière.

### Registres

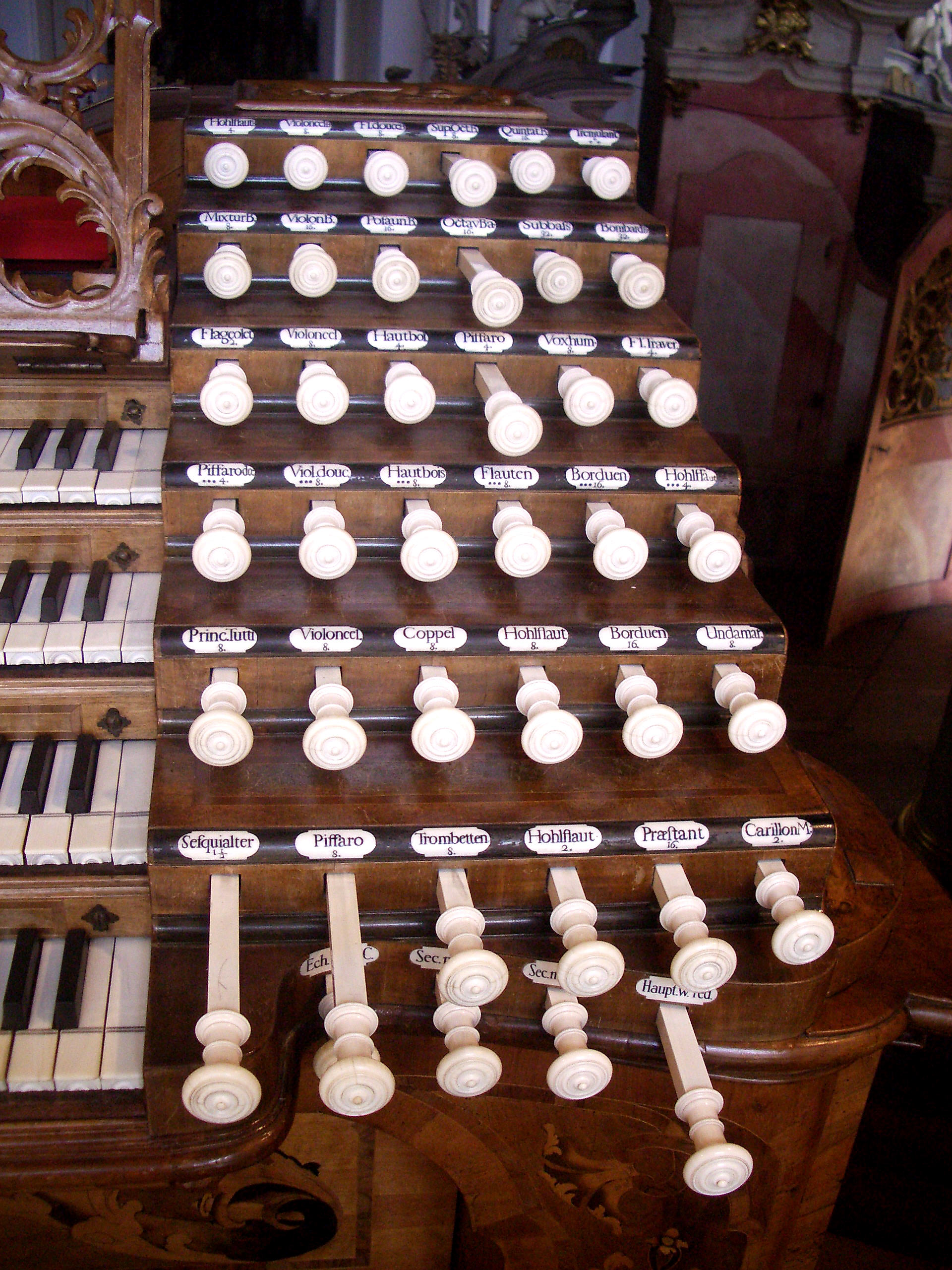
Gros plan sur les tirants de jeux. Orgue Gabler de Weingarten.

Les orgues se caractérisent et se différencient les uns des autres par leur composition qui résulte de l'ensemble des jeux disponibles répartis sur les différents plans sonores. Bien qu'on désigne communément les différents timbres de l'orgue sous l'appellation « jeu » ou « registre », ces deux mots ne sont pas synonymes. Le jeu désigne l'ensemble des tuyaux produisant le même timbre. Certains jeux peuvent être constitués de plusieurs rangs de tuyaux comme les mixtures (ou mutations) ou le cornet par exemple, et il y aura donc plusieurs tuyaux par note. Le registre, pour sa part, désigne le mécanisme qui permet d'appeler le jeu ou tout autre capacité de l'orgue (tremblant par exemple), c'est-à-dire le tirant visible à la console et la tringlerie permettant de transmettre l'action jusqu'au sommier.

### Tuyaux
L’émission sonore est assurée par des tuyaux qui reçoivent, à leur base, l’air sous pression venant du sommier. Le plus souvent, les tuyaux ont une position verticale ; ils peuvent aussi être disposés horizontalement (disposition en éventail dite « en chamade », très courante en Espagne et au Portugal). Certains tuyaux, silencieux, n'ont qu'un rôle décoratif, ils sont alors désignés sous le nom de « chanoines ».
Les tuyaux diffèrent entre eux par de nombreux paramètres :
- la matière : en général le bois (chêne, pin, sapin, bois exotique...) et le métal (alliage d’étain et de plomb le plus souvent, zinc, cuivre). Mais on trouve parfois d'autres matériaux : l’or (en placages), du verre, du bambou (célèbre orgue de bambou aux Philippines), et parfois même du carton, du papier mâché, de la matière plastique comme le PVC. Certains facteurs d'orgue fabriquent eux-mêmes les feuilles d'alliage étain-plomb qui leur serviront à fabriquer les tuyaux ; après avoir coulé le métal fondu pour obtenir une feuille brute, la mise d'épaisseur se fait alors par rabotage et non par laminage. Le métal obtenu par laminage est en effet écroui, alors que le métal raboté ne l'est pas, et la qualité du son est différente selon la technique utilisée[25] ;
- la longueur, qui détermine la hauteur de la note émise pour les seuls jeux à bouche et la portée ou puissance sonore pour les jeux à anche ;
- le diamètre, qui agit sur le timbre et qui est à l'origine d'une caractéristique fondamentale en facture d'orgue ;
- la « taille » qui est le rapport entre ce diamètre (mesuré au niveau de la bouche) et la longueur du tuyau ;
- tuyau ouvert ou tuyau fermé à l’extrémité supérieure pour les jeux à bouche ;
- la forme, cylindrique, conique, fuselée, carrée, triangulaire ou autre ;
- l’organe sonore (jeu à bouche ou à anche).

Les tuyaux se répartissent en deux grandes catégories :
1. Les jeux à bouche, comprenant les fonds et bourdons, les ondulants, les mutations simples, les mutations composées et les mixtures ;
2. Les jeux d'anche, caractérisés par la présence d’une languette métallique qui vibre à la base du tuyau et dont seules les caractéristiques physiques (longueur et largeur) conditionnent la hauteur du son émis.

#### Jeux à bouche

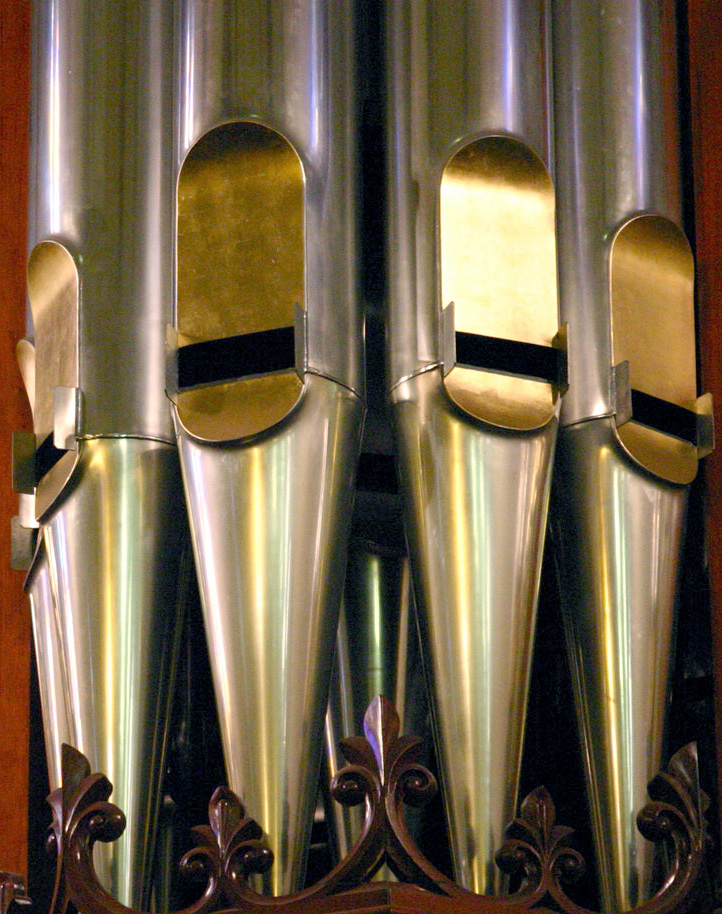
Détail des bouches d'un jeu de montre, dotées d'oreilles (accord du tuyau).

Le principe de fonctionnement est celui de la flûte à bec
1. Les fonds : tuyaux ouverts, appelés montre ou prestant lorsqu’ils sont présentés en façade de l’instrument, principaux étant le terme générique. Leur longueur est exprimée en pieds. Les tuyaux les plus longs couramment employés, les « 32 pieds », mesurent environ 10,40 m. Il existe cependant, sur quelques très rares orgues, des registres de 64 pieds descendant encore une octave plus bas que les 32 pieds. Dans la plupart des cas il s'agit d'une « résultante basse », c'est-à-dire une fréquence issue de l'action combinée de plusieurs tuyaux mesurant au plus 32 pieds[26]. Seuls deux orgues au monde, installés respectivement aux États-Unis et en Australie, disposent d'un tuyau ouvert mesurant effectivement 64 pieds de long[27]. La longueur indiquée correspond à la partie dite « sonore », mesurée au-dessus de la bouche du tuyau, auquel il faut rajouter le pied du tuyau, le dispositif d'accord et parfois des surlongueurs pour les tuyaux de façade, pour des raisons d'esthétique. Les plus aigus mesurent 1/32e de pied, soit environ 1 cm. Le diamètre est un paramètre important de leur timbre : les tuyaux étroits forment les jeux gambés au timbre mordant, le diamètre intermédiaire est celui des principaux au timbre plein (prestant, doublette…), le diamètre large est celui des jeux flûtés.
2. Les tuyaux bouchés (les bourdons) ont une sonorité plus sourde. Parce qu’ils sont bouchés, ils émettent des sons d’une octave plus grave qu’un tuyau ouvert de même dimension, mais perdent en harmoniques.
3. Les jeux de mutations simples émettent des sons différents de la note jouée tel le nazard faisant entendre la quinte. La tierce, la septième et la neuvième en sont d'autres exemples : ils sont destinés à être associés à d’autres jeux pour en modifier la couleur.
4. Les mutations composées sont formées de plusieurs rangs de tuyaux groupés de façon indissociables et qui émettent ensemble des combinaisons harmoniques : ces jeux sont peu nombreux et très typés, on trouve essentiellement la sesquialtera, le cornet, le carillon et la théorbe.
5. Les mixtures sont formées de plusieurs rangs de tuyaux groupés de façon indissociables et qui émettent ensemble des sons riches en harmoniques supérieurs : on parle de fourniture, de cymbale et de plein-jeu, en indiquant le nombre de rangs de tuyaux, ils permettent de former, avec les jeux fondamentaux correspondants, le plenum.
6. Les jeux ondulants constituent encore une particularité inventée pour l'orgue, mais utilisée par la suite dans l'harmonium et l'accordéon. Il s'agit généralement de deux jeux identiques désaccordés d'un comma l'un par rapport à l'autre, ce qui provoque un effet d'ondulation. Les plus connus ont pour noms Unda Maris, Voix Céleste, Flûte Céleste, Voce Flebile, Voce umana.

Les plus grands tuyaux d'orgue, de 32 et 64 pieds, sont capables d'émettre des fréquences sonores allant nettement plus bas que la limite inférieure de l'audition humaine, communément admise à 20 Hz, avec respectivement environ 16 et 8 Hz. À de telles fréquences, seules les harmoniques sont audibles, en plus des vibrations physiquement perceptibles.
Certains tuyaux à bouche sont dotés d'oreilles métalliques de part et d'autre de la bouche, utilisées pour accorder l'instrument[réf. nécessaire].

#### Jeux d'anche

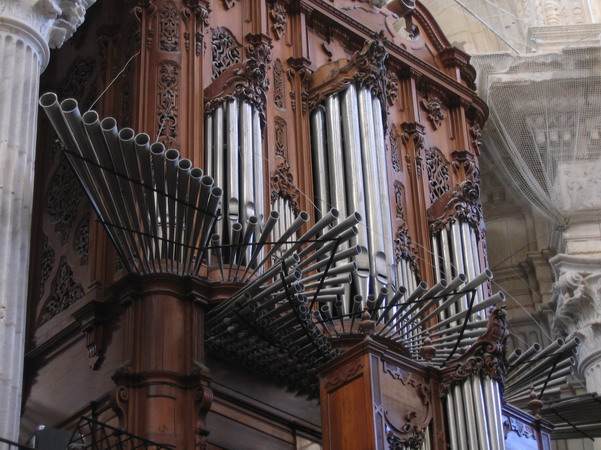
Vue de jeux d'anche en chamade des grandes orgues de la cathédrale de Cadix.

On distingue deux types de jeux d'anche : les jeux à anche battante et les jeux à anche libre.
Le principe de fonctionnement de l'anche battante s’apparente à celui de la clarinette de l'orchestre : une languette en laiton à laquelle l’harmoniste donne une courbure particulière, entre en vibration sur une gouttière ou canal (appelée anche, à ne pas confondre donc avec l'anche de la clarinette, qui est la languette) sur laquelle elle est maintenue par un coin en bois dur ; son timbre est amplifié par un corps de métal ou de bois, conique, cylindrique ou de formes diverses en fonction du timbre recherché. La longueur et la forme de ce corps ont donc une influence sur le timbre mais plus sur la hauteur de note, contrairement aux jeux de fonds. L’accord s’effectue à l’aide de la rasette, petite tige de métal permettant de modifier la longueur battante de l’anche, et ainsi sa fréquence vibratoire. Dans le tuyau d’orgue, la languette claque violemment à chaque vibration sur le canal (ce qui s’entend aisément dans les notes les plus graves d’un jeu de 32 pieds par exemple).
Les jeux à anche libre fonctionnent sur le même principe que l'harmonica, l'harmonium ou l'accordéon.
Le caractère des jeux à anche peut être très varié : ces registres imitent parfois des instruments à vent de l'orchestre (le cromorne, la clarinette, le hautbois, le basson...) ; d’autres présentent un corps de tuyau très raccourci, tels les jeux de régale, au timbre pincé, imitant le cri du corbeau. De plus, le caractère change d'une époque à une autre et d'un pays à l'autre : par exemple le timbre peut être éclatant pour la trompeta de batalla espagnole, brillant pour la trompette française ou plus rond pour la trompette allemande.
On peut classer les jeux d'anche de la famille des anches battantes en trois catégories :
- les anches fortes qui forment un ensemble que l'on appelle « le grand-chœur », plutôt puissantes, dont le résonateur, de forme conique, a une taille « normale », c’est-à-dire de même longueur qu’un tuyau à bouche ouvert produisant la même note. Cette famille comprend : Contrebombarde, Bombarde, Trompette, Clairon, Ophicléide, etc. ;
- les anches bassonantes dont le caractère est donné par le type d'anche employé (à larmes ou battantes harmonisées plus en douceur) : les bassons (corps conique, relativement étroit, de longueur réelle ou acoustique de 1/2 longueur) ; les clarinettes (corps cylindrique de demi-longueur), les autres jeux qui possèdent un résonateur plus évasé sur le haut comme le Hautbois ou le Chalumeau, etc. ;
- les anches à corps courts (dites cruchantes) dont le résonateur est cylindrique, ou de formes diverses, raccourci, parfois partiellement obturé ou surmonté par un chapeau pouvant adopter des formes variées. Cette famille comprend : Cromorne, Douçaine (résonateur 1/2 hauteur), Voix humaine, Musette, Ranquette, Régale (résonateur 1/4 hauteur).

#### Autres types de registres

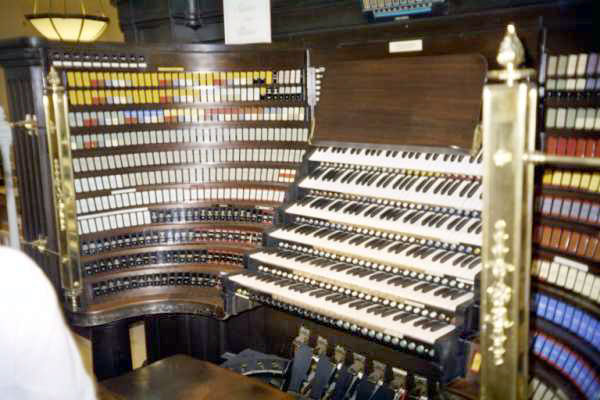
Console à 6 claviers de l’orgue Wanamaker.

Les orgues ne produisent pas le son uniquement avec de l’air et des tuyaux. Il existe de nombreux instruments qui disposent également de registres de percussions et divers accessoires de bruitages.
On les rencontre dès l'époque de la renaissance, où des mascarons situés sur les buffets produisaient un effet pittoresque de percussion grâce à une pédale actionnée par l'organiste (exemple : l'orgue de Saint-Savin dans les Hautes-Pyrénées). En Allemagne, on trouve régulièrement des registres de glockenspiel, et des accessoires comme le Zymbelstern (carillon), le coucou, le rossignol, etc.
À ce titre il faut citer aussi les orgues-orchestres produits par la facture italienne au XIXe siècle. On en trouve beaucoup dans l’Italie de l’ouest, notamment dans les églises de la vallée de la Roya, en Ligurie et dans le Piémont[réf. nécessaire]. On rencontre principalement les accessoires suivants : Usignolo, Viela, Rollante, Timpani, Banda militare. On y trouve également le jeu de clochettes ou carillon (Campane).
L’orgue de cinéma accueille également des jeux très typiques que l’on ne trouve que très rarement ou jamais dans l’orgue baroque et encore moins dans l’orgue d’église. Ce sont essentiellement des accessoires de bruitage : la grêle, le vent, le tonnerre, le sifflet de locomotive, la sirène, le klaxon, le rossignol. Et sur des instruments de grande taille, on trouvera également des jeux de percussions chromatiques : xylophone, vibraphone, marimba, célesta et même piano, gong, carillon, harpe et clavecin.
Les orgues géants des États-Unis, comme l’orgue Wanamaker dont on peut voir ci-contre la console de six claviers ou comme l’orgue du Convention Hall d’Atlantic City qui possède 7 claviers, disposent de nombreux jeux de percussions et bruitages.

### Préservation
Les différentes parties de l'orgues sont sensibles au changement de température et d'hygrométrie. Il convient donc d'aérer, tant que possible, de temps en temps l'édifice qui l'abrite et d'en jouer en toute saison pour entretenir les mécanismes. Des écarts de températures trop importants peuvent déformer différentes parties et désaccorder l'orgue.

## Différentes esthétiques des instruments

### Orgues classiques français
Les orgues français dits « classiques » sont des instruments reflétant l’esthétique et les méthodes de construction des XVIIe siècle et XVIIIe siècle : traction mécanique suspendue, tuyauterie coupée au ton, tempérament généralement inégal, pédalier à marches parallèles courtes, accouplements à tiroirs.
Les plans sonores s'articulent entre le grand orgue et le positif, parfois avec un Récit permettant de jouer le dessus de certains jeux (cornet). La composition donne une large part aux plein-jeu et jeux de mutations. Sur les grands instruments, un clavier de bombarde regroupe une partie du chœur des jeux d'anches appelés « grands jeux » et un clavier d'écho peut commander un plan sonore éloigné, ou situé dans le soubassement.
Exemple d'orgues classiques notoires en France :
- orgue de la cathédrale Sainte-Cécile d'Albi du facteur Christophe Moucherel ;
- orgue de l'église Saint-Thomas de Strasbourg, du facteur Jean André Silbermann (1741) ;
- orgue de l'église de Cintegabelle (Haute-Garonne) (Moucherel, Lépine, 1742-54) ;
- orgue de l'abbatiale Sainte-Croix de Bordeaux (Dom Bédos de Celles, 1748) ;
- orgue de la cathédrale Saint-Sacerdos de Sarlat (Jean-François Picard Lépine, 1752) ;
- orgue de la basilique Sainte-Marie-Madeleine de Saint-Maximin-la-Sainte-Baume (Isnard, 1774) ;
- orgue de l'église du prieuré Saint-Pierre-et-Saint-Paul de Souvigny (François-Henri Clicquot 1783) ;
- orgue de la cathédrale Saint-Pierre de Poitiers (François-Henri Clicquot 1790) ;
- orgue à double-façade de la cathédrale Notre-Dame du Puy-en-Velay (Jean Eustache, 1689) ;

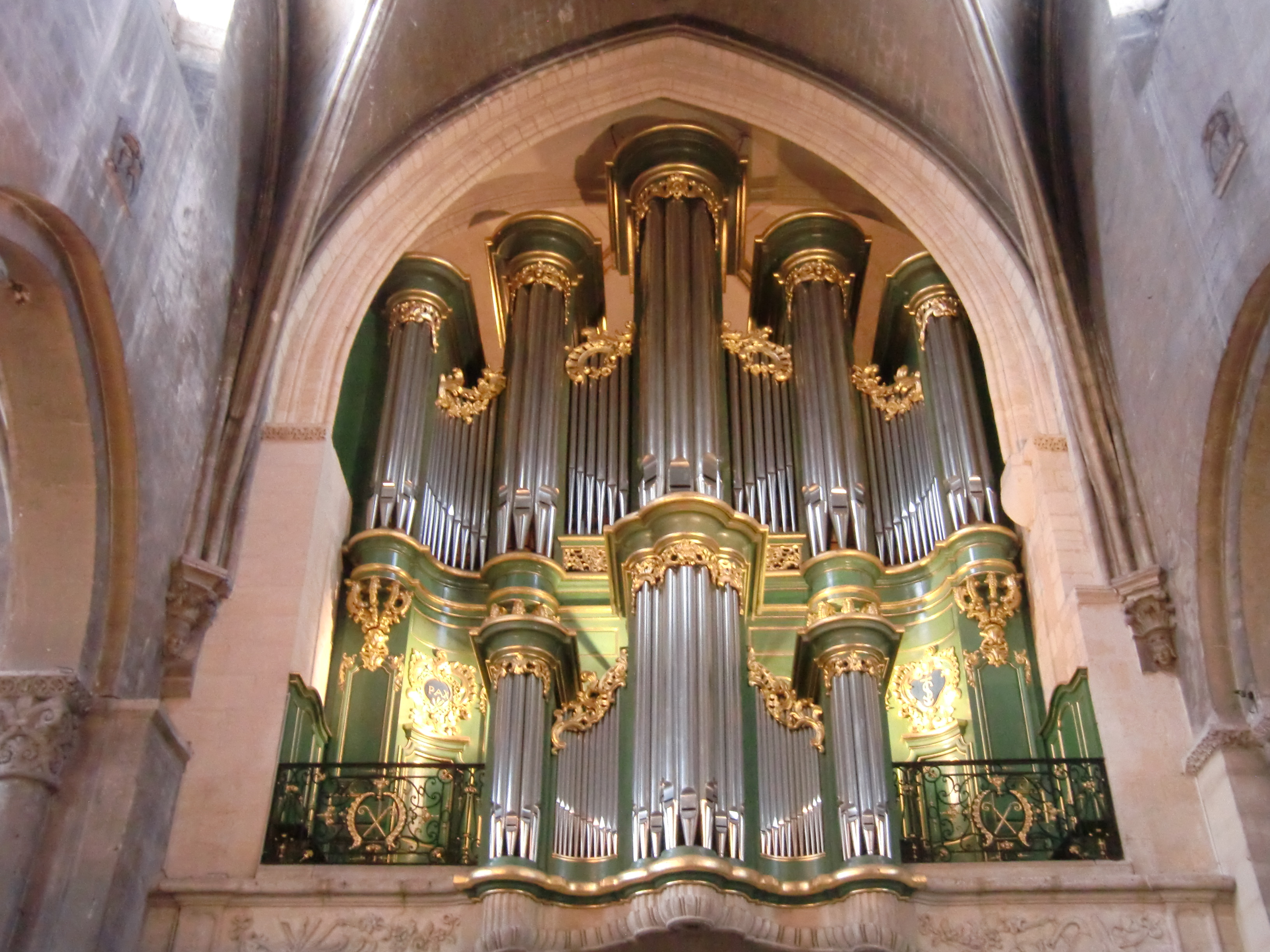
Orgue Dom Bedos de l'abbatiale Sainte-Croix de Bordeaux (1748)
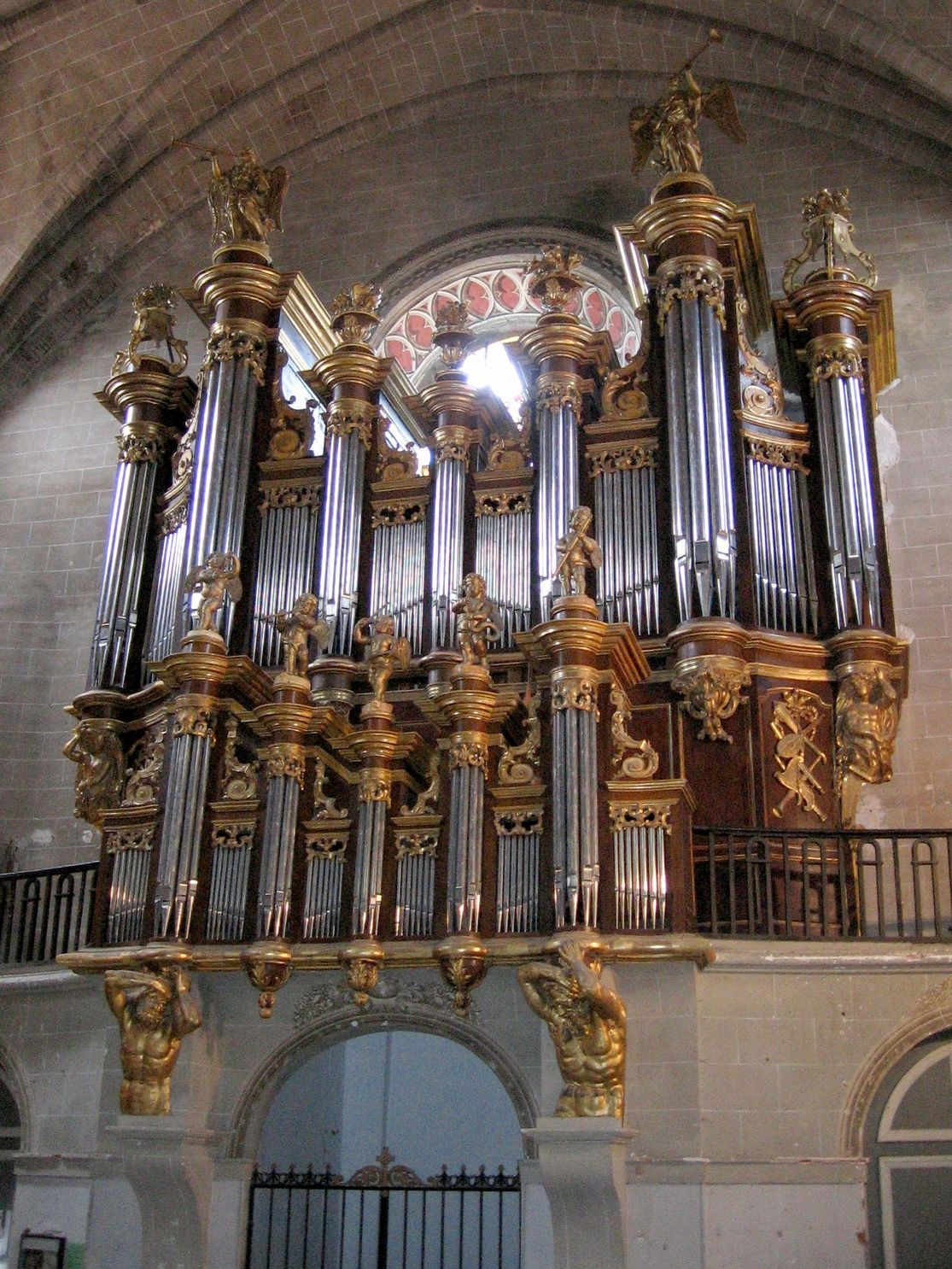
Cintegabelle (Haute-Garonne), église de la Nativité-de-la-Sainte-Vierge, orgue de tribune (31 jeux).
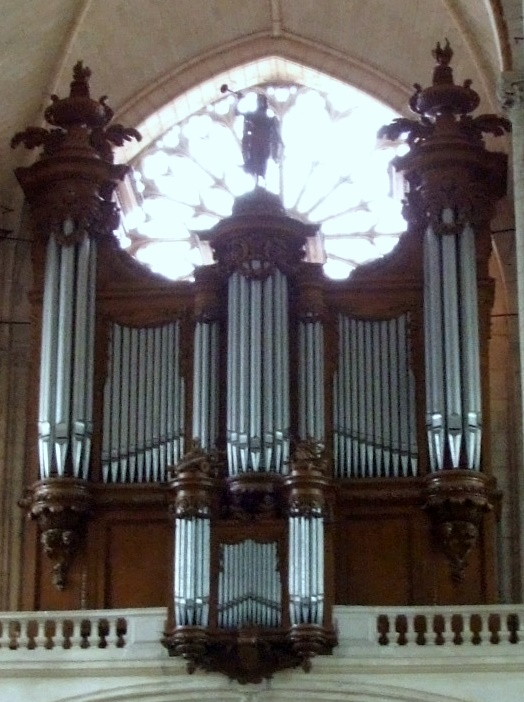
Grand orgue de la cathédrale Saint-Pierre de Poitiers.
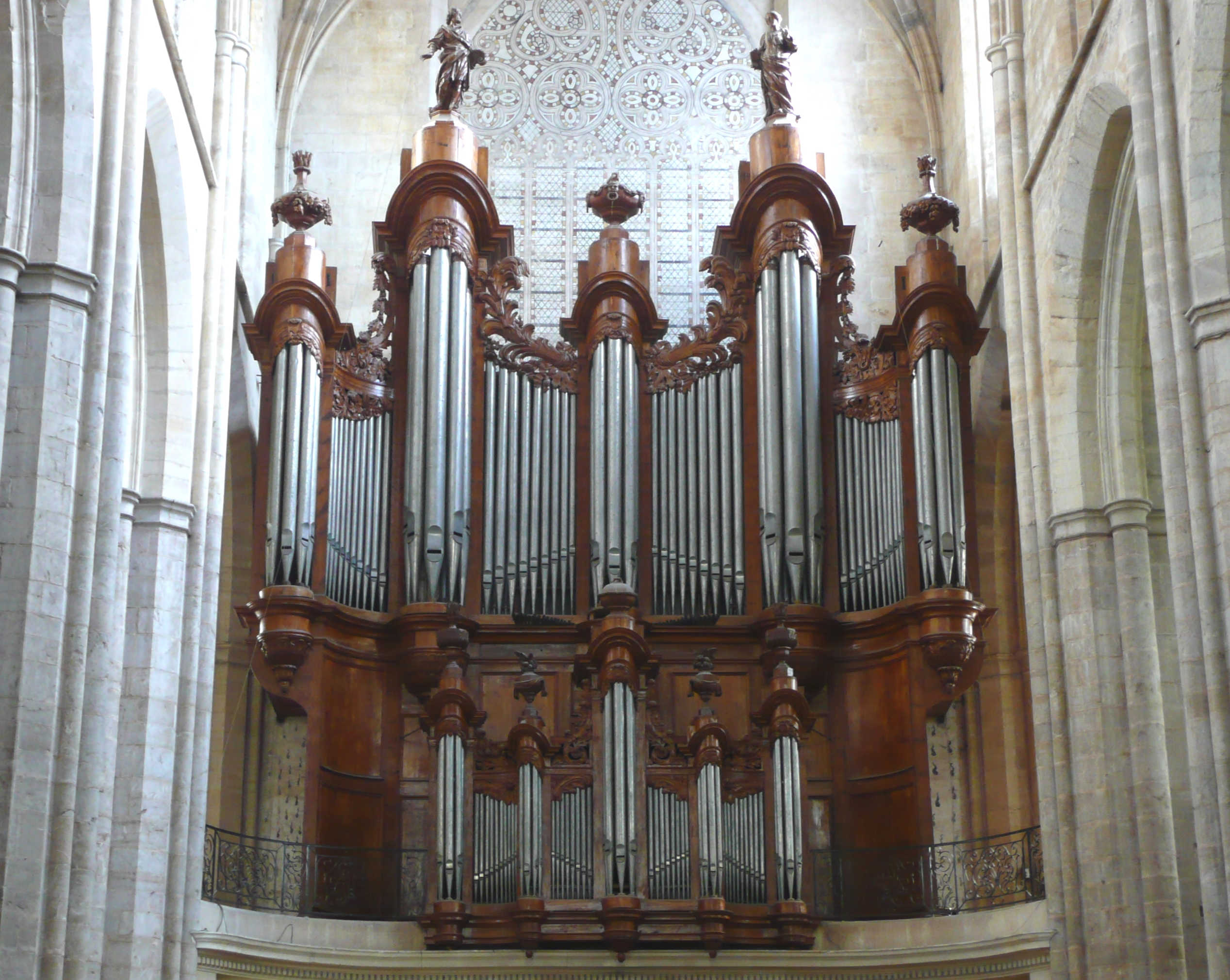
Basilique Sainte-Marie-Madeleine de Saint-Maximin-la-Sainte-Baume, grand orgue.
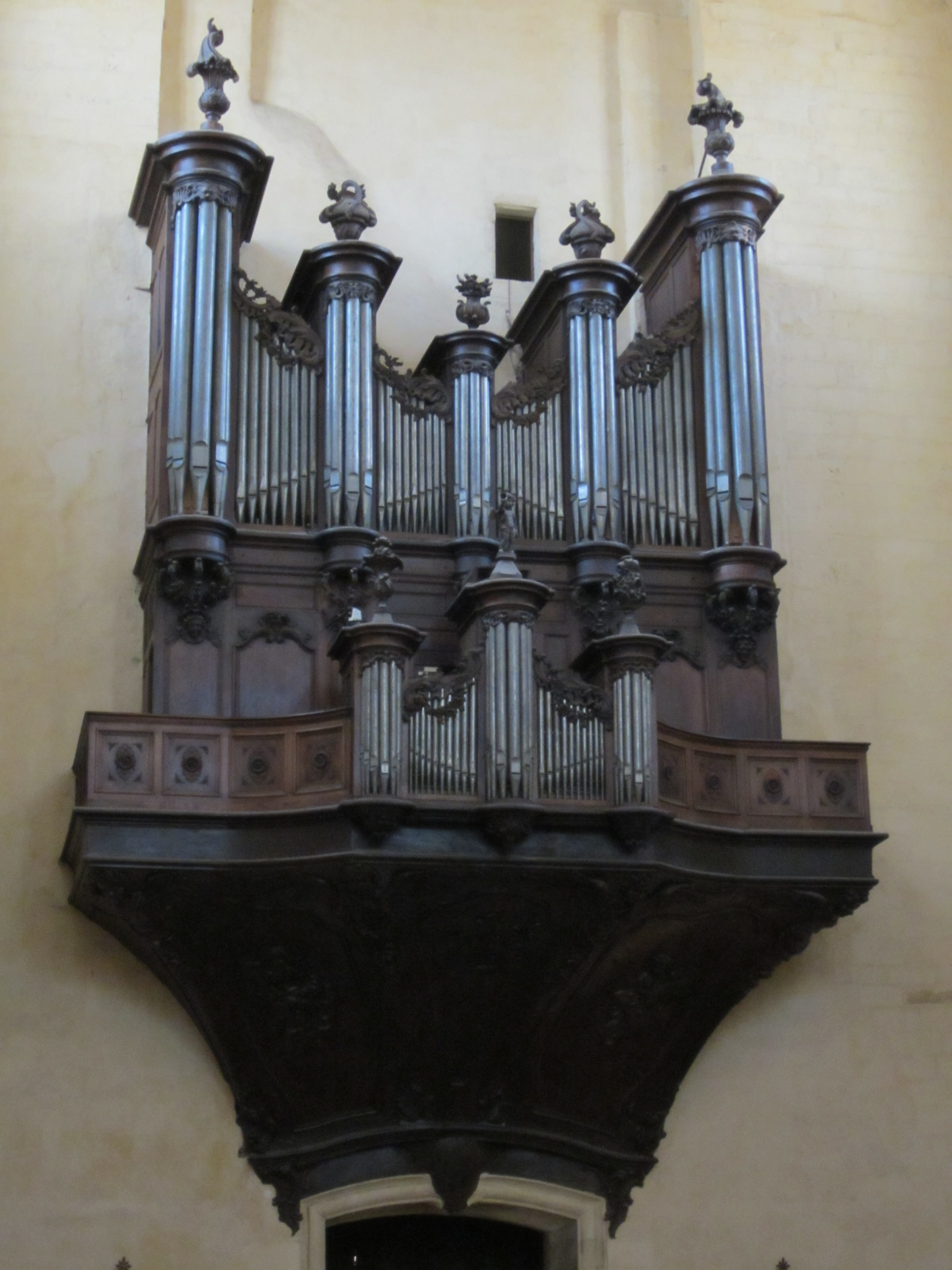
Cathédrale Saint-Sacerdos de Sarlat, orgue en nid d'hirondelle.
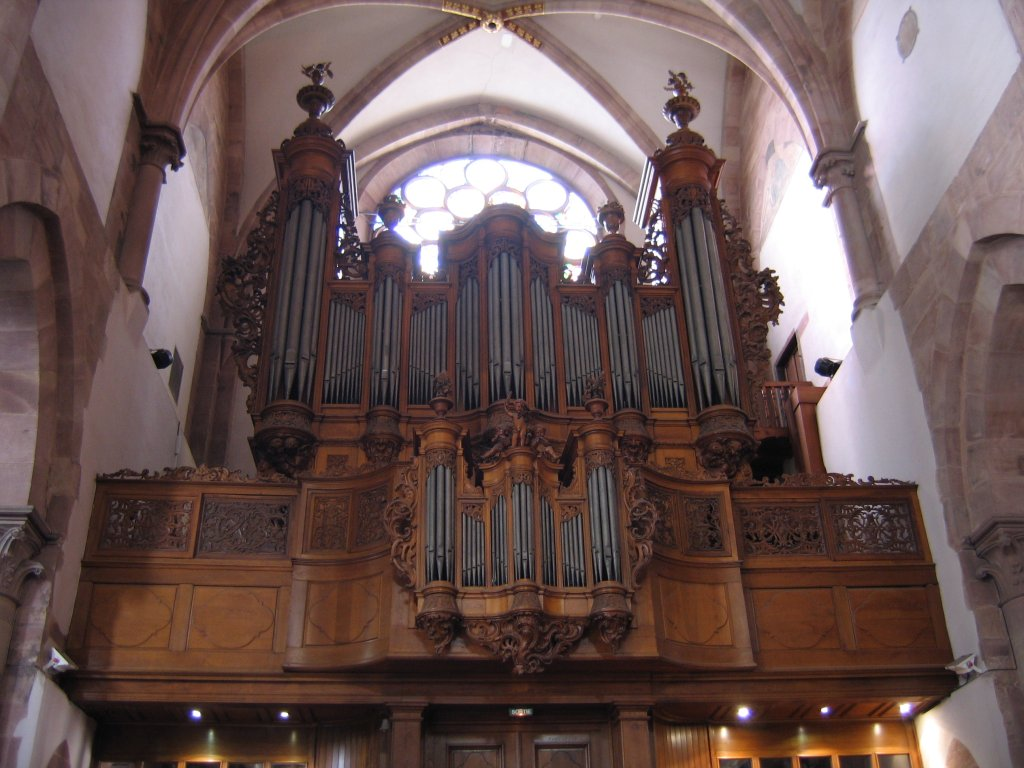
Grand orgue de l'église Saint-Thomas de Strasbourg.
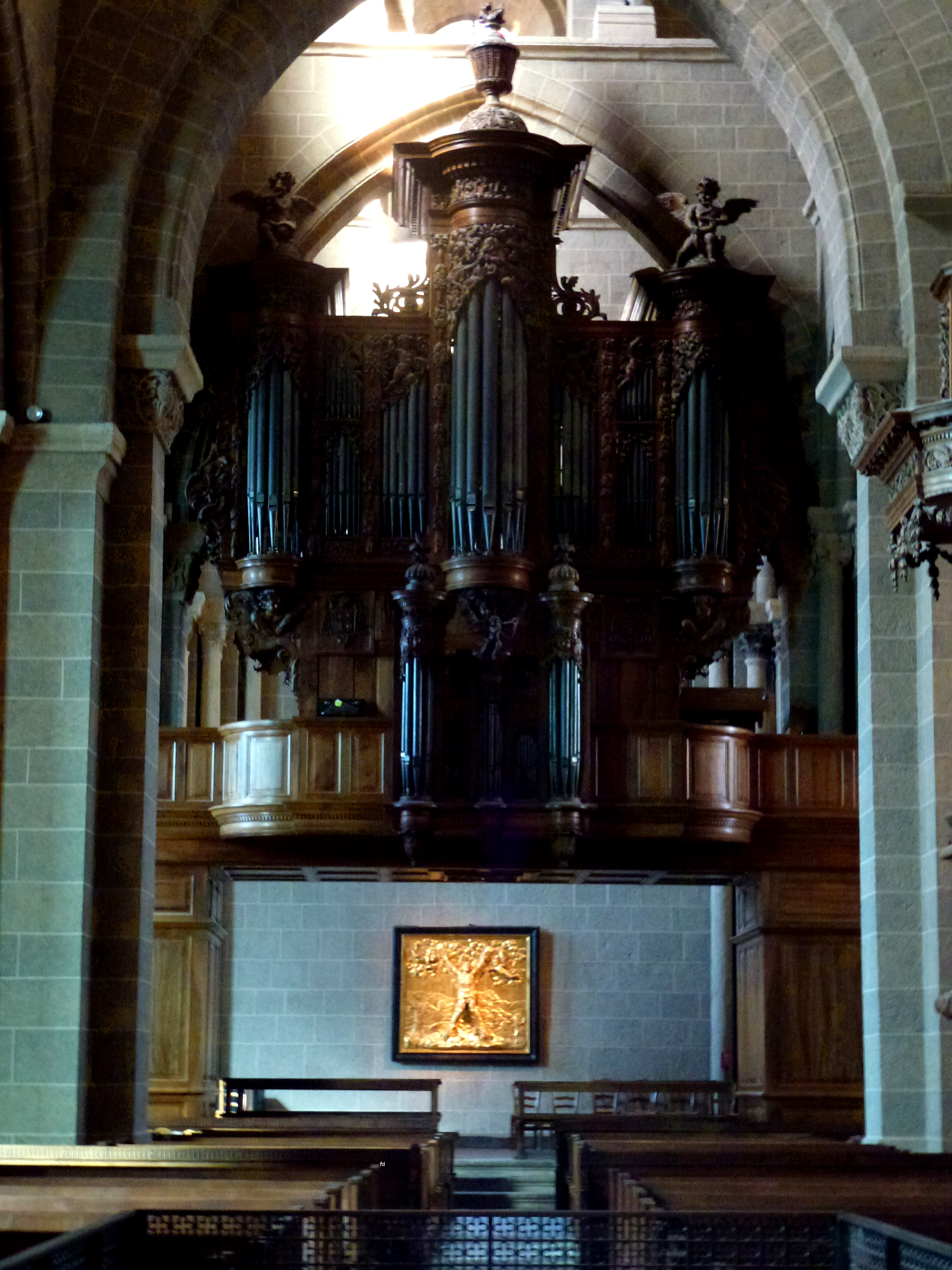
Orgue de tribune à double façade de la cathédrale du Puy.
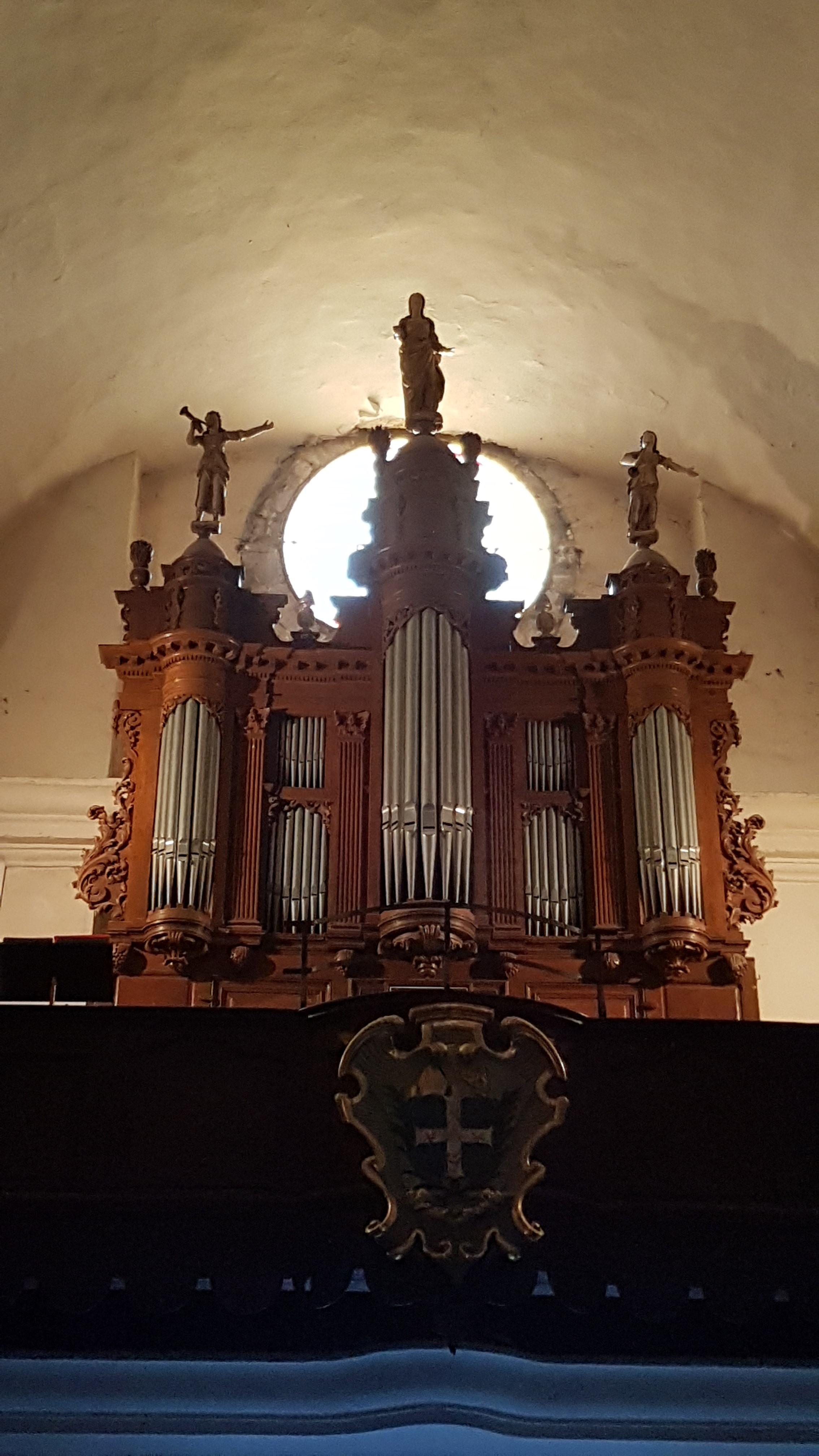
L'orgue de l'église de Pignans (Var), dont le buffet est classé monument historique.

### Orgues baroques

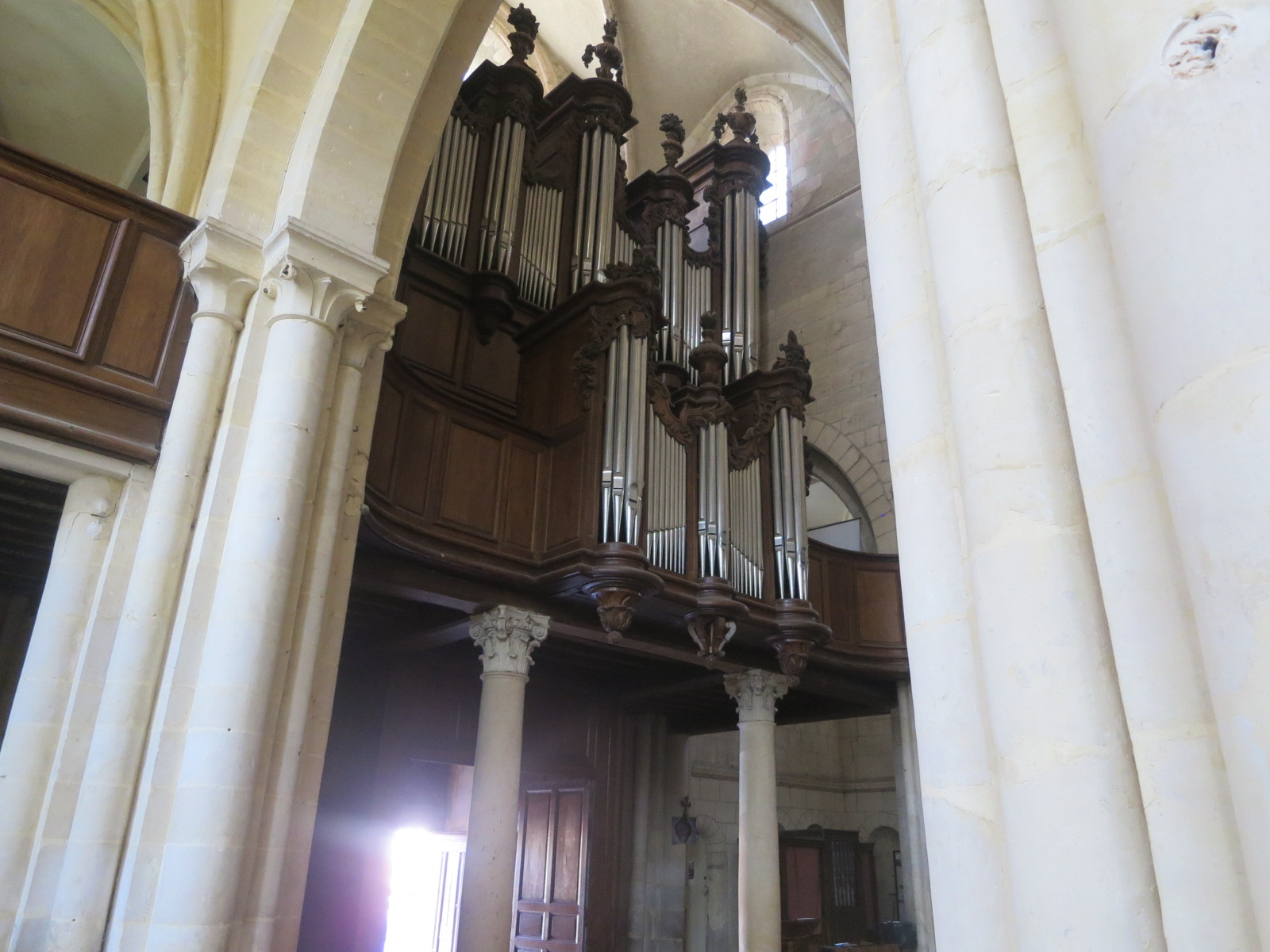
Falaise (Calvados), église Notre-Dame de Guibray, grand orgue de Claude Parisot.
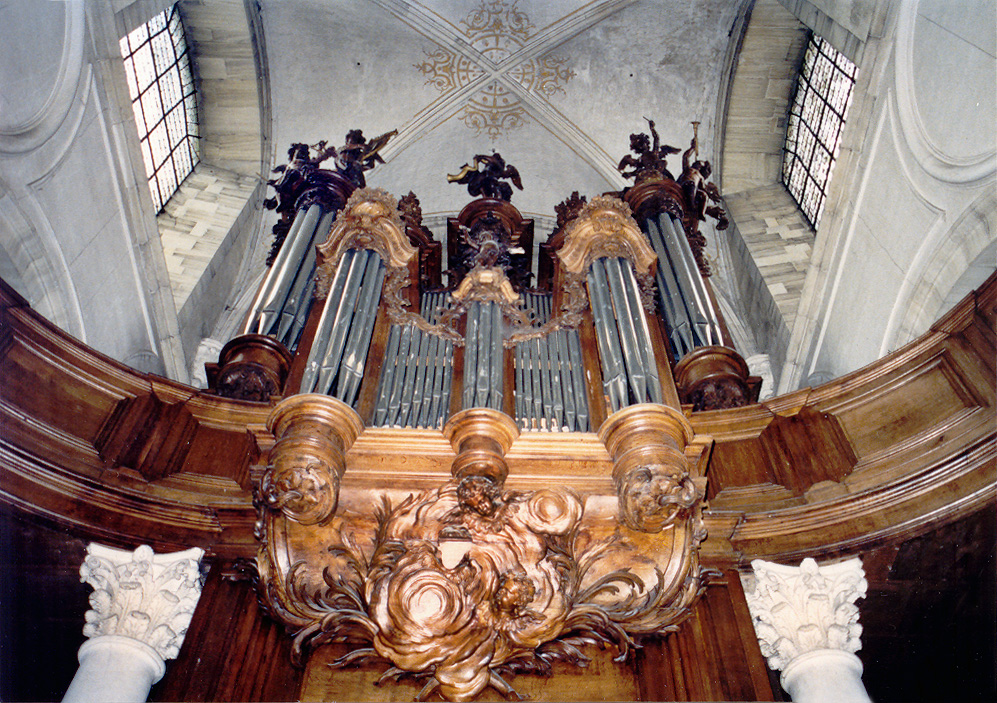
Abbaye de Mondaye (Calvados), église abbatiale, grand orgue.
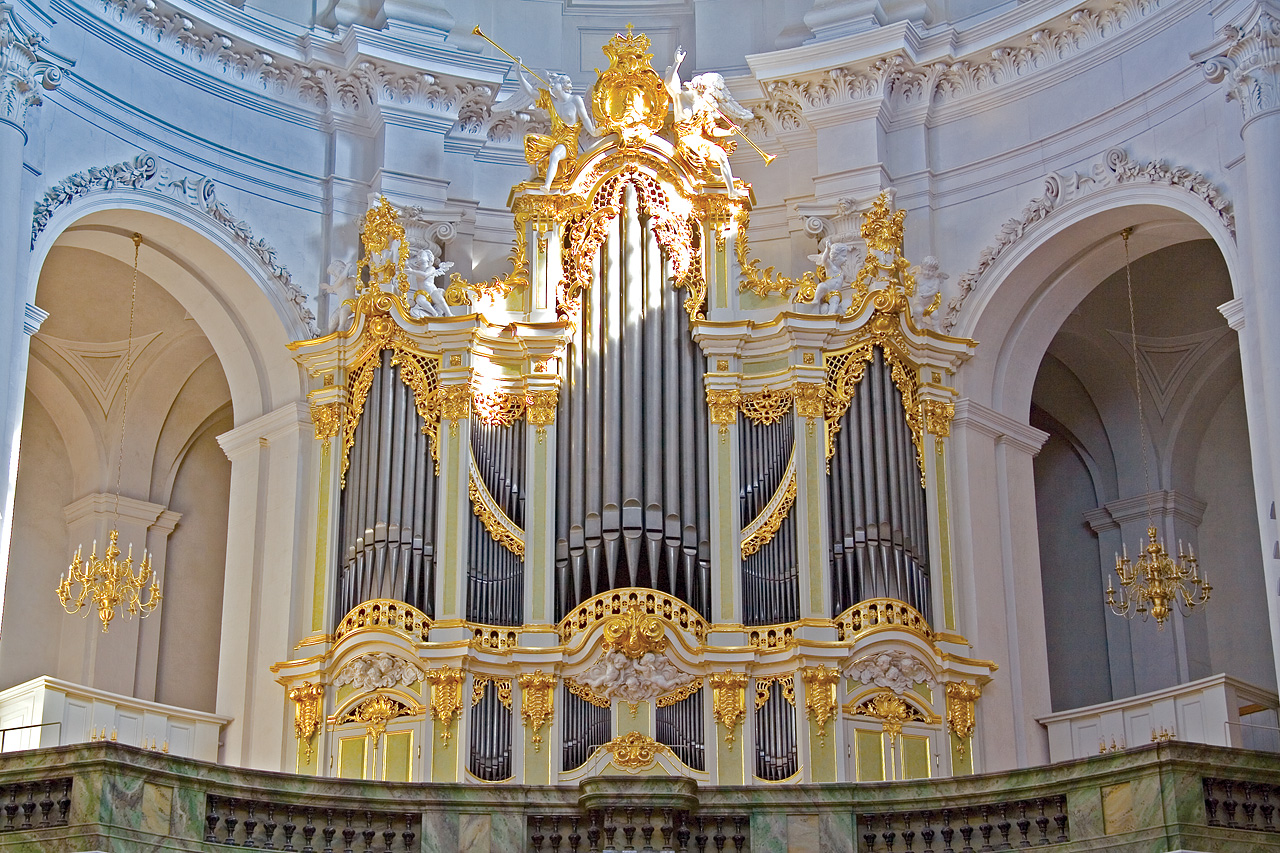
Cathédrale de la Sainte-Trinité de Dresde, orgue de Johann Gottfried Silbermann.
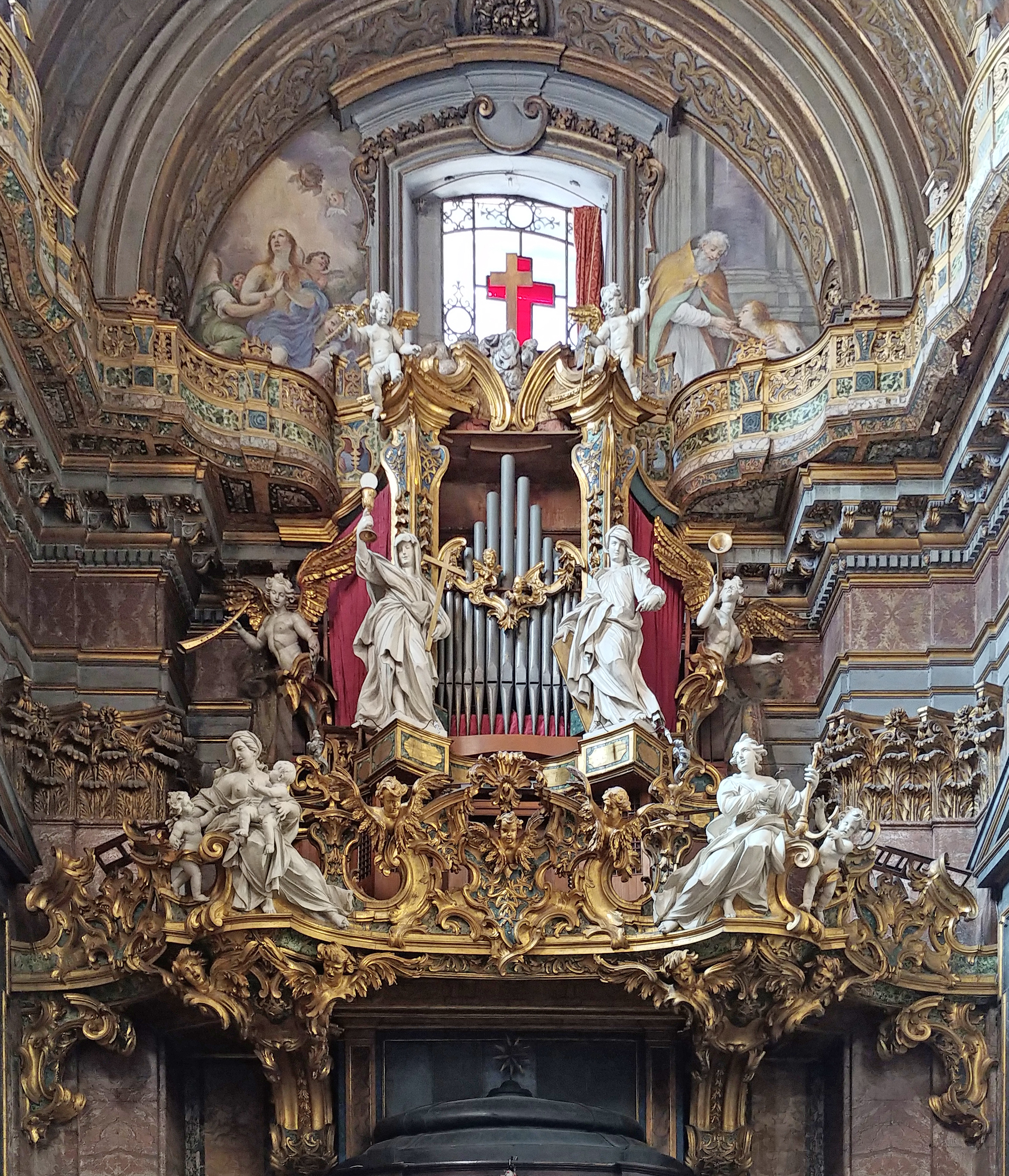
Église Santa Maria Maddalena, Rome.
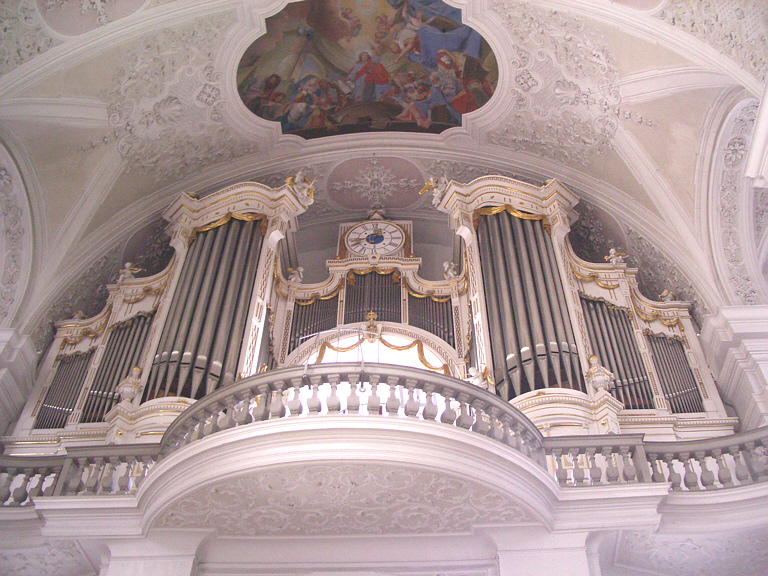
Ravensbourg, Klosterkirche, orgue de Johann Nepomuk Holzhey.
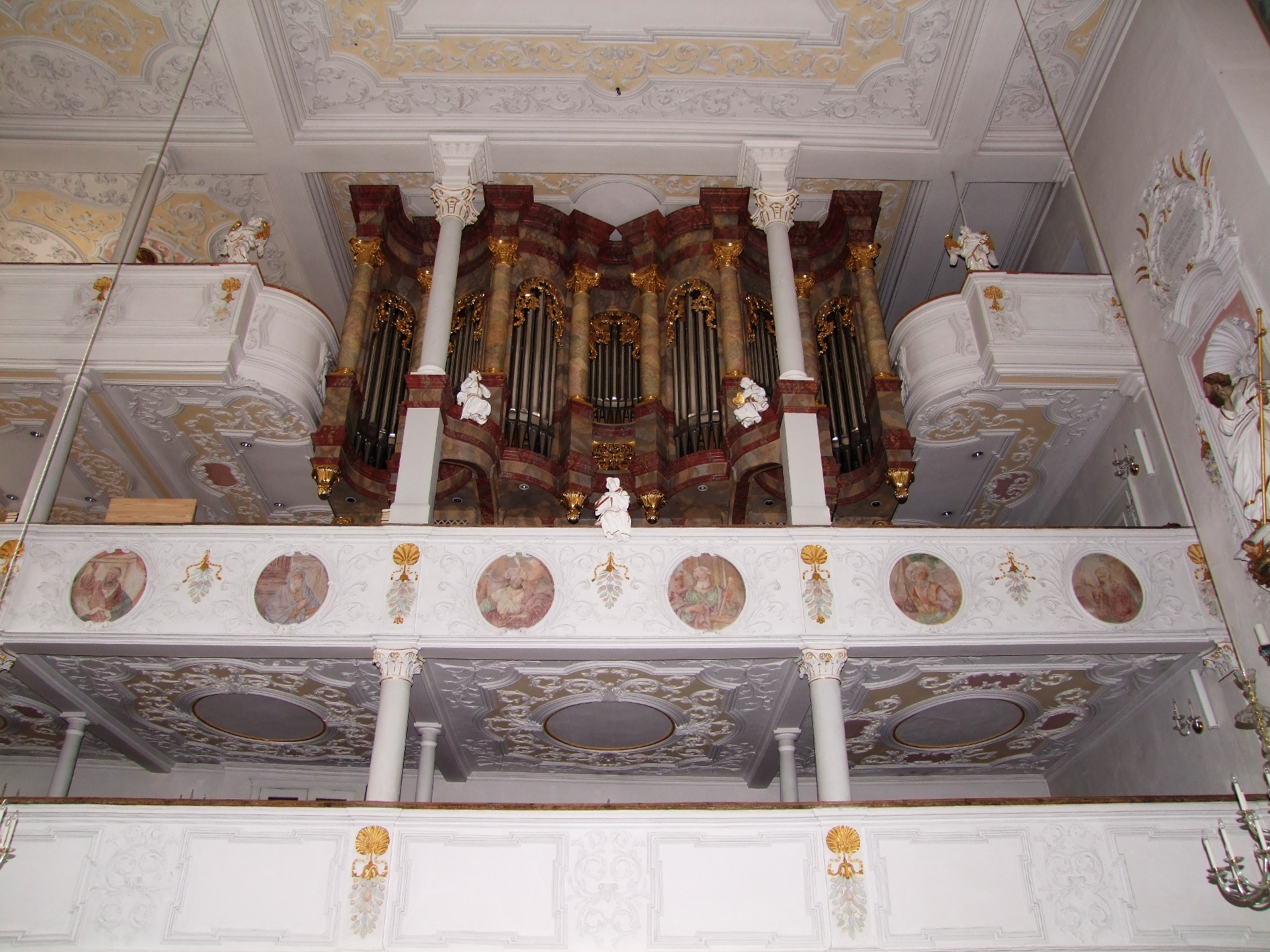
Memmingen, St. Andreas in Babenhausen, orgue de Johann Nepomuk Holzhey.
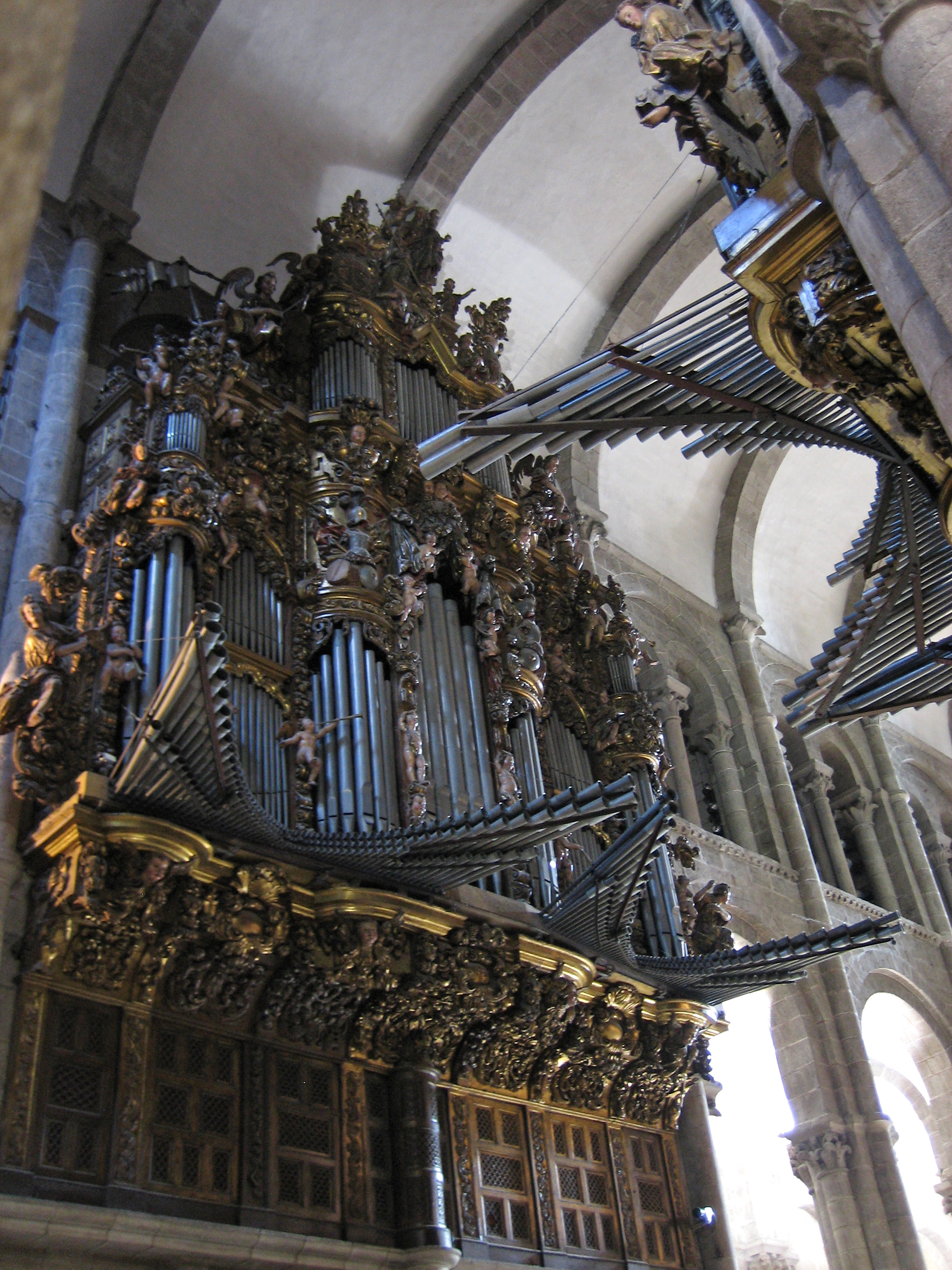
Cathédrale de Saint-Jacques-de-Compostelle, les grandes orgues.
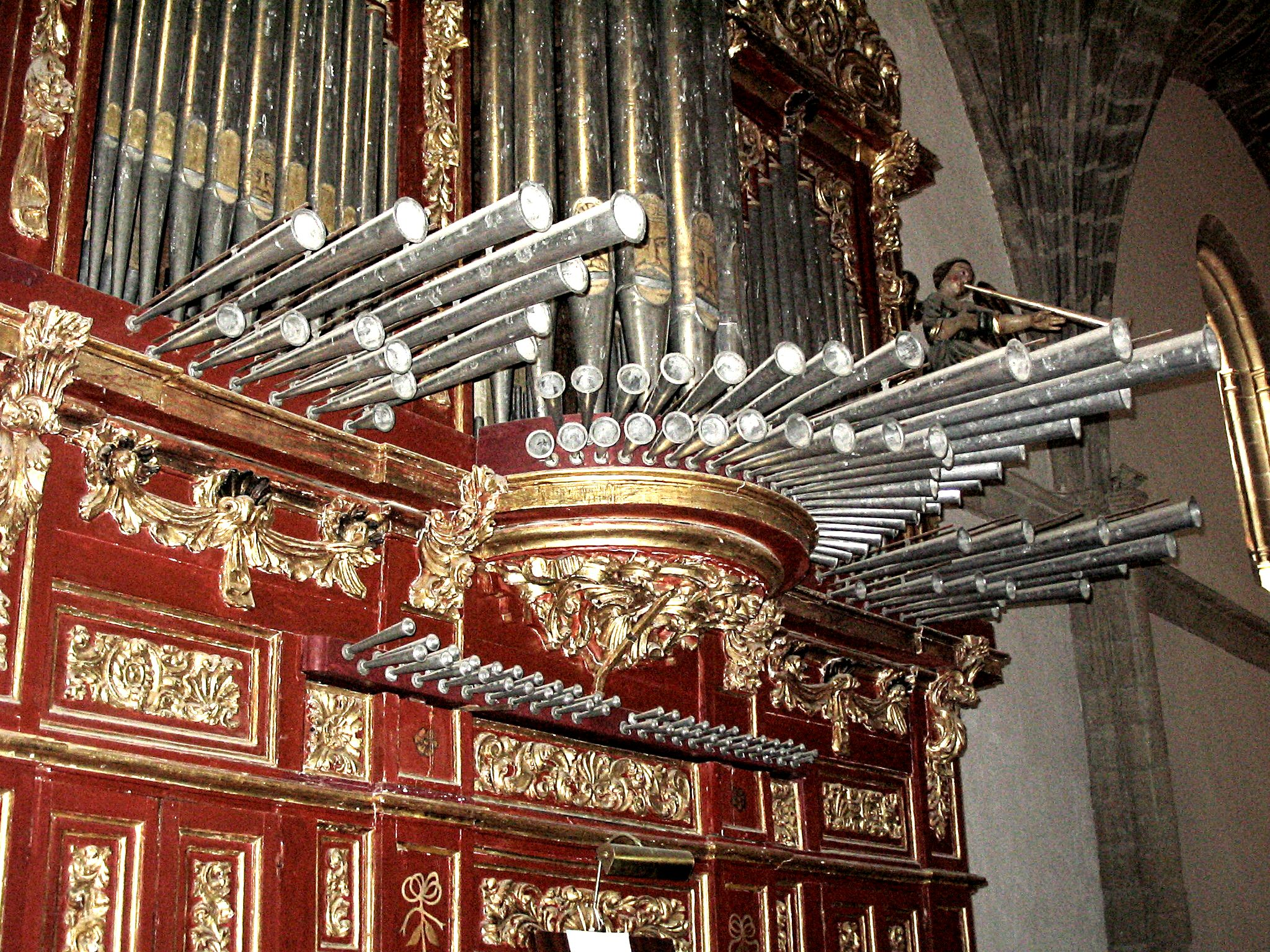
Église Saint-Martin de Trujillo, grand orgue.

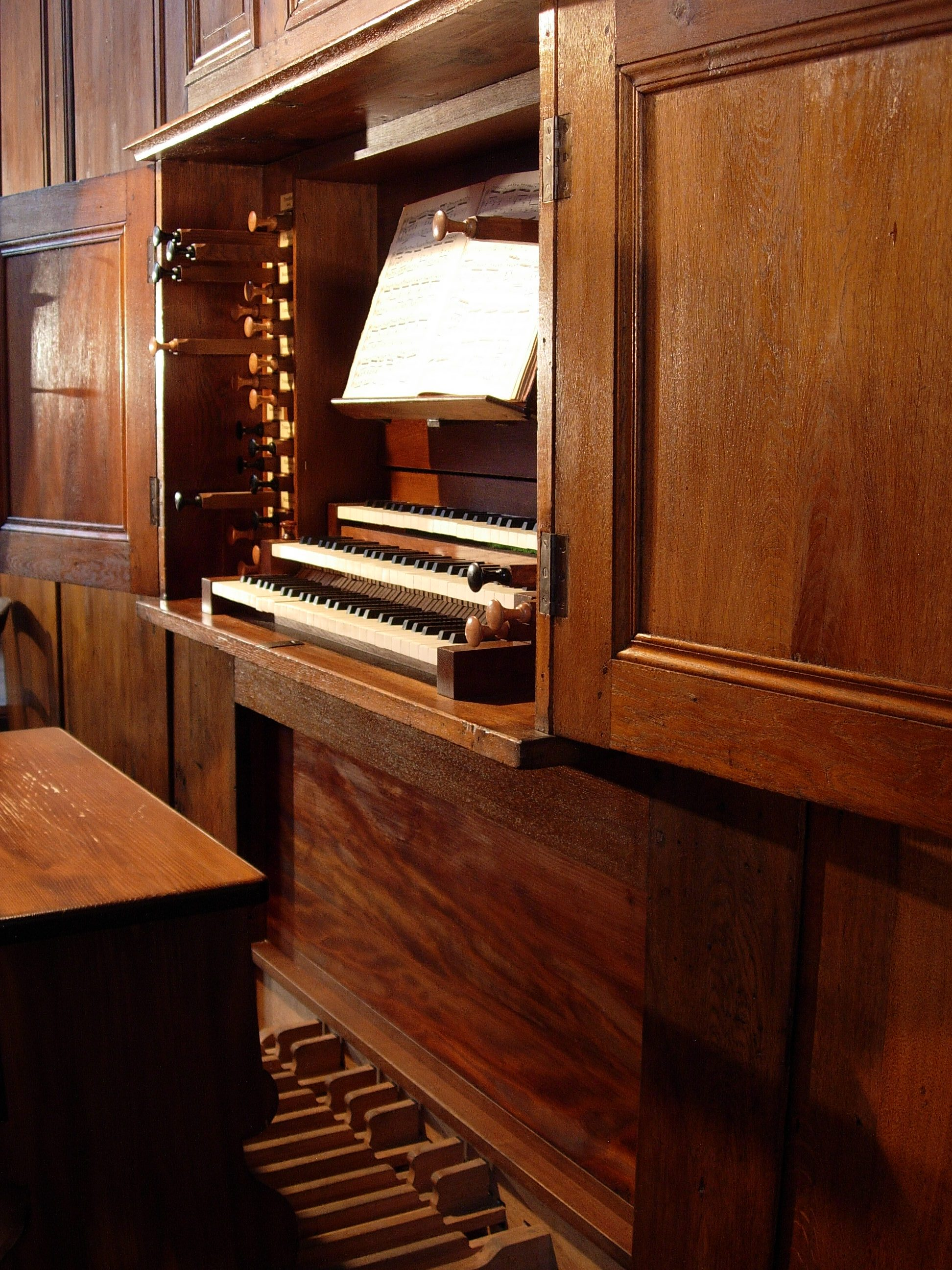
Église Notre-Dame de Saint-Étienne, console en fenêtre de l'orgue Callinet.

### Orgues de transition entre l'orgue classique et romantique
Ces instruments furent construits majoritairement dans le second quart du XIXe siècle, à traction mécanique directe. Leur composition s’enrichit parfois de jeux de flûte harmonique, gambes, voix céleste voire d'anches libres mais reste inspirée de la facture classique, avec une tuyauterie coupée au ton et le plus souvent un maintien des mutations, simples et composées.
Orgues de transition remarquables en France :
- les orgues Callinet de l'église Saint-Clément de Sermersheim (Bas-Rhin) (1836) ;
- les orgues de l'église Notre-Dame de Saint-Étienne (1837) ;
- les orgues de l'église Saint-Léger de Guémar (Haut-Rhin) (1843) ;
- les orgues de l'église Saint-Jean-Baptiste de Solliès-Pont (Var) (1846) ;
- l'Orgue Zeiger de la cathédrale Saint-François-de-Sales de Chambéry (1847) ;
- l'orgue Beaucourt & Voegli de Beaucaire (1849).

En Belgique : l'orgue Wilhelm Korfmacher de l'église Saint-Sébastien de Stavelot (1841).

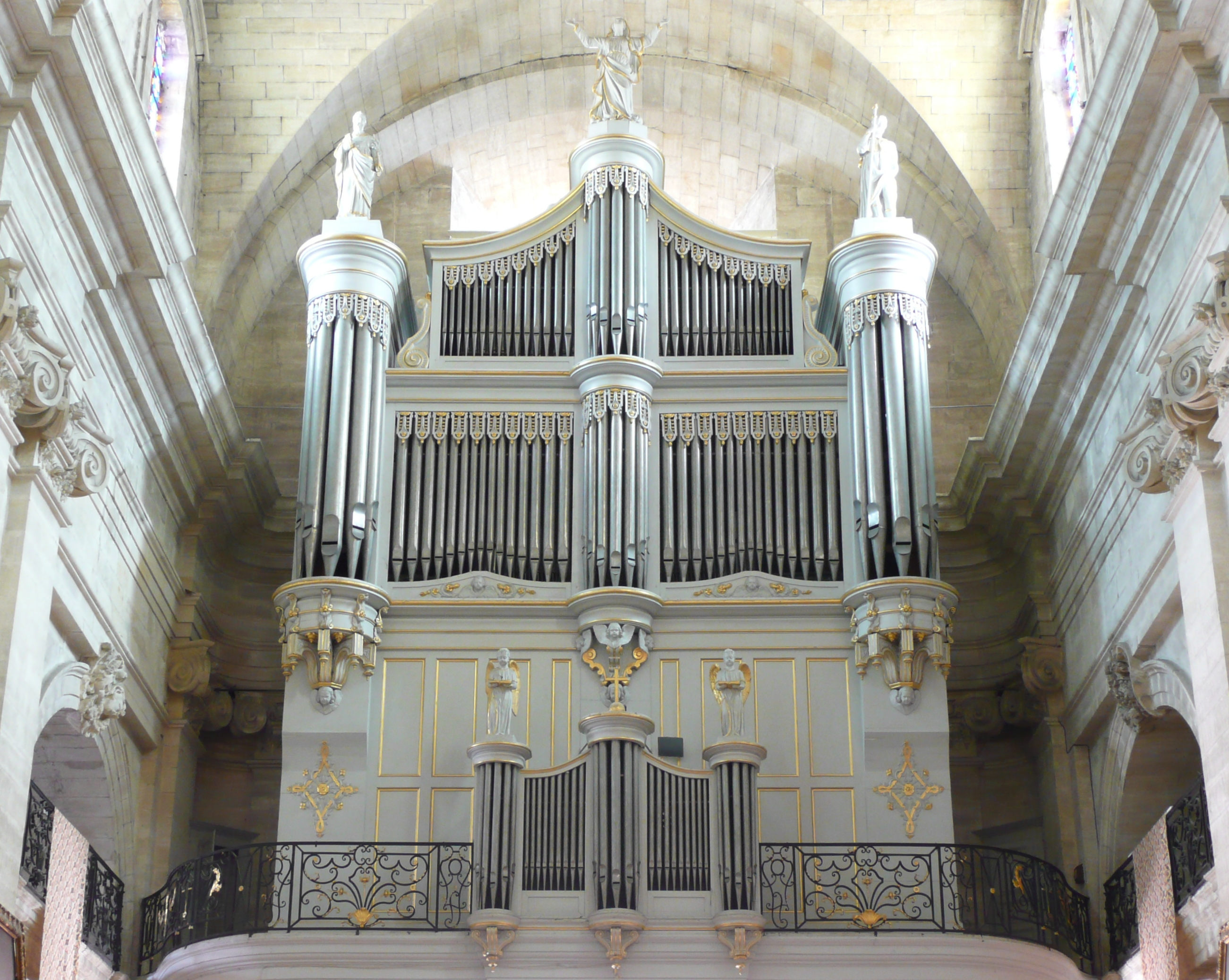
Grand orgue de la collégiale Notre-Dame-des-Pommiers de Beaucaire
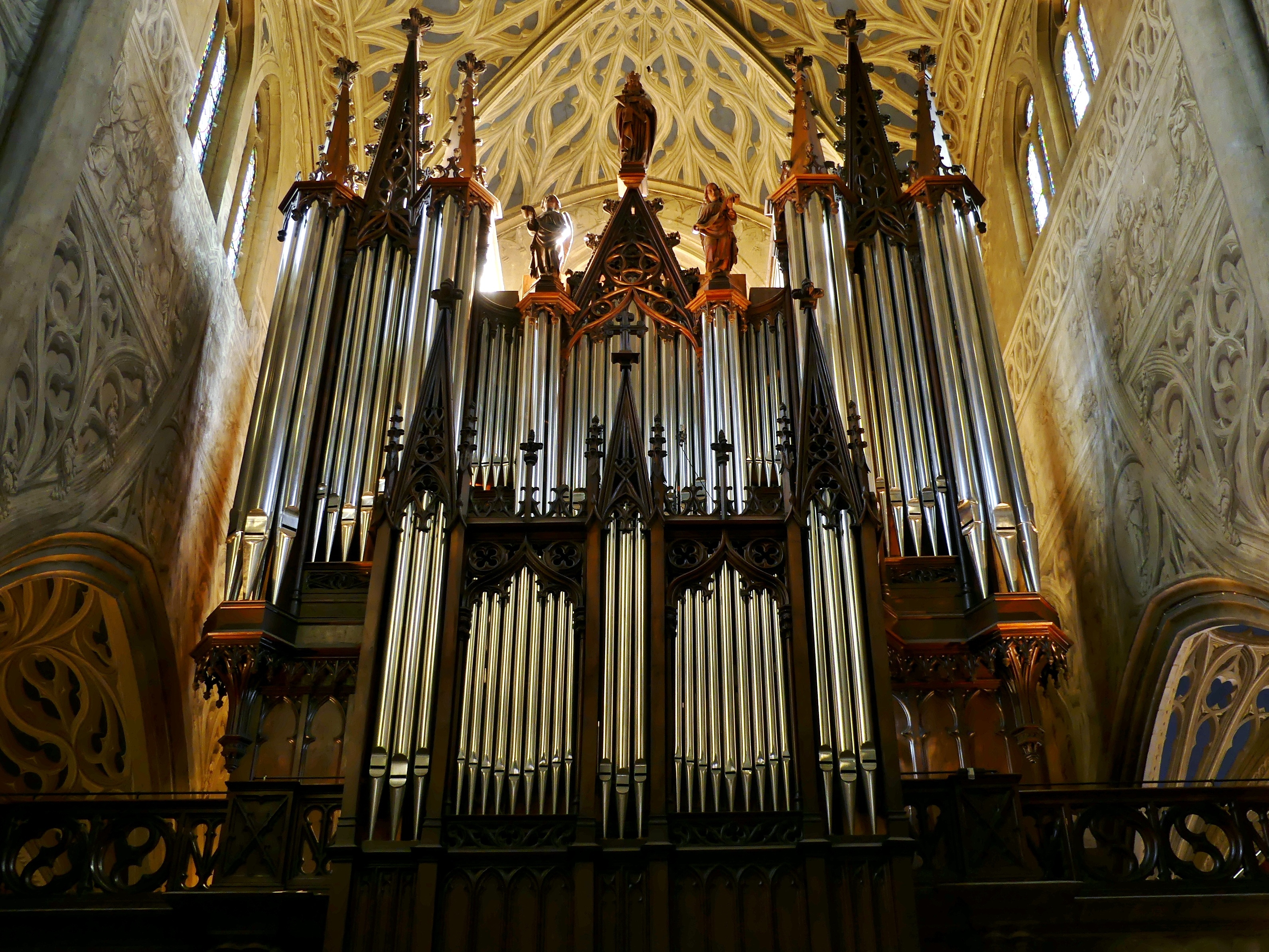
Le grand orgue de la cathédrale Saint-François-de-Sales de Chambéry
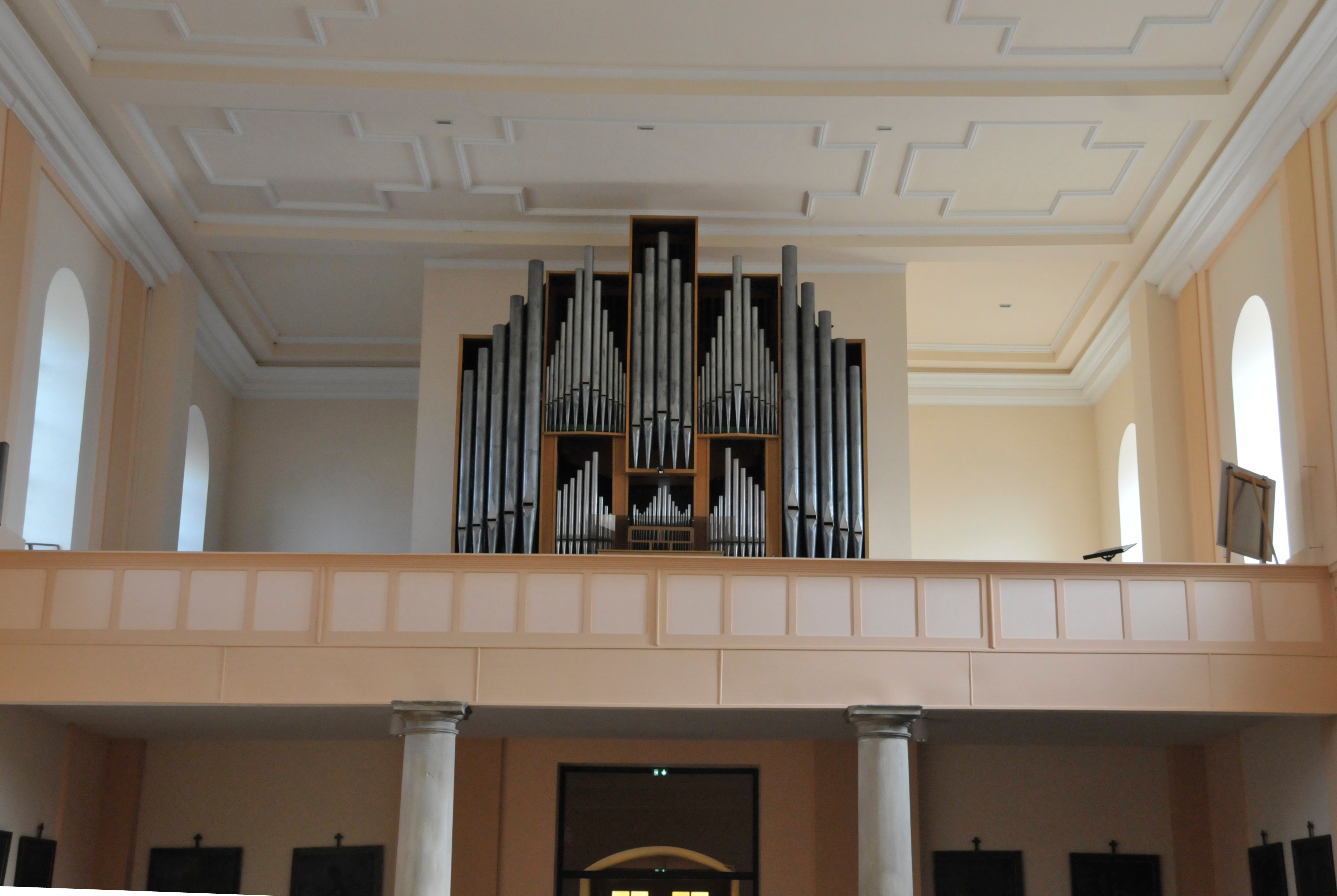
Guémar (Haut-Rhin), église Saint-Léger, orgues
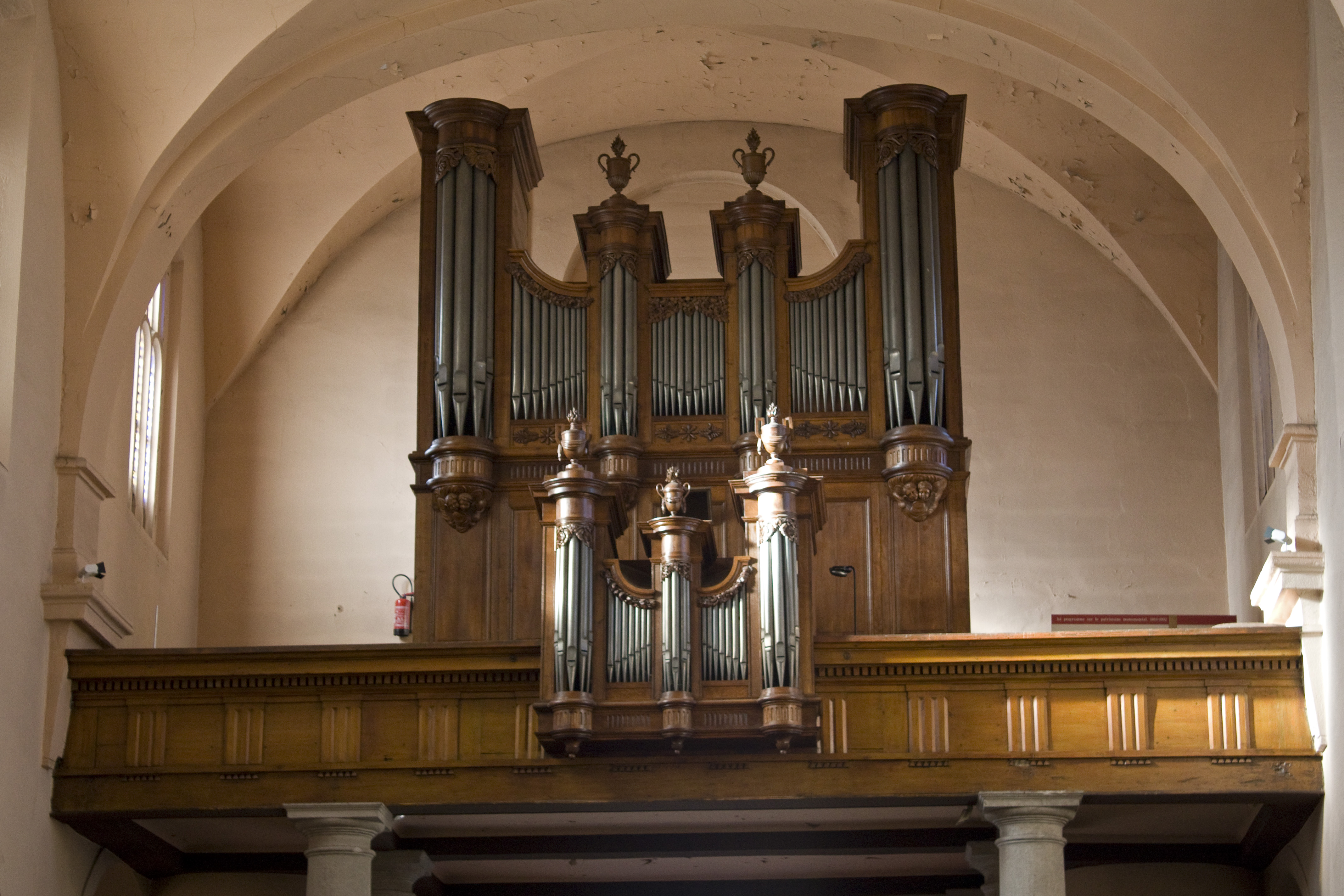
Grand orgue de l'église Notre-Dame de Saint-Étienne

### Orgues romantiques
Les orgues dites « romantiques » sont des instruments construits dans le milieu du XIXe siècle, sur lesquels on voit disparaître petit à petit les caractéristiques de l'orgue classique français, au profit de la multiplication des jeux de fonds et d'anches, notamment d'une hauteur de huit pieds. Apparaît un récit expressif remplaçant le positif comme deuxième clavier, et un pédalier à marches parallèles longues dit « à l'allemande ». Le nombre de notes du clavier vers les aigus est augmenté.
Orgues romantiques remarquables en France :
- Orgue de la basilique Saint-Denis (premier grand orgue romantique de Cavaillé-Coll, 1841) ;
- Cathédrale Notre-Dame de Saint-Omer (Cavaillé-Coll, 1855) ;
- Basilique Sainte-Clotilde de Paris (Cavaillé-Coll, 1859) ;
- Cathédrale Notre-Dame de Bayeux (orgue de John Abbey (1845), modifié en 1862 par Aristide Cavaillé-Coll ;
- Église Saint-Sulpice de Paris (Cavaillé-Coll, 1862) ;
- Abbatiale Saint-Volusien de Foix (J.Fermis, 1868), 40 jeux construits ;
- Église Saint-Paul de Strasbourg (E. F. Walcker, 1897).

Quelques autres instruments romantiques français :
- Toulouse, Notre-Dame de la Daurade (Poirier et Lieberknecht, 1864),
- Paris, Église Sainte-Élisabeth-de-Hongrie (Suret, 1853) ;
- Église d'Insming (Rivinach et Blesi, 1844 et 1892).

Au Royaume-Uni :
- Londres, Saint Ann's Limehouse (Gray & Davison, 1855) ;
- Salford, église Saint Philip with Saint Stephen (Renn, 1829).

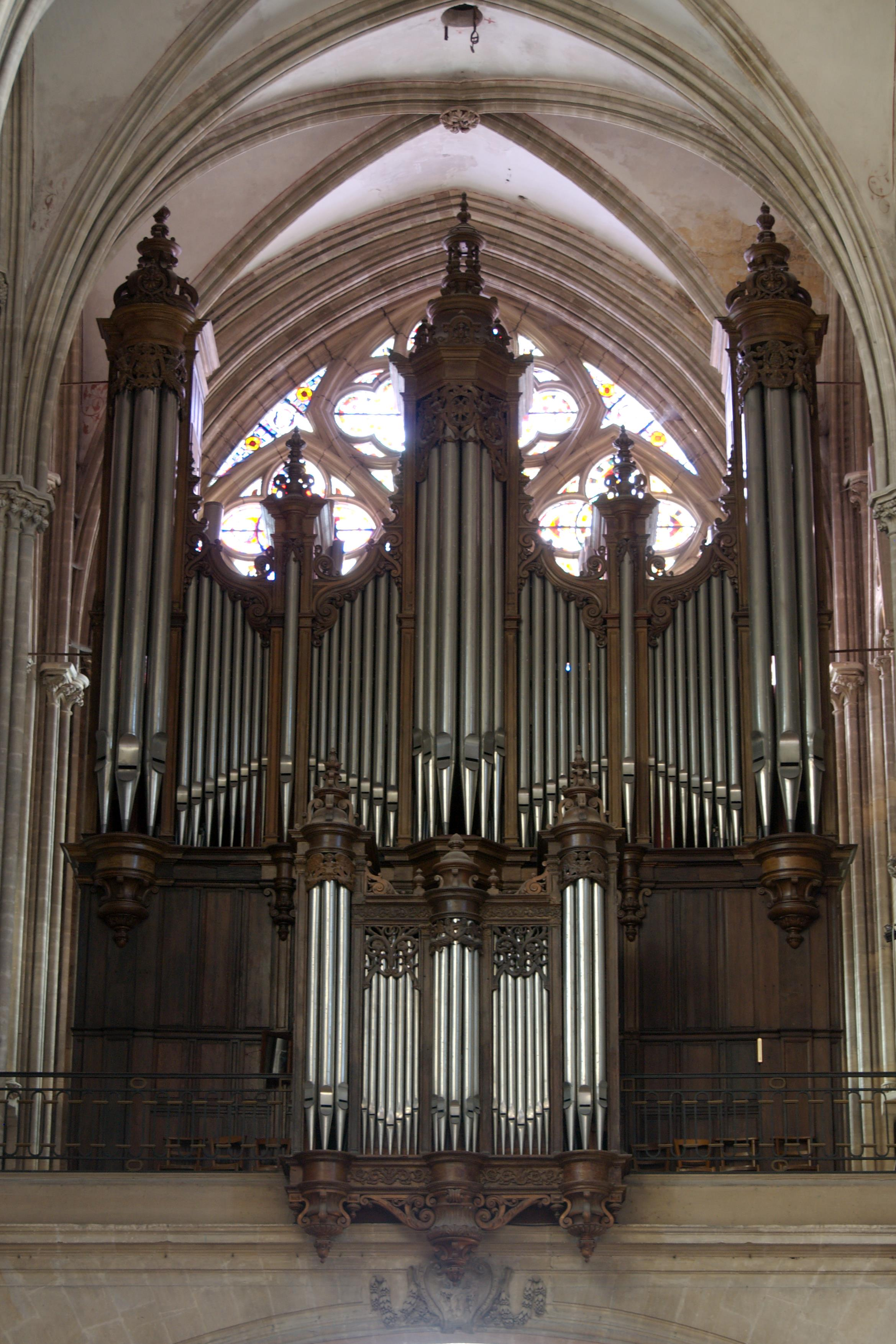
Cathédrale Notre-Dame de Bayeux, grand orgue.
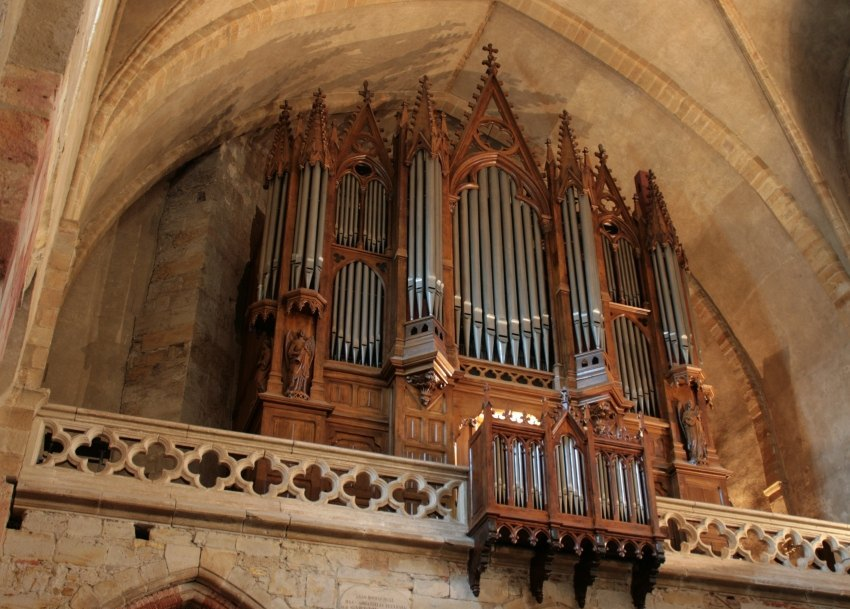
Abbatiale Saint-Volusien de Foix, grand orgue (40 jeux).
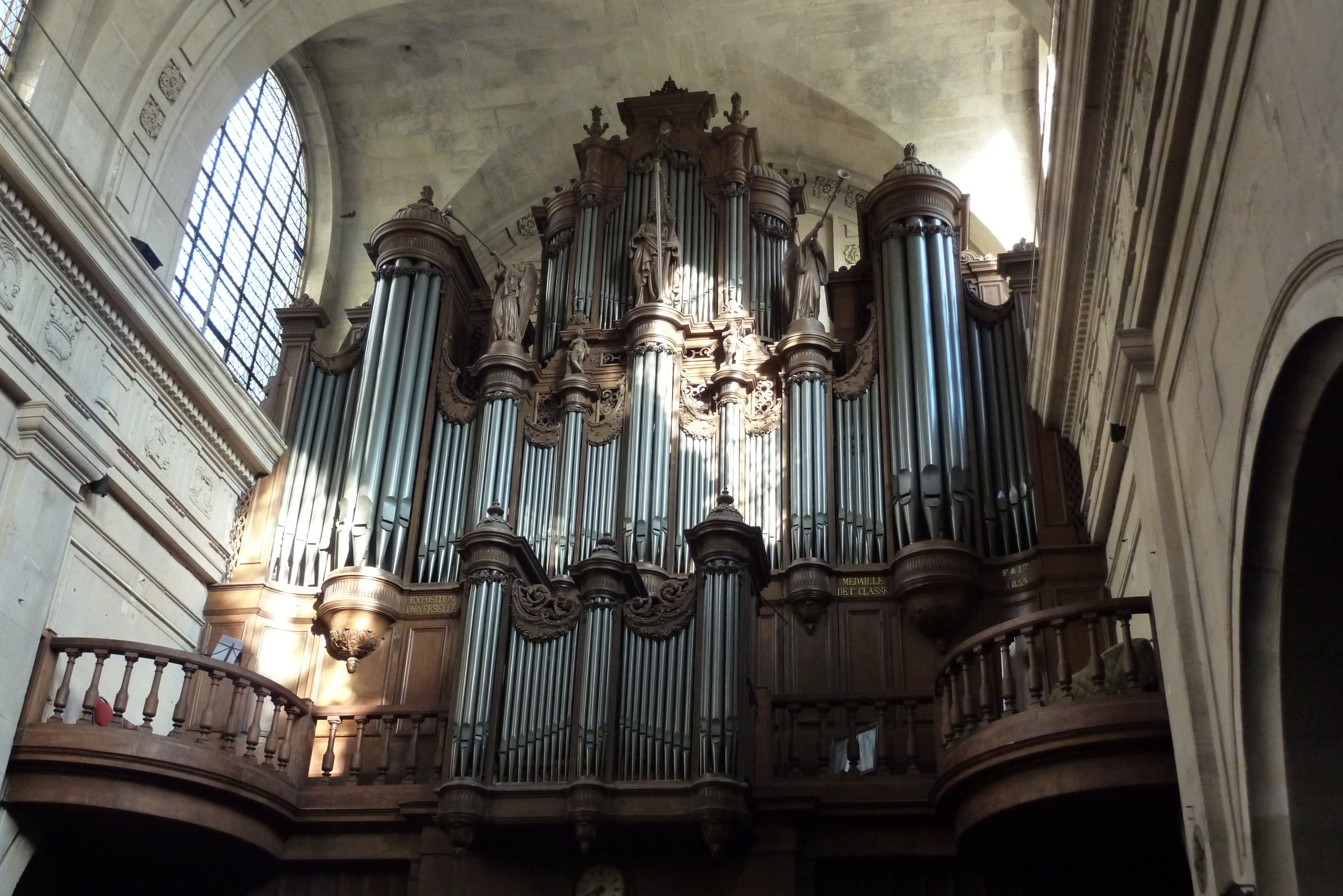
Paris, Église Sainte-Élisabeth-de-Hongrie, grand orgue.
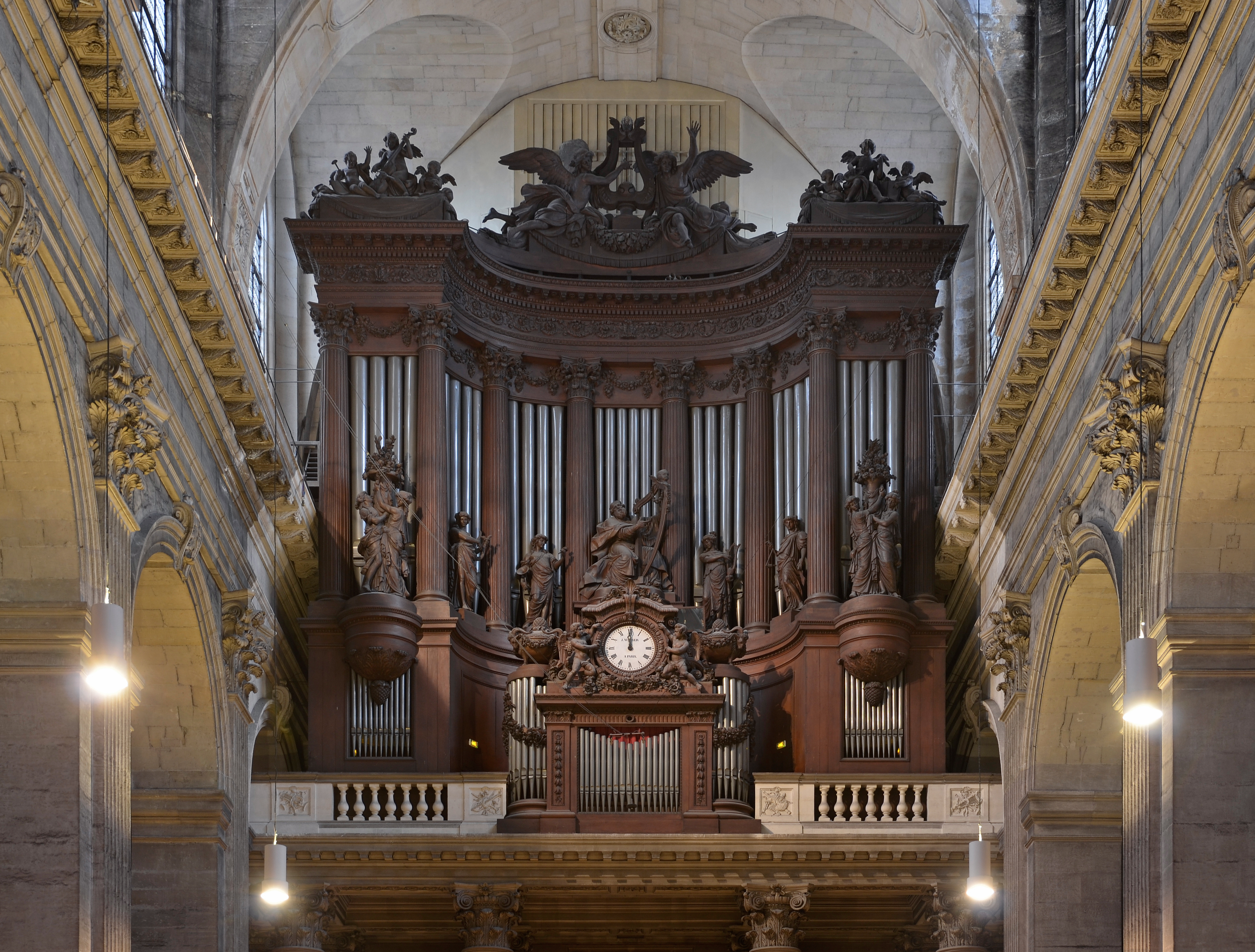
Église Saint-Sulpice de Paris, grand orgue.
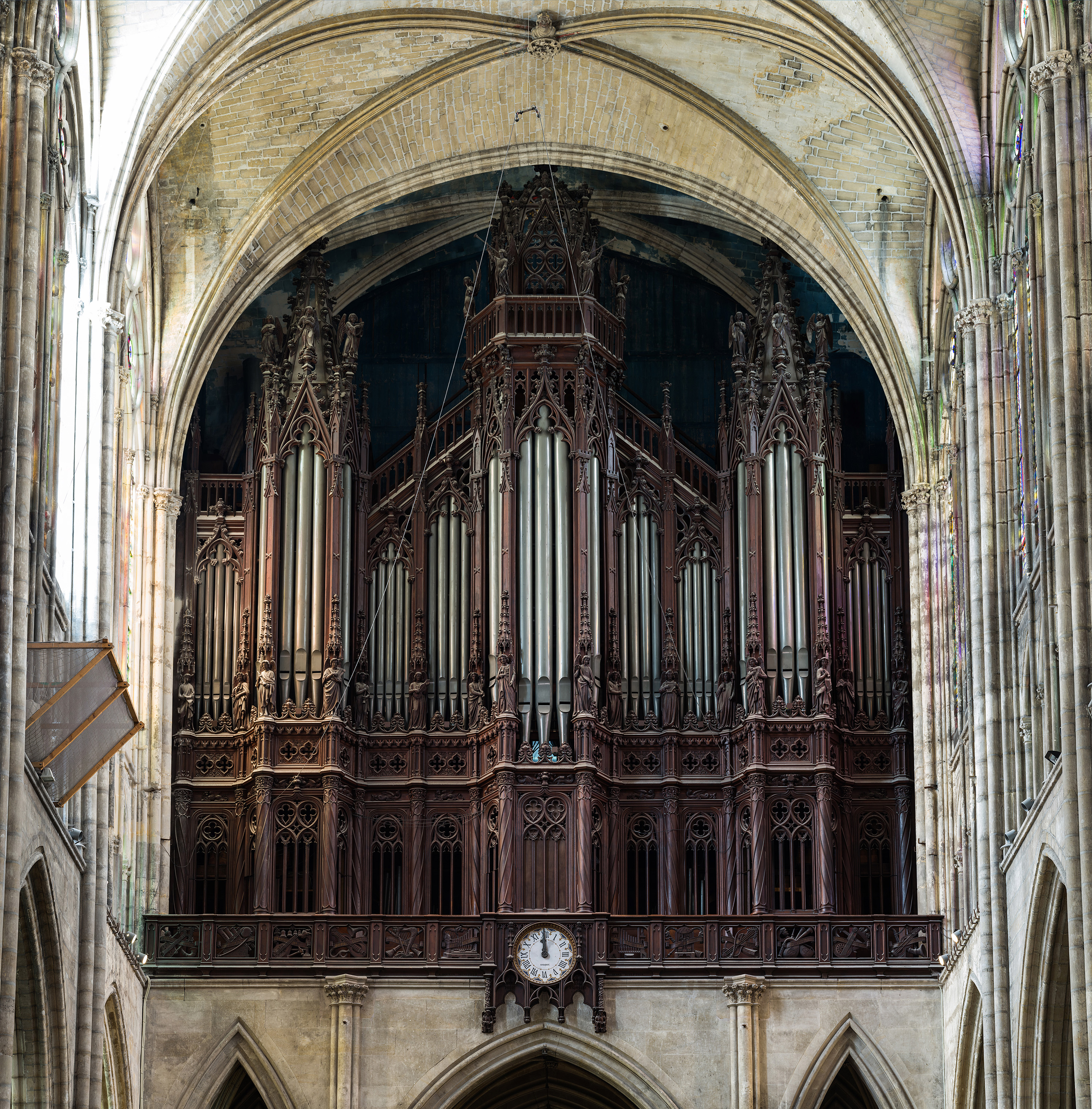
Grand orgue de la cathédrale-basilique de Saint-Denis.
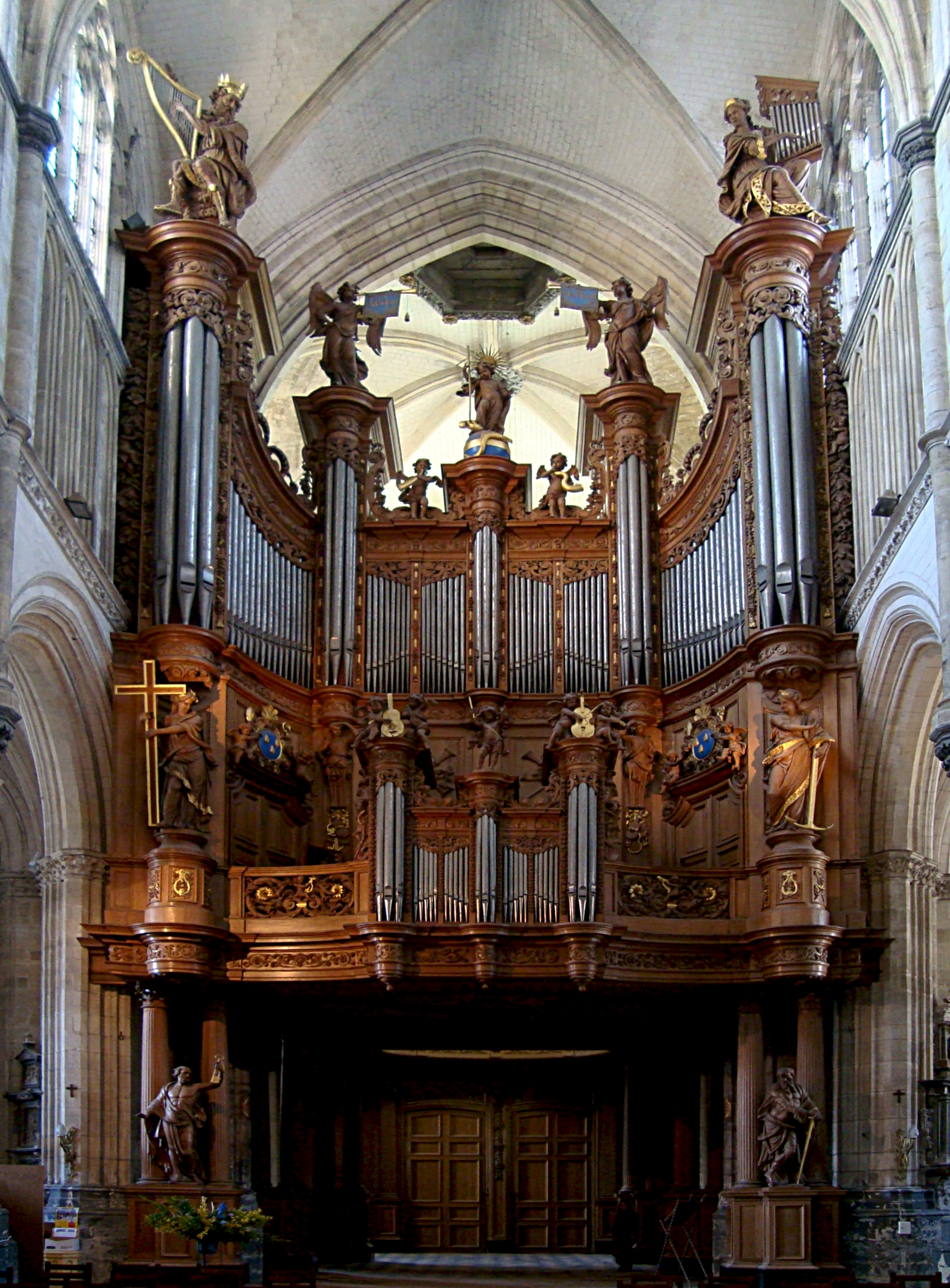
Cathédrale Notre-Dame de Saint-Omer, grandes orgues.

### Orgues symphoniques
Les orgues dits « symphoniques » sont des instruments construits selon les critères musicaux de la fin du XIXe siècle, avec généralisation de l’entaille de timbre pour la tuyauterie, adoption de tailles généreuses, omniprésence des boîtes expressives et utilisation des appels de groupe de jeux et de combinaisons.
- Exemples remarquables bien conservés :
  - Orgues Famille Cavaillé-Coll : cathédrale Notre-Dame de l'Annonciation de Nancy[30] (1861), cathédrale Sainte-Croix d'Orléans (1880) ; église Saint-François-de-Sales de Lyon (1880) ; église Saint-Étienne de Caen (1885) ; basilique Saint-Sernin de Toulouse (1889) ; abbaye Saint-Ouen de Rouen (1890) ; Grand orgue de la Cathédrale Saint-Étienne de Toul, de Curt Schwenkedel, (4 claviers, 68 registres); 1965 ; Grand orgue Louis Marie et Paul Louis Suret, de l'église Sainte-Élisabeth-de-Hongrie à Paris 3e (3 claviers, 42 registres), 1853.
  - Orgues Joseph Merklin : cathédrale de Murcie (1856), basilique Saint-Epvre de Nancy (1869), Temple-Neuf de Strasbourg (1878), cathédrale de Clermont-Ferrand (1877), cathédrale de Moulins (1880), cathédrale de Blois (1882), église Saint-Vincent-de-Paul de Marseille (1888).
  - Orgues Puget : Toulouse, église Notre-Dame de la Dalbade (1888) et église Notre-Dame du Taur (1878) ; église Sainte-Madeleine d'Albi (1887) ; Montpellier : basilique Notre-Dame des Tables (1884).
  - Orgues John Abbey & fils : Châlons-en-Champagne, cathédrale Saint-Étienne (1898).
  - Autres facteurs d'orgues représentatifs de ce style en France : Louis Debierre (Nantes, église Notre-Dame-de-Bon-Port, 1891), Stoltz, Wenner (Montmorillon, église Saint-Martial[31], 1880), Jean Baptiste Ghys (Église Saint Martin, Nolay, 1898).
  - En Angleterre : Henry Willis 1°, W. Hill, Gray & Davison, Rushworth and Dreaper, Schültze.
  - En Allemagne : W. Sauer, E.F. Walcker, Manufacture d'orgues Link…

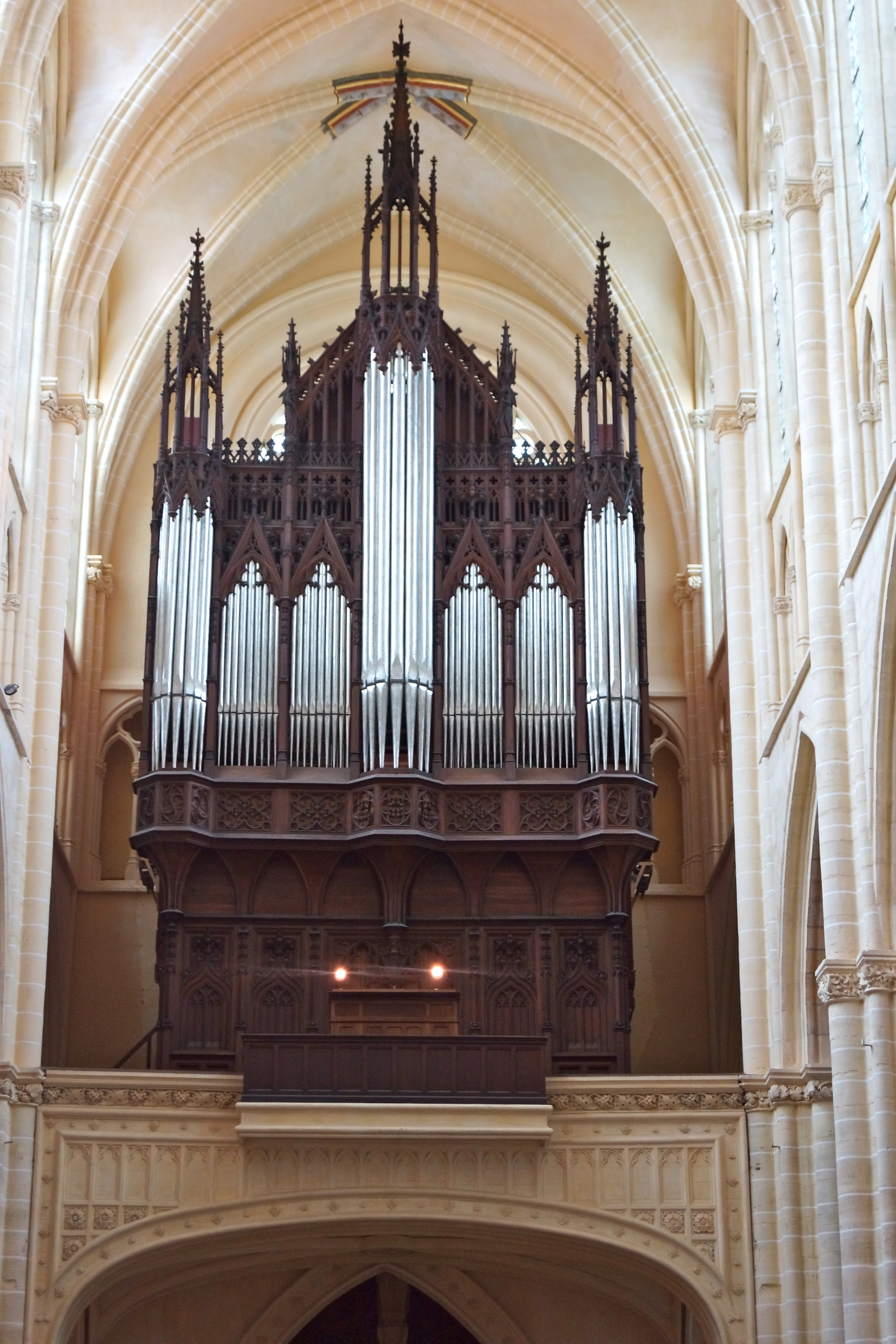
Cathédrale Saint-Étienne de Châlons-en-Champagne, grand-orgue (John Abbey (1849), Eugène et John Albert Abbey (1898)
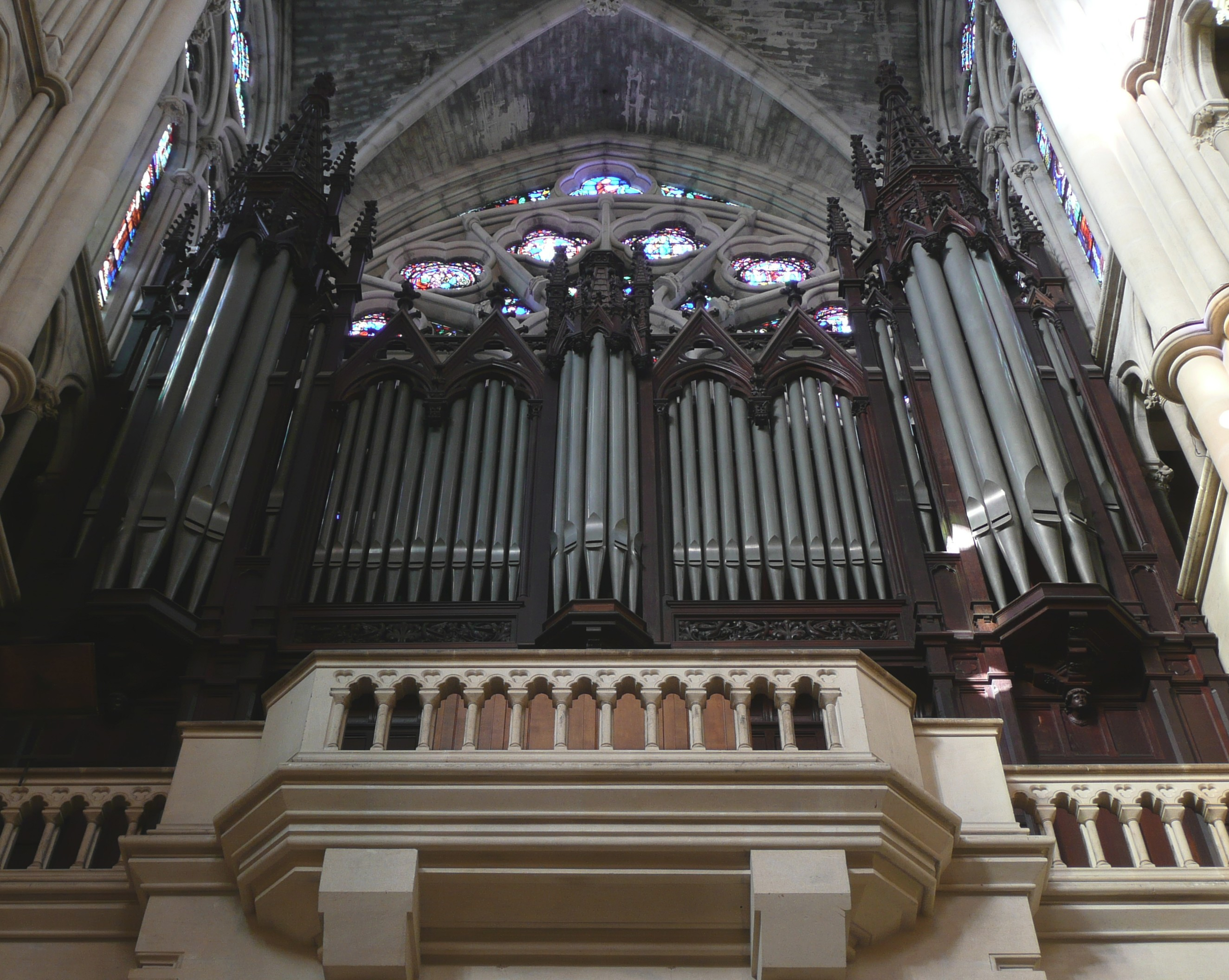
Église Saint-Vincent-de-Paul de Marseille, grandes orgues.
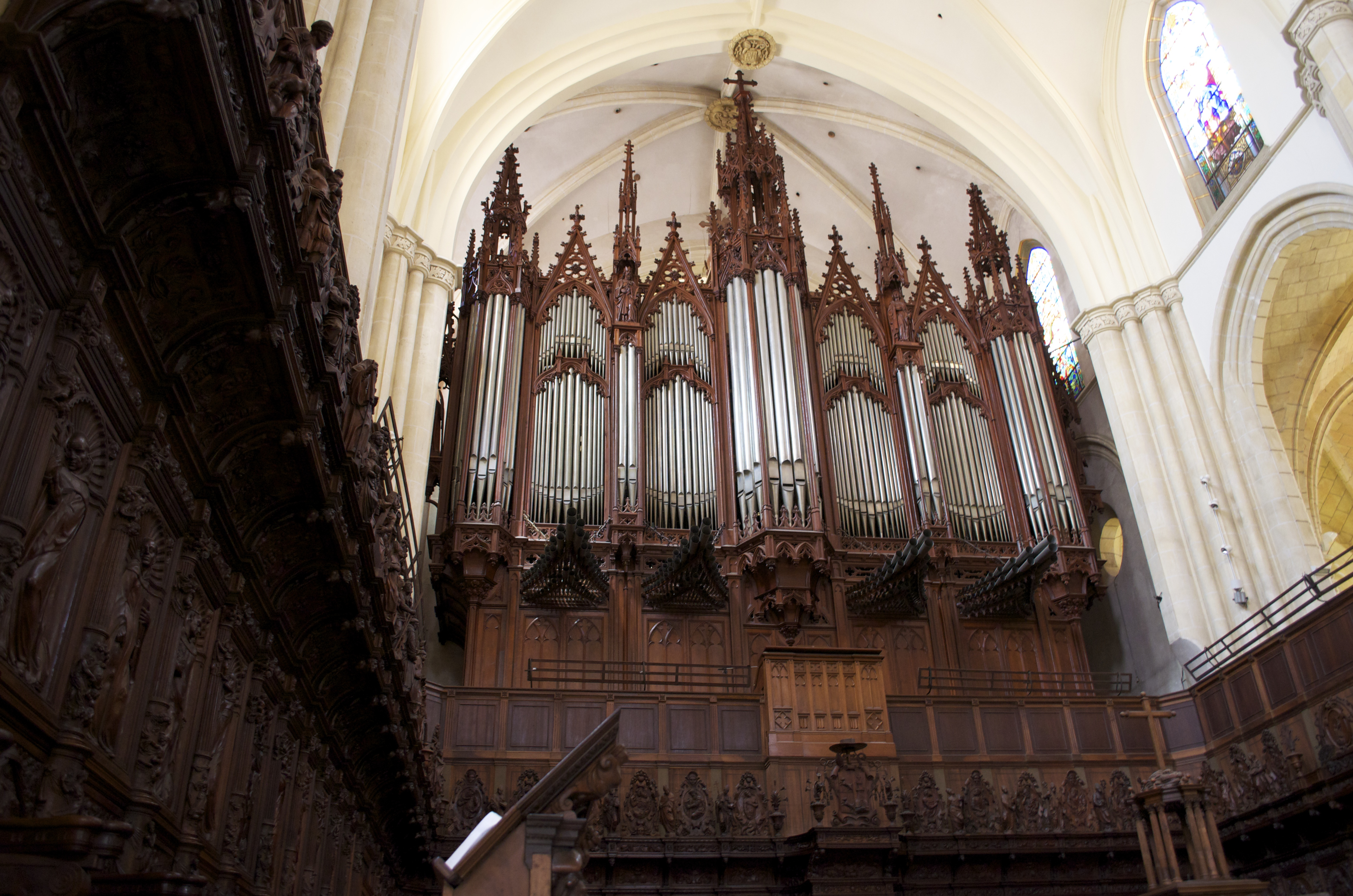
Cathédrale de Murcie (Espagne), grand orgue.
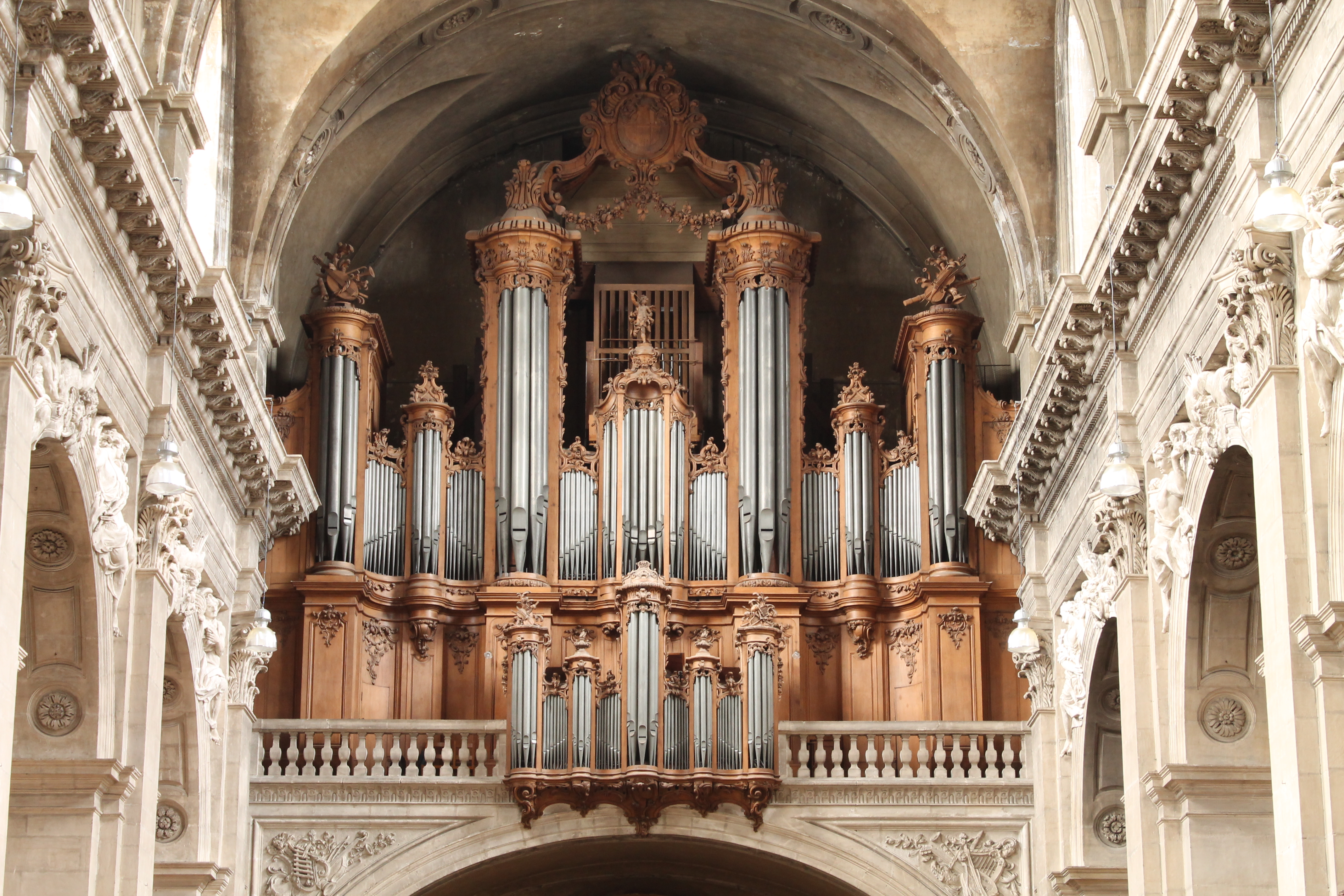
Grand orgue de la cathédrale Notre-Dame-de-l'Annonciation de Nancy de Nicolas Dupont, 1763.
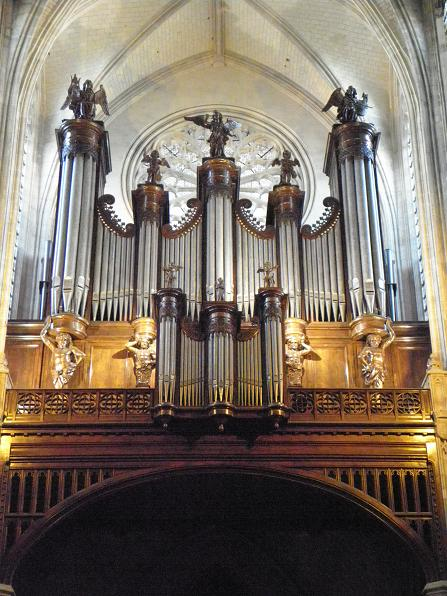
Cathédrale Sainte-Croix d'Orléans, grand orgue.
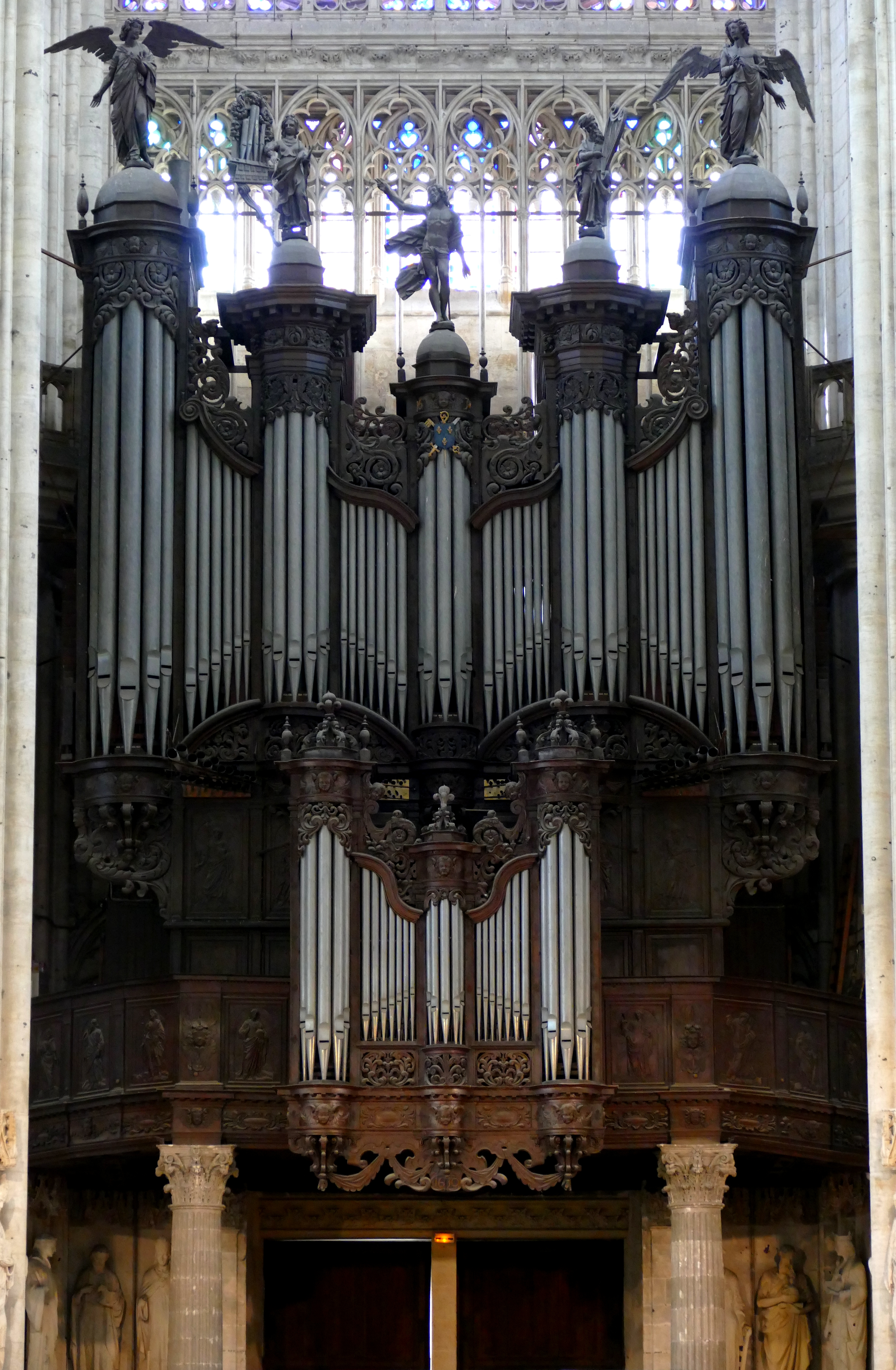
Abbaye Saint-Ouen de Rouen, grandes orgues.
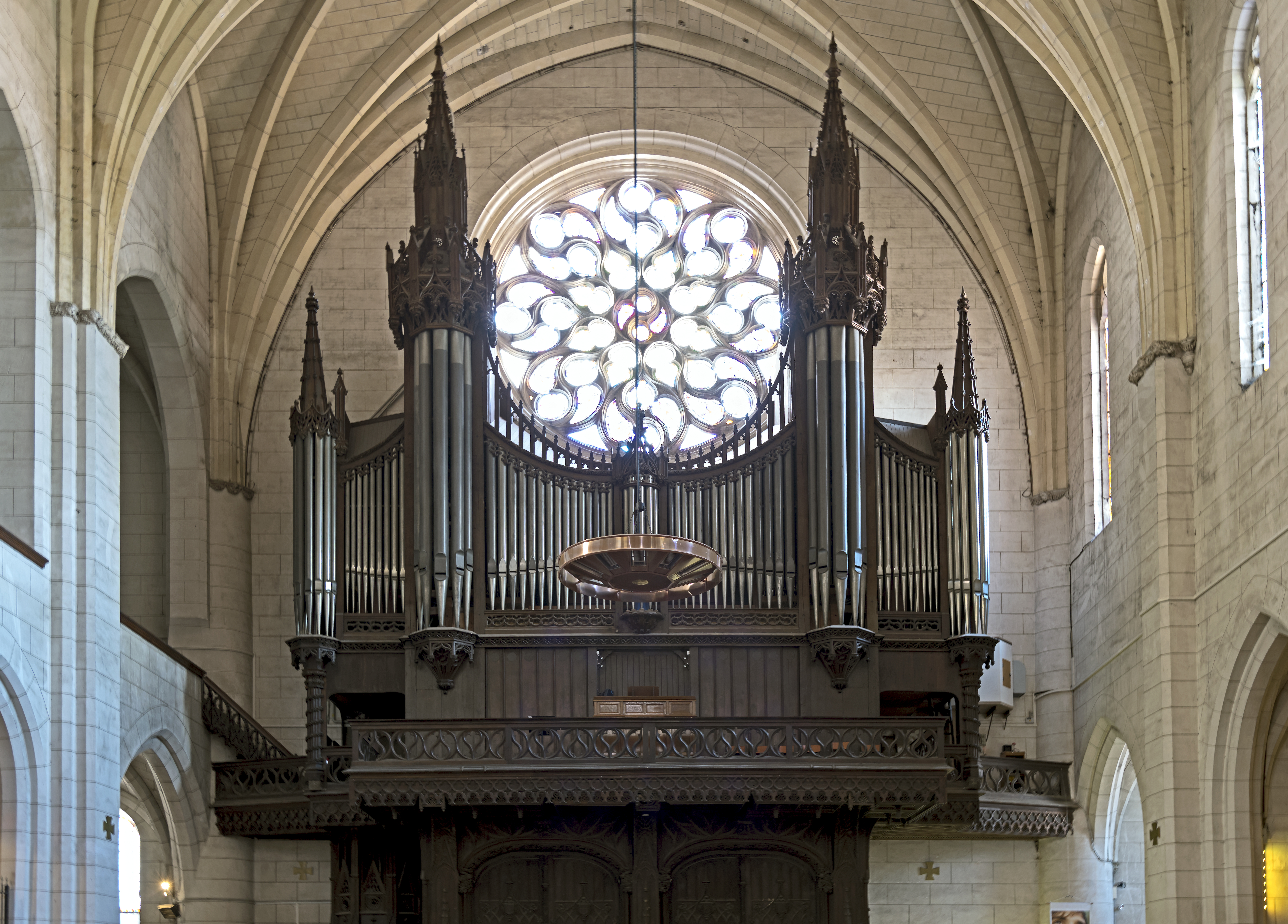
Toulouse, église Notre-Dame de la Dalbade, grand orgue.

### Orgues post-symphoniques
Instruments construits au début du XXe siècle, avec une généralisation des tractions pneumatique ou électrique, dont la composition conserve les critères symphoniques, avec un retour aux jeux de mutations dont la fonction est cependant différente de celle de l'orgue classique, et qui ont pour but d'élargir la palette sonore.
Exemples notoires : cathédrale Notre-Dame de Verdun, cathédrale Notre-Dame-et-Saint-Vaast d'Arras, cathédrale Saint-Pierre d'Angoulême, cathédrale Saint-Just-et-Saint-Pasteur de Narbonne, collégiale Saint-Salvi d'Albi, église Saint-Jérôme de Toulouse, cathédrale de Cambrai.

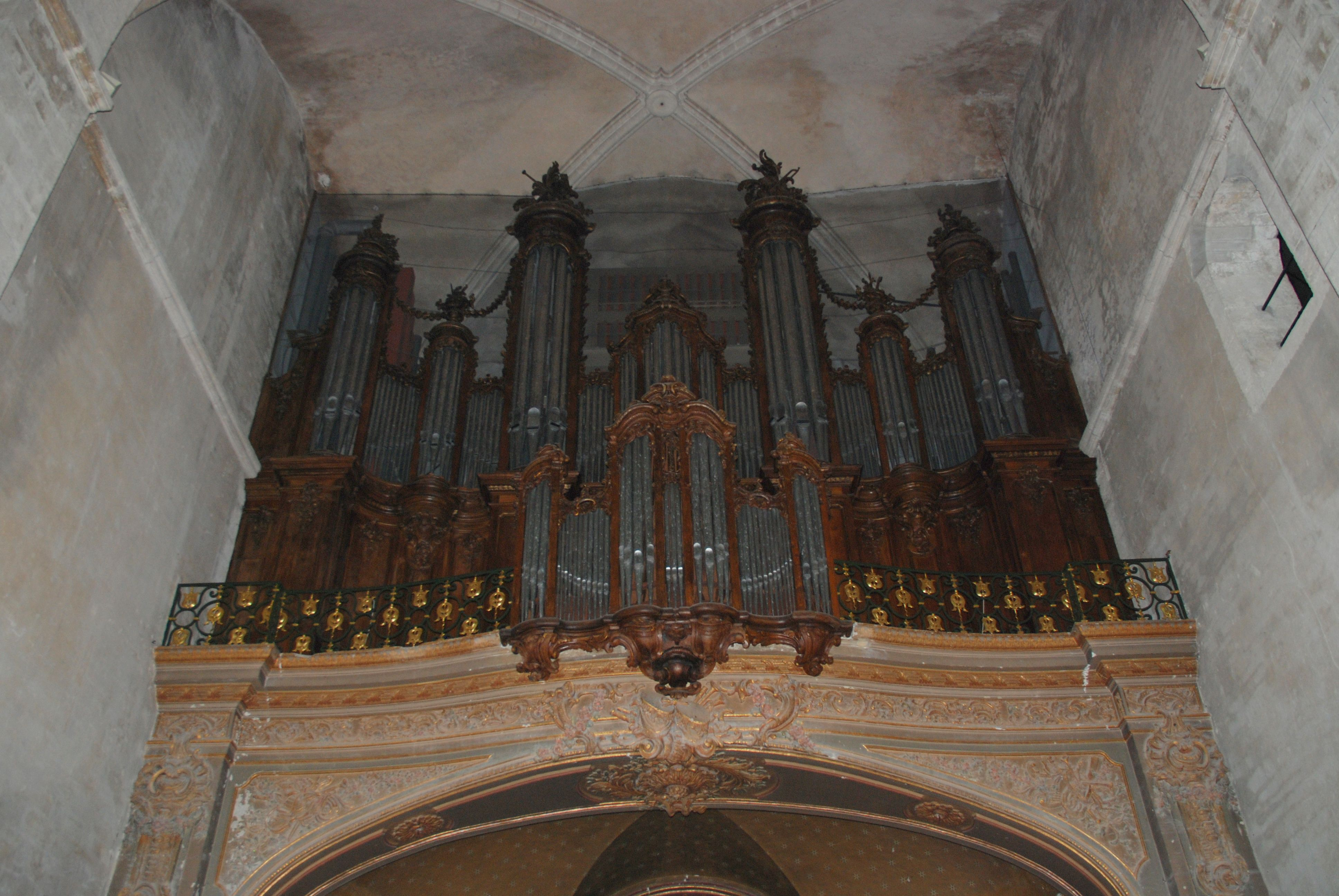
Cathédrale Notre-Dame de Verdun, grand orgue.
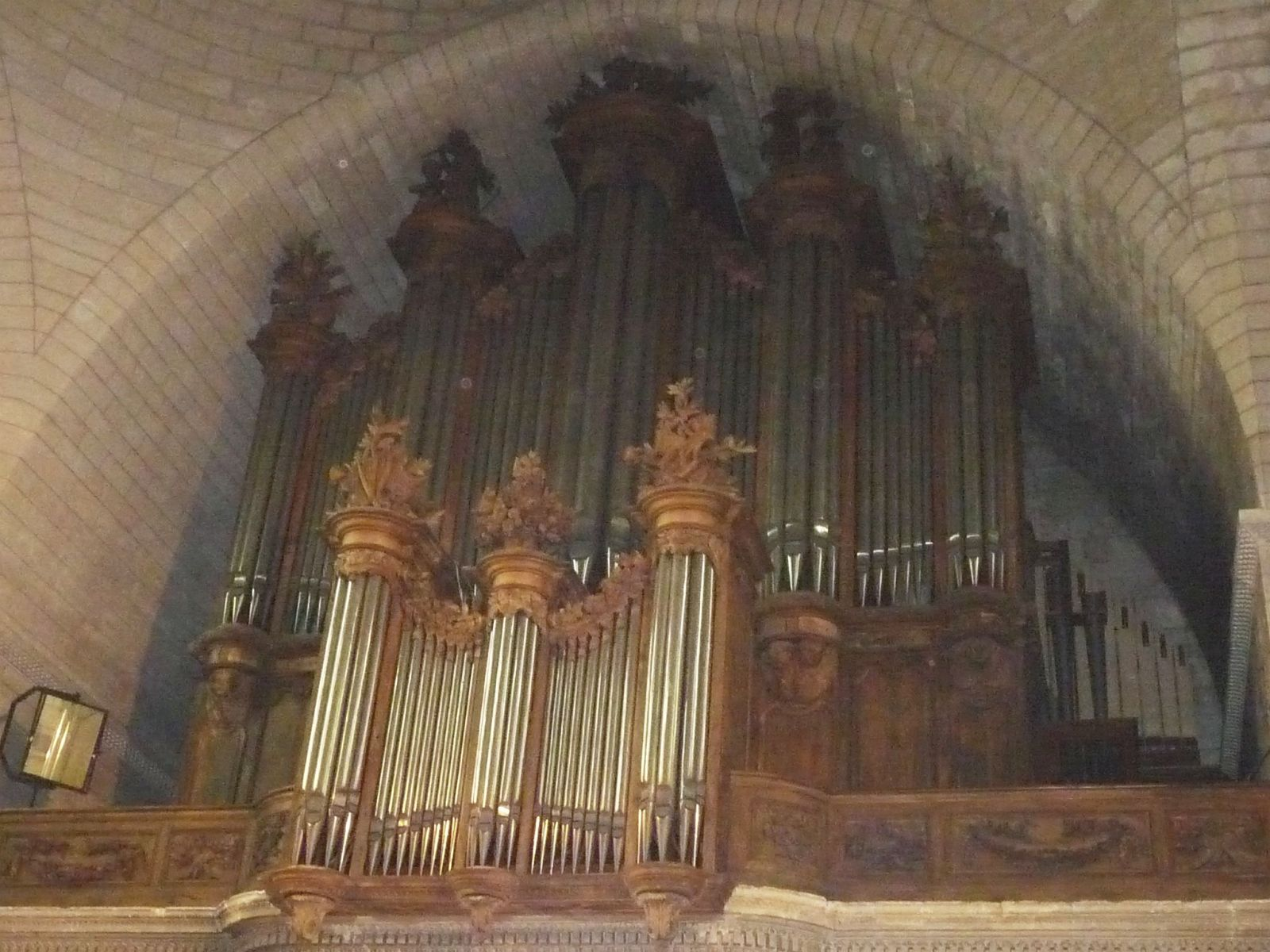
Cathédrale Saint-Pierre d'Angoulême, grand orgue.
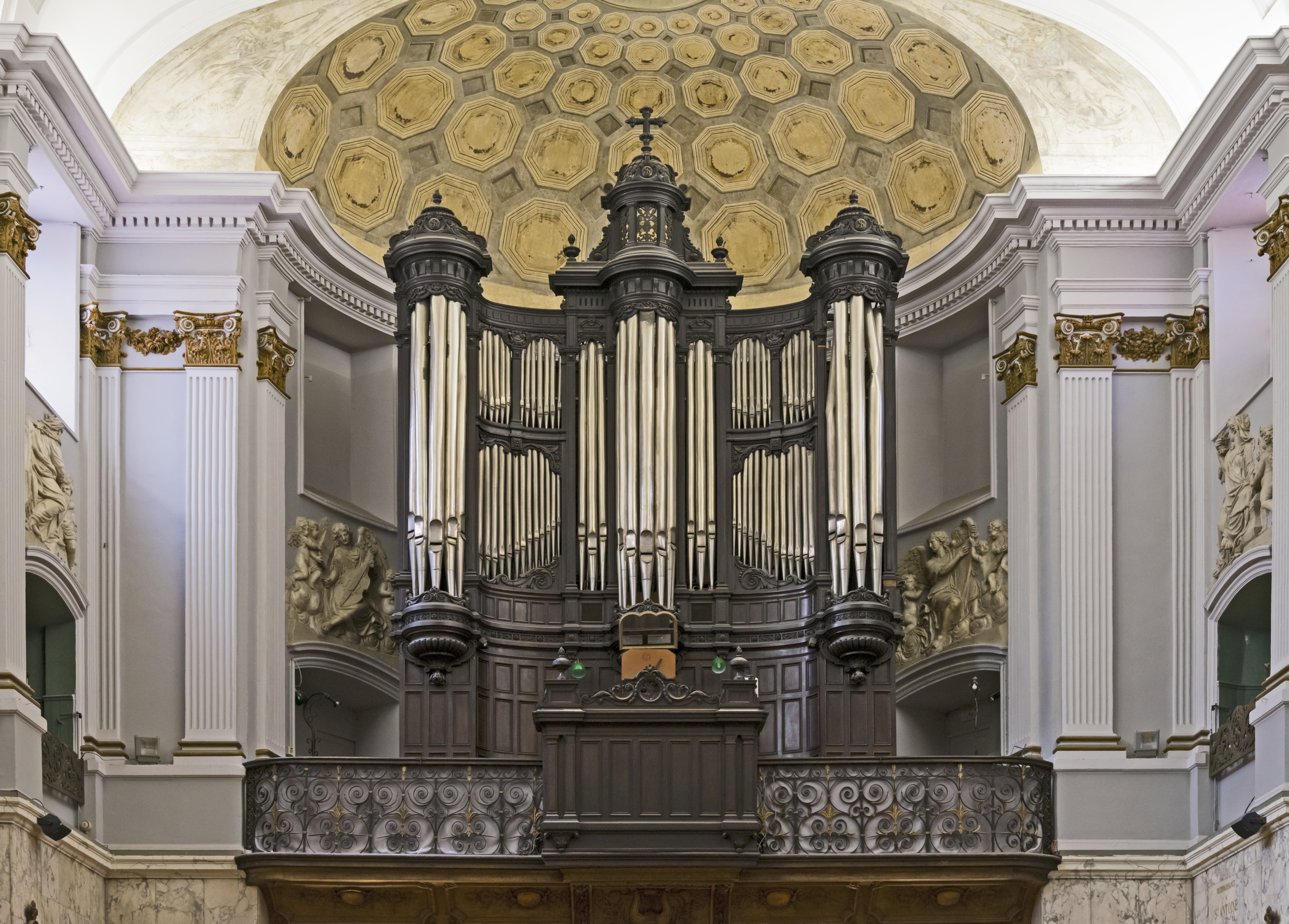
Église Saint-Jérôme de Toulouse, orgue de tribune.
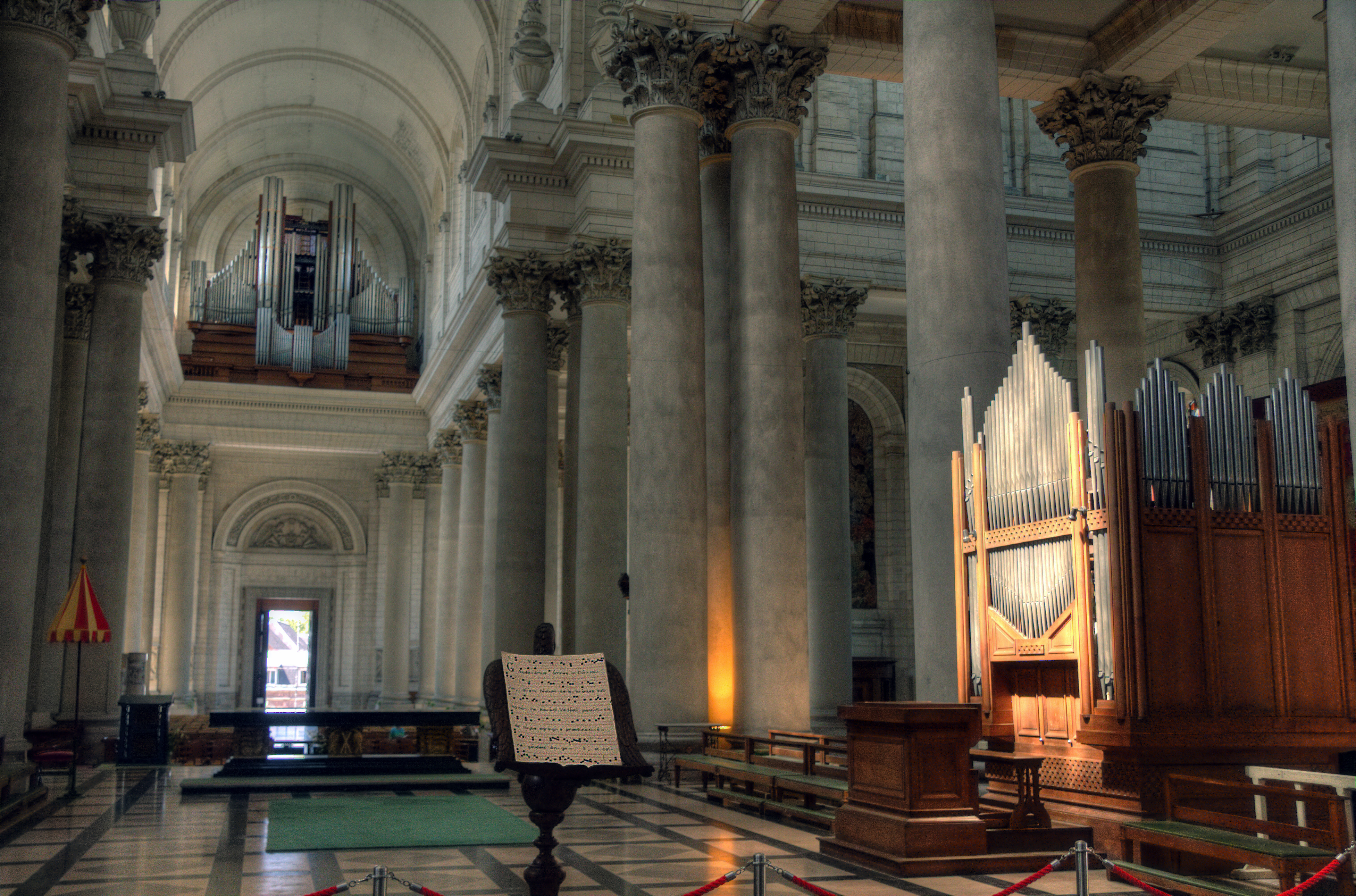
Cathédrale Notre-Dame-et-Saint-Vaast d'Arras, grand orgue (76 jeux) et orgue de chœur.

### Orgues néo-classiques
Les orgues néo-classiques construits à partir des années 1930 tendent à un retour à certaines caractéristiques de l’orgue classique qu'on veut harmoniser avec les caractéristiques de l'orgue romantique, en incluant des consoles modernes pour pouvoir interpréter tout le répertoire. Les noms des facteurs d'orgues Victor Gonzalez et Georges Danion sont principalement rattachés à ce courant esthétique promu par André Marchal et Norbert Dufourcq.
Exemples : cathédrale Saint-Gervais-et-Saint-Protais de Soissons, église Notre-Dame-de-l'Assomption de Royan, cathédrale Saint-Pierre de Beauvais. Orgues de la cathédrale Sainte-Réparate de Nice

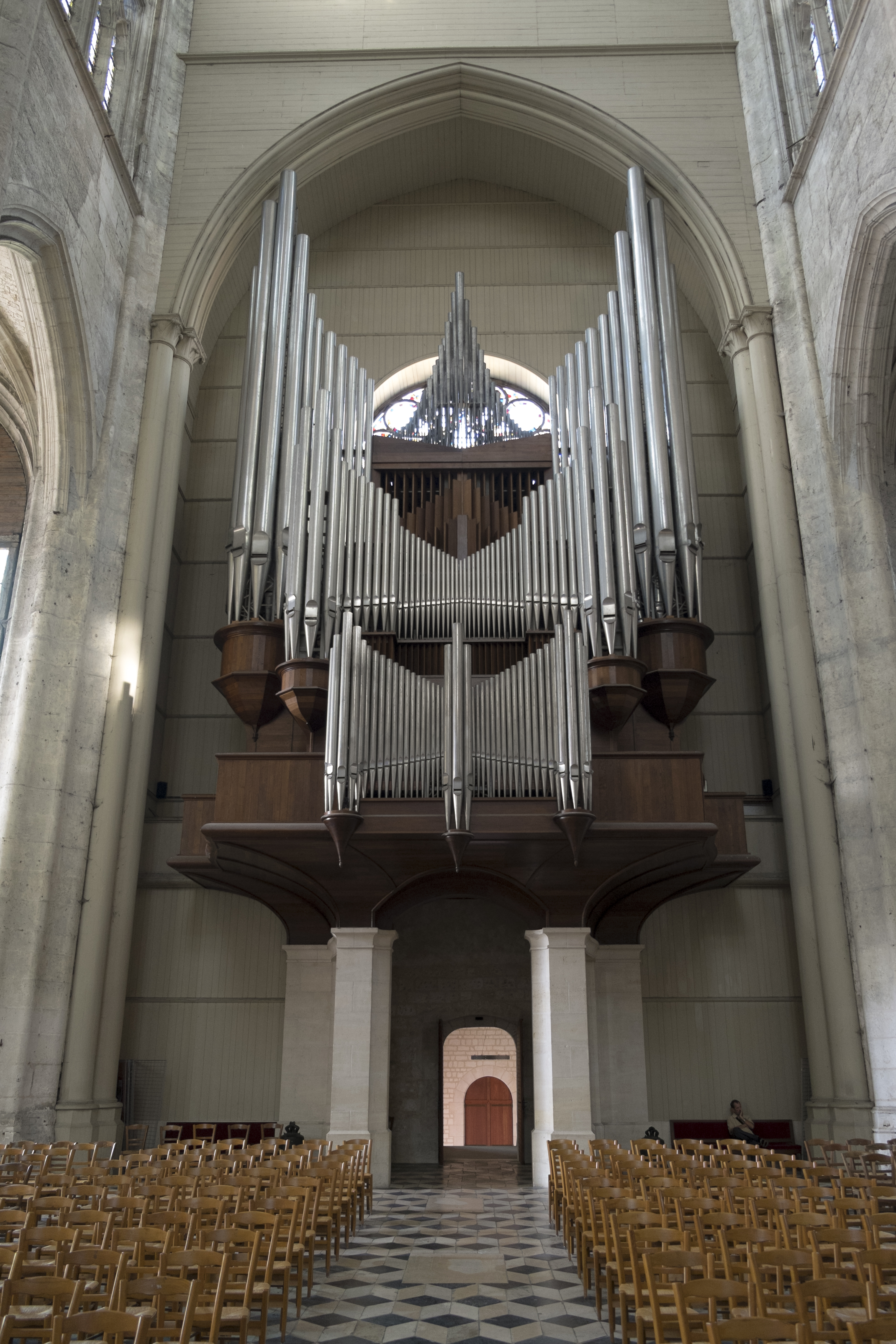
Cathédrale Saint-Pierre de Beauvais, orgue de tribune (77 jeux).
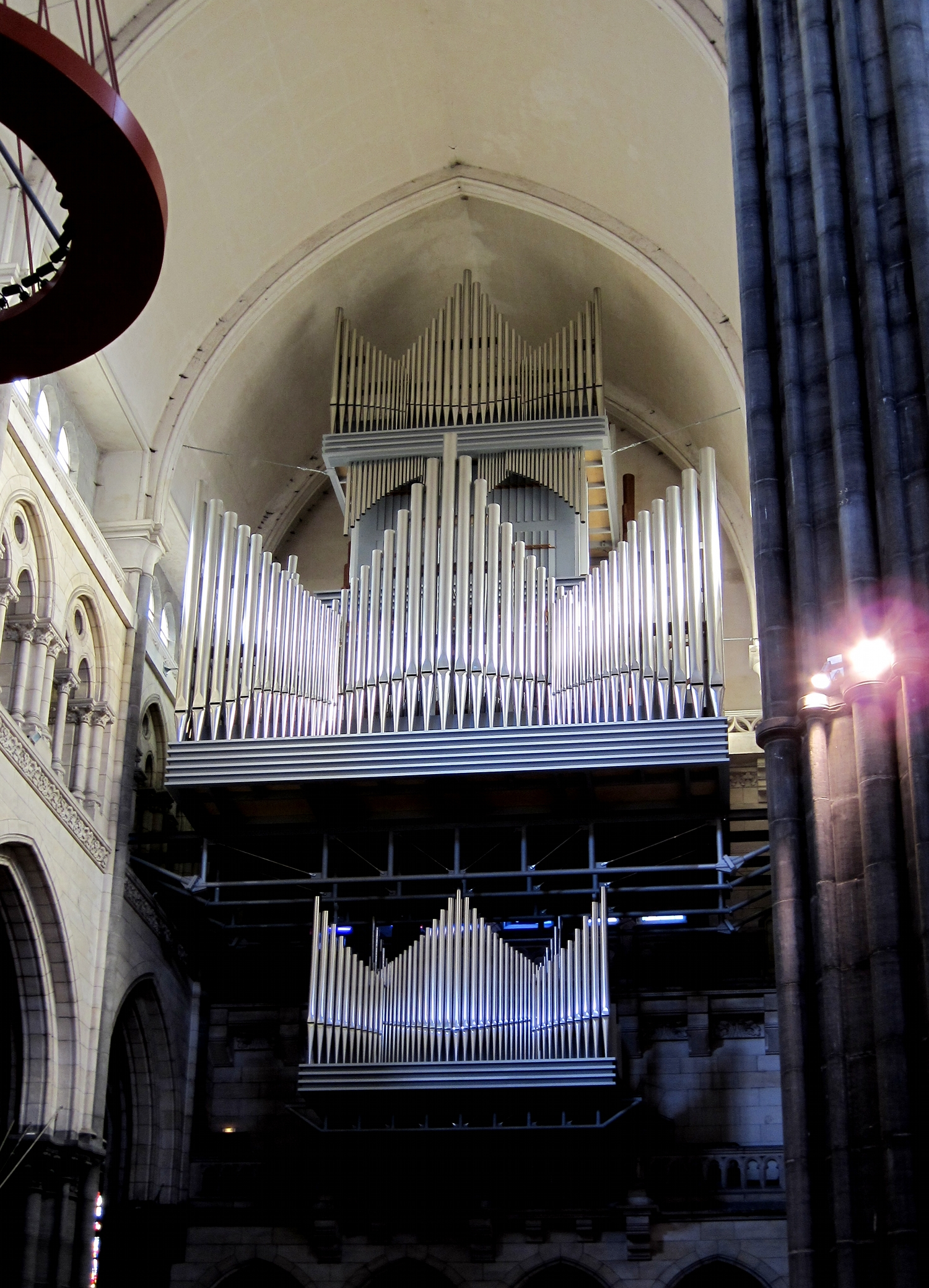
Lille, Cathédrale Notre-Dame-de-la-Treille, grand orgue néoclassique (101 jeux).
Église Notre-Dame de Royan, grandes orgues.
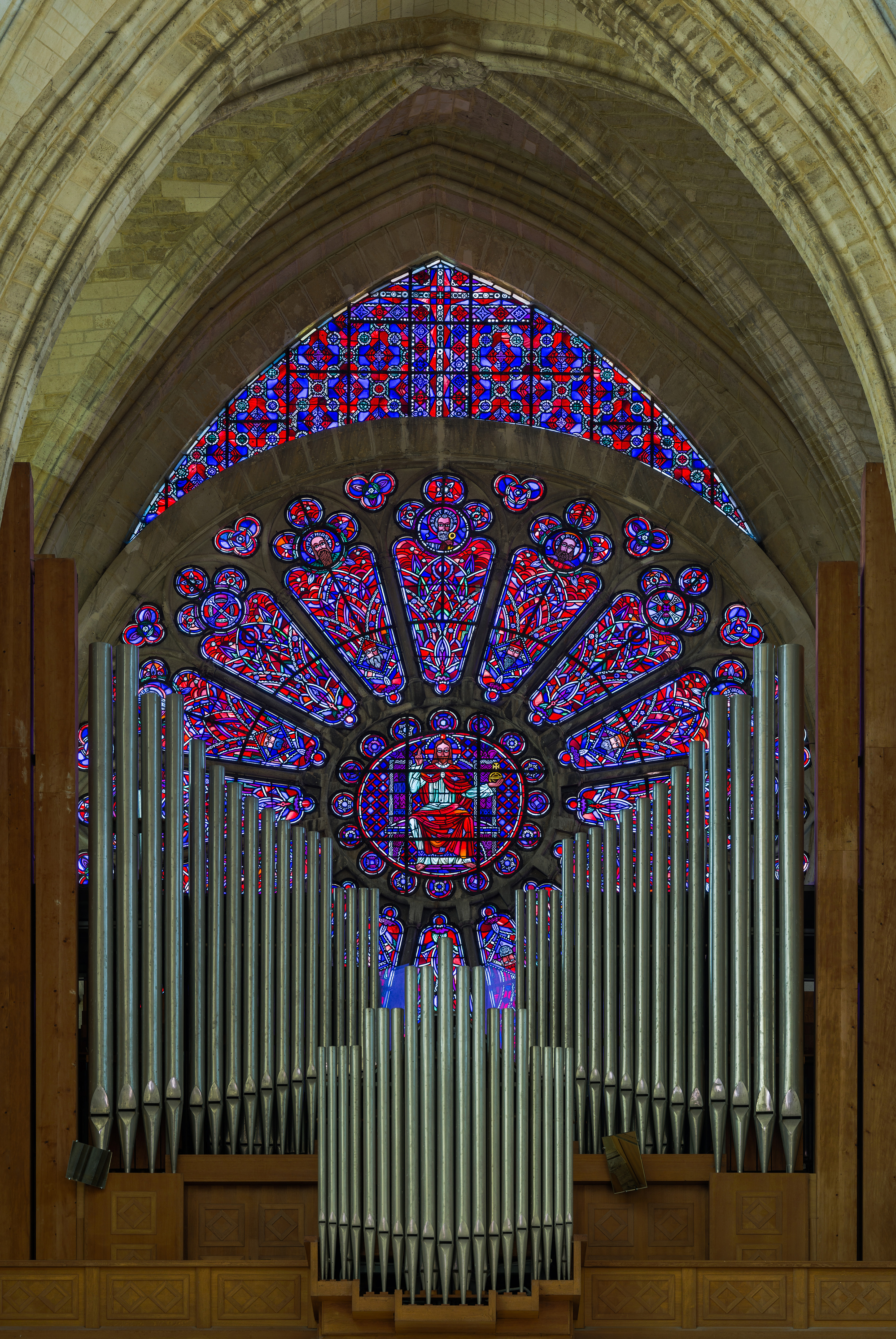
Cathédrale Saint-Gervais-et-Saint-Protais de Soissons, grand orgue.
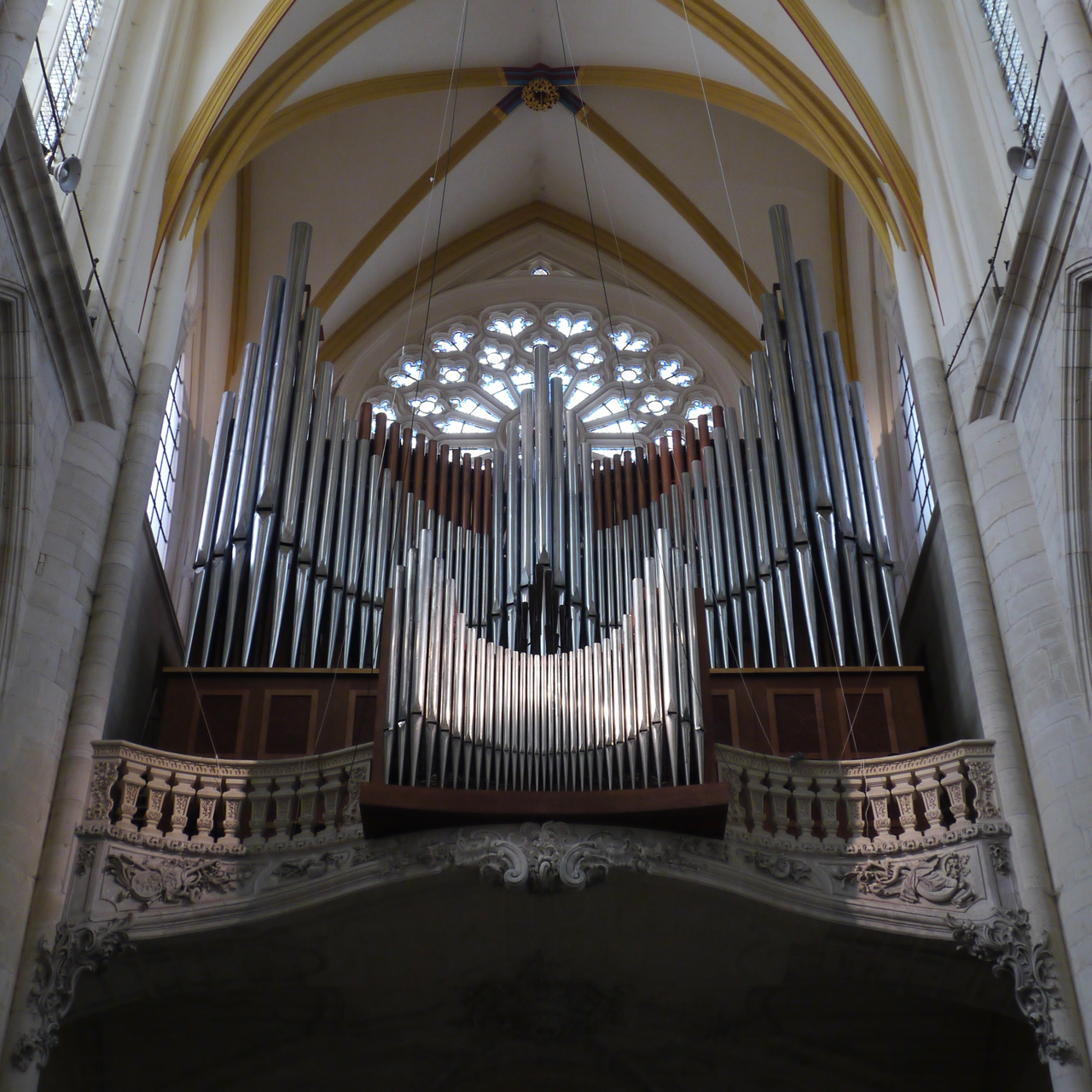
Cathédrale Saint-Étienne de Toul, orgue de tribune néoclassique.

### Orgues néo-baroques
Les orgues néo-baroques sont des instruments des XXe et XXIe siècles construits ou restaurés dans l'optique de jouer de la musique baroque, principalement allemande et celle de Bach en particulier, de manière la plus respectueuse de l'esprit d'origine. Inspirés des travaux d'Albert Schweitzer et de la réforme alsacienne des orgues, les instruments tentent d'imiter, par leur composition, leurs accessoires, et leur technique de fabrication, les instruments du XVIIIe siècle. Les pressions sont donc abaissées, la traction mécanique suspendue est favorisée, surtout en Europe, les accouplements à tiroirs font leur retour, l'ambitus des claviers peut être réduit, avec retour de l'octave courte. La composition dépendra de l'école choisie (Hollandaise, Française, Allemagne du Nord, Centrale ou du sud...), les plans sonores sont redistribués suivant le werkprinzip, les boîtes expressives disparaissent. Le tempérament est généralement choisi inégal avec un diapason qui peut être différent de la norme actuelle du La à 440 Hz (par exemple 415 Hz). Un nouvel orgue baroque, réalisé par le facteur d'orgue DominiqueThomas a été installé en 2012-2013 dans l'église Saint-Vincent de Ciboure. Cet orgue compte 3 claviers, 35 jeux et 2600 tuyaux. Le titulaire est Thomas Ospital, également titulaire de l'église Saint-Eustache de Paris et artiste en résidence à Radio France.
Exemple d'orgues de ce style : musée des Augustins de Toulouse (Ahrend 1981)

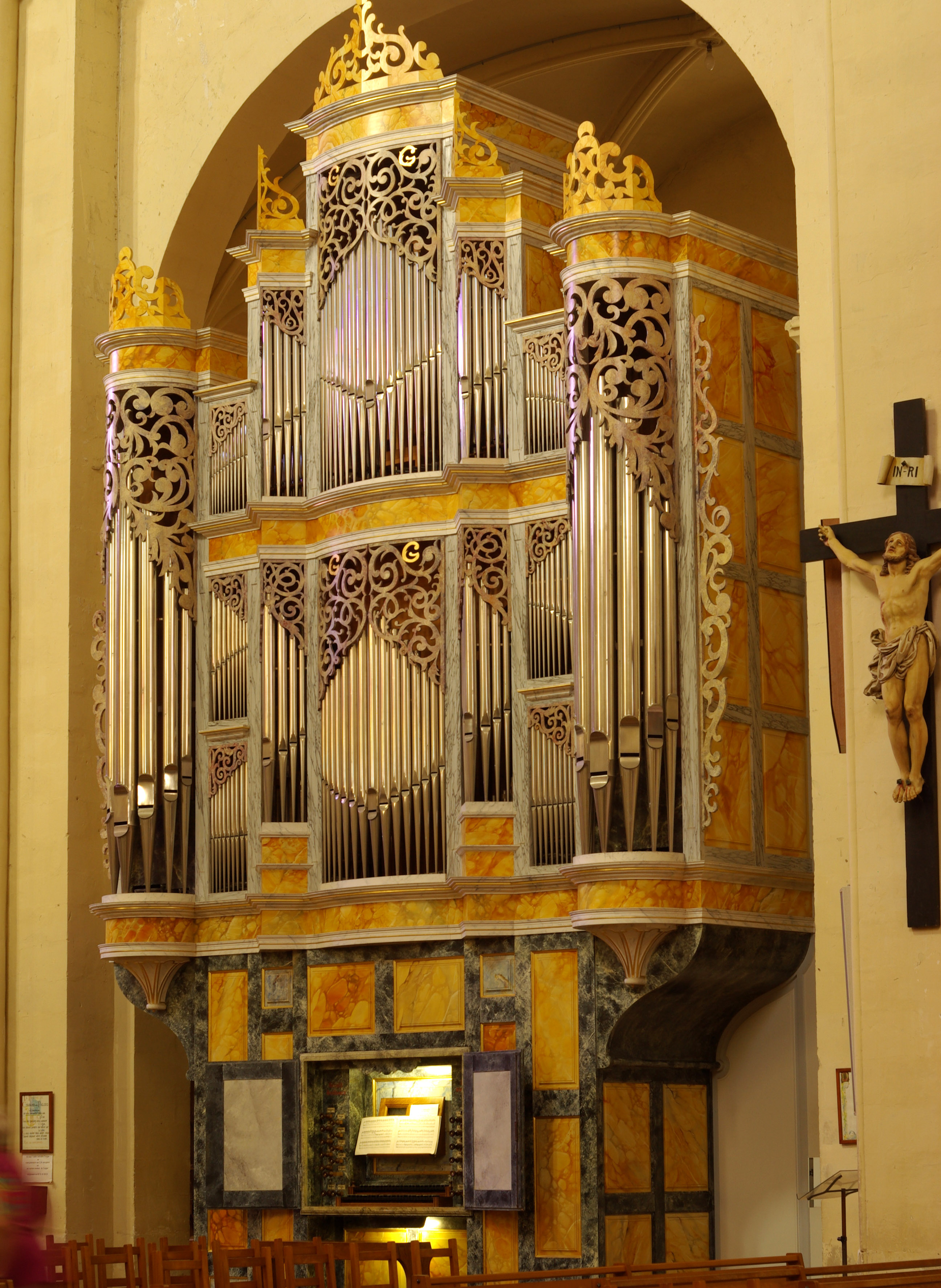
Orgue de Chavagnes-en-Paillers (Vendée), Gérald Guillemin.
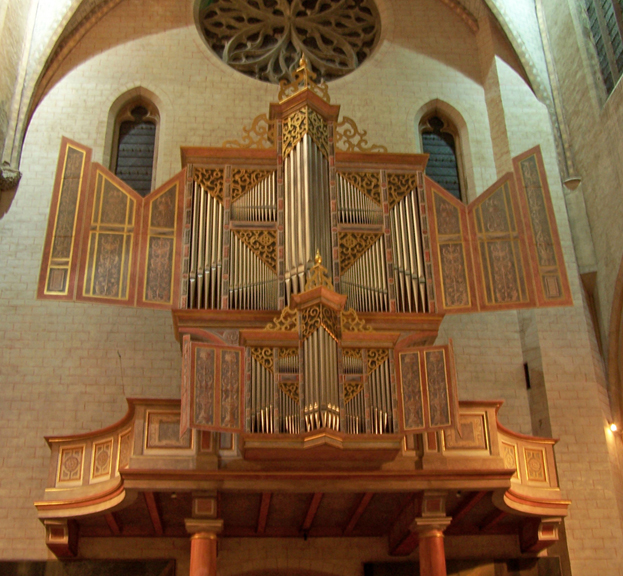
Église du musée des Augustins de Toulouse, orgue néo-baroque.
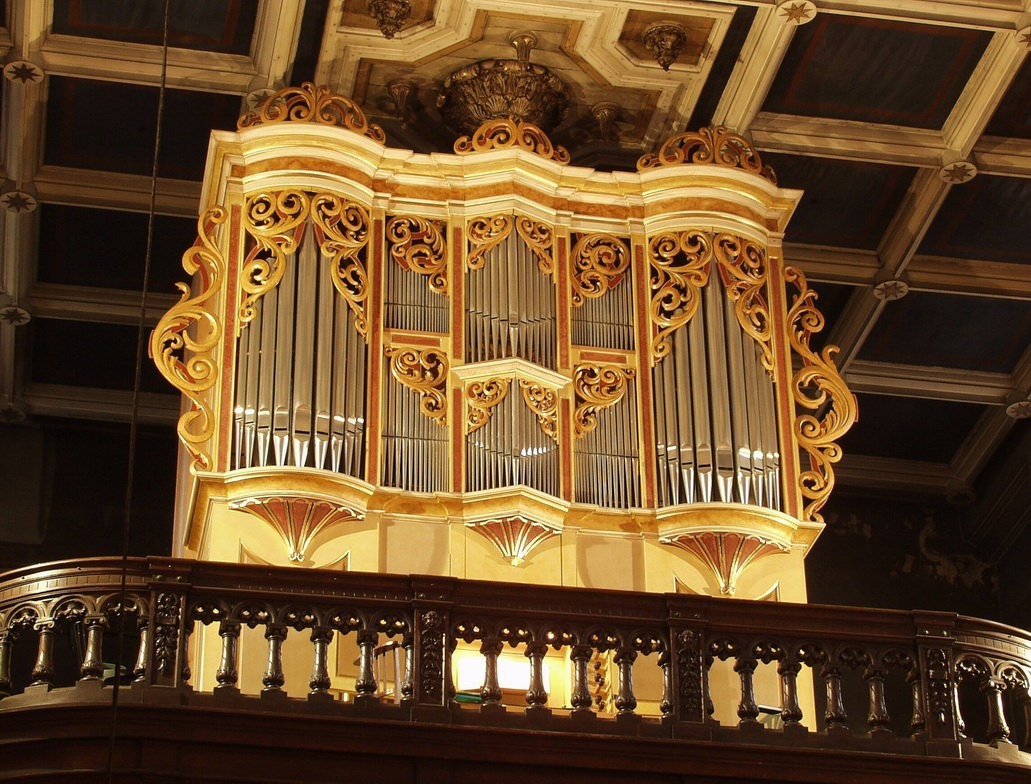
Saint-Étienne, église Saint-Louis, grand orgue (Denis Londe, 1997, dans l'esthétique de G. Silbermann).

## Instruments aux caractéristiques uniques ou étonnantes

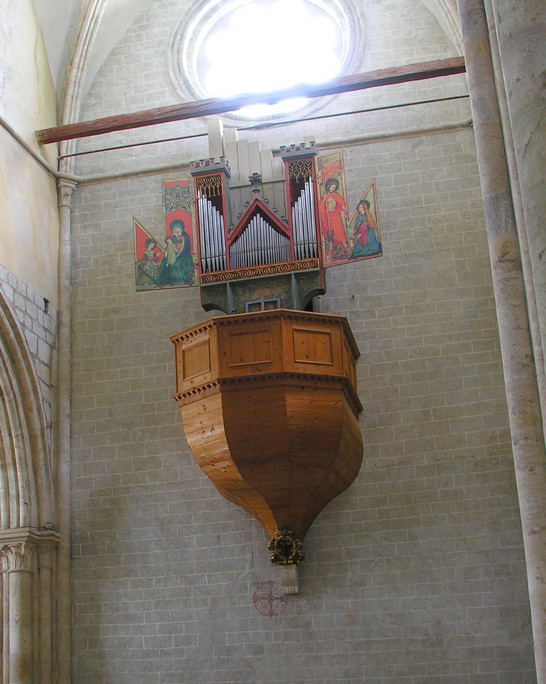
Le plus vieil orgue jouable (1430-1437), basilique de Valère de Sion

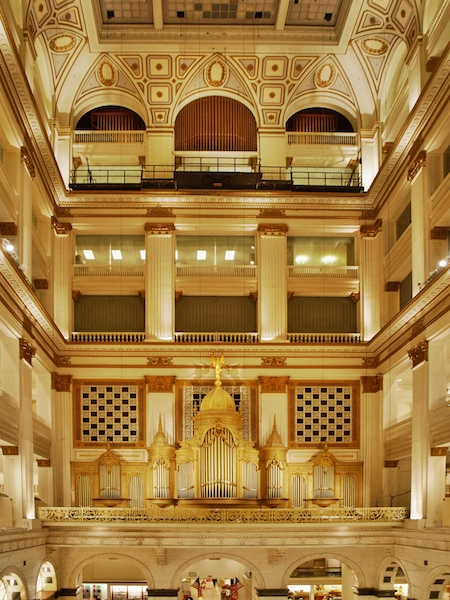
Le deuxième plus grand au monde, le Wanamaker Grand Court Organ (Philadelphie, États-Unis)

- Le plus vieil orgue du monde encore jouable est installé à Sion, en Suisse, dans la basilique de Valère : les premiers éléments remontent à la construction de l’instrument, entre 1435 et 1437.
- Le plus grand orgue en état de fonctionnement au monde est installé dans un grand magasin de Philadelphie (États-Unis) : le Wanamaker Grand Court Organ (Murray M. Harris, 1904) comporte 6 claviers pour 28 482 tuyaux, 408 jeux, 463 rangs, un jeu de 64’ (Gravissima par résultante basse) 9 registres de 32’ et 14 plans sonores. Le plus grand orgue jamais construit à ce jour[Quand ?], actuellement[Quand ?] en grande partie injouable à cause de dégradations successives et de rénovations ratées, est le Boardwalk Hall Auditorium Organ situé à Atlantic City (États-Unis). Il comporte 7 claviers, 33 114 tuyaux, 314 jeux (+ extensions), 449 rangs, un registre comportant un 64’ (Diaphone), dix registres de 32’ et un total de seize plans sonores (Midmer-Losh, 1932).
- Le plus grand orgue de France, en nombre de jeux, est celui de Notre-Dame de Paris, qui compte 113 jeux et 5 claviers[réf. nécessaire], réalisé par Thierry, Cliquot, Cavaillé-Coll et Boisseau, rendu célèbre par Louis Vierne et Pierre Cochereau. En dimensions et nombre de tuyaux il s'agit de l'orgue de l'église Saint-Eustache de Paris, large de 10 mètres et haut de 18 mètres, et qui compte 101 jeux, 5 claviers et 8 000 tuyaux, œuvre de J. et P. Van den Heuvel (Pays-Bas), rendu célèbre par Jean Guillou.
- Chronologiquement, le premier orgue à inclure un registre faisant jouer un tuyau de 64 pieds, et toujours l'un des seuls au monde à ce jour[Quand ?], est le Sydney Town Hall Grand Organ de Sydney, en Australie. Lors de son installation en 1890, c'était en outre le plus grand orgue du monde.
- Le premier orgue parasismique, à tuyaux courbés, est l'orgue du Walt Disney Concert Hall.
- Dans le village de Las Piñas, aux Philippines, se trouve un orgue entièrement construit en bambou en 1824 par le père Diégo Cera. De type espagnol, il est constitué de 1 031 tuyaux.
- Les grandes orgues Fisk de la cathédrale de Lausanne (2003) ont une conception unique au monde[37], puisqu'elles contiennent et juxtaposent quatre styles (références à Clicquot, Schnitger, Cavaillé-Coll et Ladegast). Il s'agit aussi du premier instrument dont le buffet ait été dessiné par un designer, Giorgetto Giugiaro. Avec un coût de plus de 6 millions de francs suisses, elles sont aussi l'instrument le plus cher du monde[38]

## La musique d'orgue

### Généralités
L’orgue, de par ses possibilités de registration et sa place comme accompagnement dans la liturgie ou les cérémonies récurrentes, est un instrument dont l'histoire est fortement marquée par l'improvisation musicale.
Les pièces pour orgue seul ont une écriture dépendant fortement de l'époque, notamment des capacités techniques de l'instrument (étendue du clavier, pédale, expression...) et des influences des compositeurs (art vocal, clavecin...). Parmi les types de pièces les plus répandues on peut citer :
- les chorals ;
- les suites, duos ou trios ;
- les dialogues entre les différents jeux (plein-jeux ou grands-jeux) ;
- les toccatas ;
- les passacailles ;
- les basses ou dessus ou récits (en taille) de jeux solistes (cromorne, cornet, trompette, nazard...) ;
- les fugues ;
- les préludes ;
- les versets et répons de la liturgie ;
- les fantaisies ;
- les symphonies pour orgue.

Par ses nombreuses possibilités sonores, l’orgue peut jouer des œuvres composées pour orchestre en solo, avec des retranscriptions minimes.
Il peut aussi servir à l’accompagnement, dans le continuo (on utilise alors un positif, petit orgue à un seul clavier et sans pédalier), ou en formation dans des œuvres telles que :
- concertos pour orgue et orchestre (Haendel, Michel Corrette, Francis Poulenc, Josef Rheinberger…) ;
- symphonies avec orgue (François-Joseph Fétis, Camille Saint-Saëns, Joseph Jongen, Aaron Copland, Alexandre Guilmant…) ;
- duos orgue et piano, orgue et clavecin, orgue et accordéon où les instruments sont traités de manière égale, à la différence du genre concerto dans lequel il y a toujours opposition entre un soliste et un accompagnateur ;
- duos orgue et trompette, orgue et bombarde, orgue et flûte, etc. où il joue seulement le rôle d'accompagnateur ;
- on trouve également des œuvres écrites pour deux ou plusieurs orgues (Padre Antonio Soler, Jean Langlais, Jean Guillou) où chaque instrument va être tour à tour soliste et accompagnateur, voire deux orgues et chœur (Messe solennelle de Louis Vierne).

Les pièces peuvent être également composées par le musicien au moment où il joue, il s'agit alors d'improvisations. Les types d'œuvre improvisées peuvent être des thème et variations, symphonies, suites de danses, ou encore des poèmes symphoniques. Parmi les grands improvisateurs, on peut citer Charles Tournemire, Marcel Dupré, Pierre Cochereau, Pierre Pincemaille, ou encore Thierry Escaich.

### Le métier d'organiste

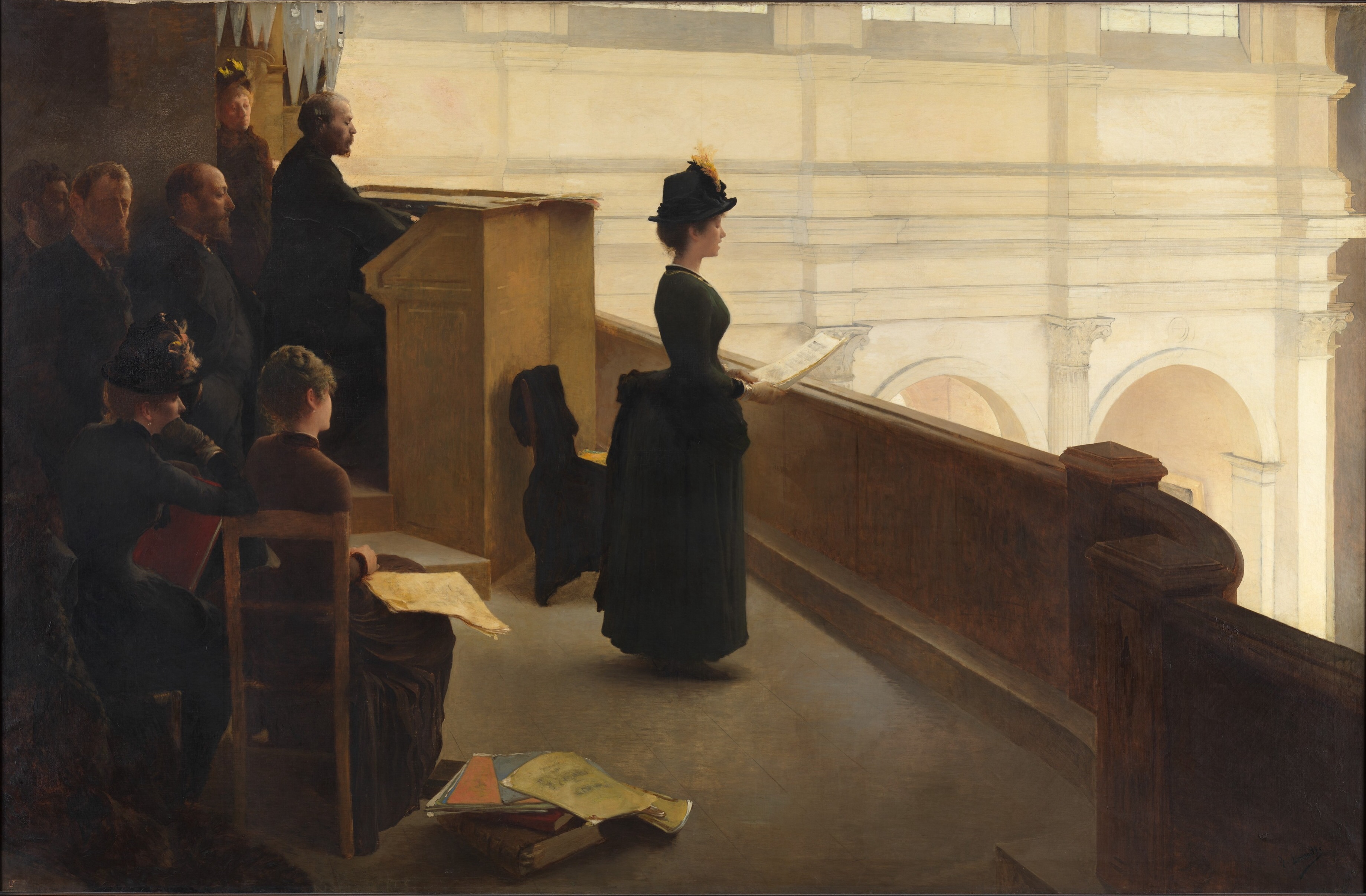
La Répétition à l'orgue (1885) par Henry Lerolle, New York, Metropolitan Museum of Art.

Du fait du coût et de l'encombrement des grands orgues, l'organiste est un musicien qui est amené à jouer presque exclusivement sur des instruments dont il n'est pas le propriétaire.
L'organiste peut être titulaire de l'instrument sur lequel il joue. S'il est salarié, un contrat de travail est établi entre lui et l'affectataire du bâtiment contenant l'instrument (association diocésaine par exemple). En cas de bénévolat, une simple nomination par cet affectataire suffit.
En France, les organistes titulaires sont principalement issus des classes d'orgue des conservatoires régionaux et nationaux et sanctionnés par un diplôme. Les tribunes d'instruments prestigieux choisissent souvent leur titulaire par concours. Dans certaines cathédrales et/ou sur des instruments prestigieux, l'orgue peut être servi par plusieurs co-titulaires qui assurent un roulement dans le service (trois co-titulaires pour le Grand orgue de Notre-Dame de Paris, par exemple).
Les compétences des organistes portent sur plusieurs spécialités musicales : une maîtrise suffisante du répertoire de l'instrument à travers les époques ; l'accompagnement du chant, ce qui suppose une bonne connaissance de l'harmonie car souvent seule la ligne de chant est donnée à l'organiste qui doit réaliser son harmonisation ; l'organiste liturgique donne le ton au prêtre, mais celui-ci peut entonner un demi ton ou même un ton au-dessous, et l'organiste doit alors savoir transposer instantanément ; l'improvisation à l'orgue vient compléter le savoir-faire : en effet, le déroulement des offices ne permet pas toujours de disposer d'un temps suffisant pour exécuter une pièce de répertoire. Ces spécialités sont les disciplines enseignées dans les classes d'orgue des conservatoires.
Les organistes de la Zone Apostolique de Paris bénéficient d'un statut professionnel particulier encadré par une charte et une convention collective. Ils sont employés par les paroisses et doivent obtenir une carte professionnelle.
Concernant les tribunes paroissiales catholiques, le rôle de l'organiste liturgique est régi par les textes officiels du service national de la pastorale liturgique et sacramentelle et le droit canon. Commission épiscopale pour la liturgie, « Charte des Organistes liturgiques ».
Dans certaines paroisses dépourvues d'organiste attitré, il arrive qu'une personne qui sait jouer du piano se porte volontaire pour remplir cet office. Si le jeu du clavier lui est familier, le jeu du pédalier et surtout la transposition instantanée indispensable quand le prêtre entonne au-dessus ou au-dessous peuvent poser problème.
En Allemagne, en Suisse et en Autriche, l'organiste professionnel est le plus souvent aussi chef de chœur et dirige jusqu'à cinq ou six groupes musicaux, organisant par ailleurs toute la vie musicale de sa paroisse. La formation est une formation généraliste de niveau licence (B-Prüfung) mettant en avant l'orgue, l'improvisation et la direction de chœur comme disciplines principales. Issu de la tradition du Kantor, la fonction fut restructurée au XXe siècle et divisée en cinq échelons professionnels. C'est le plus souvent le Kantor qui décide, ou non, de souligner son travail organistique. De nombreux postes d'organistes sont tenus par des organistes non professionnels titulaires du C-Prüfung, D-Prüfung ou sans diplôme.

### Histoire générale de l'orgue ou d'un instrument en particulier
- Henri Bachelin et Alexandre Cellier (préf. Charles-Marie Widor), L'orgue, Ses éléments, son histoire, son esthétique, Paris, Delagrave, 1933, 254 p..
- Pierre Bardon, Le grand orgue français 1772-1774 de Jean-Esprit Isnard, Aix-en-Provence, Édisud, 2001, 29 p. (ISBN 2-7449-0200-4)
- Michel Blum, « Les orgues et les organistes de l'église Saint-Julien de Brioude », Almanach de Brioude, Brioude,‎ 1935
- Jacques Chailley, « Un clavier d'orgue à la fin du XIe siècle », Revue de musicologie, Société française de musicologie, t. 18, no 61,‎ 1937, p. 5 à 11 (JSTOR 924921)
- Pierre Chéron, « Aristide Cavaillé-Coll : harmonisation et mesures » (actes du Premier Congrès International Cavaillé-Coll en 1987), L’Orgue, Cahiers et mémoires, no 48,‎ 1992, p. 27 à 38.
- Norbert Dufourcq, L'orgue, Paris, PUF, 1948
- Norbert Dufourcq, Esquisse d'une histoire de l'orgue en France du XIIIe   au   XVIIIe siècle, Paris, Larousse, 1935, 508 p.
- Norbert Dufourcq, « Orgues comtadines et orgues provençales », Mémoires de l'Académie de Vaucluse, 2e série, t. XXXIV,‎ 2e et 3e trimestres 1934, p. 61-172 (lire en ligne)
- Norbert Dufourcq, « Orgues comtadines et orgues provençales. Avant-propos », Provence historique, t. 5,‎ 1955
  - fascicule 20, p. 111-128
  - fascicule 21, p. 232-247
- Jean Fellot, L'orgue classique français, Édisud, coll. « Musique de tous les temps », 1993, 143 p. (ISBN 9782857446507)
- Amédée Gastoué, L'orgue en France de l'antiquité à la période classique, Forgotten Books, 2018 (1re éd. 1921), 116 p. (ISBN 978-1334570896)
- Jean Guillou, L'orgue, Souvenir et avenir, Paris, Buchet-Chastel, 1978, 263 p.
- Pierre Hardouin, Le grand orgue de Notre-Dame de Paris, Bärenreiter, 1973, 55 p. (présentation en ligne)
- Friedrich Jakob, L'orgue, Lausanne, Payot, coll. « Instruments de Musique », 1990 (1re éd. 1970) (ISBN 2-601-00233-6)
- Odile Jutten, « La "Machine-orgue", le facteur d'orgue et l'organiste » [PDF], sur Orgue-en-France.org (consulté le 25 juillet 2022)
- Claude Noisette de Crauzat et Jean-Paul Dumontier, L'orgue français, Paris, Atlas, 1986, 272 p. (ISBN 2731205245)
- Félix Raugel, Recherches sur quelques maîtres de l'ancienne facture d'orgues française, Les l'Epine, Jean-Pierre Cavaillé, Dom François Bédos de Celles, Forgotten Books, 2018, 40 p. (ISBN 978-1334570452)
- Jean-Michel Sanchez, Orgues, Le chœur des anges, Manosque, Le Bec en l'air, 2005, 167 p. (ISBN 2-916073-01-9)
- Charles Simon, Nouveau manuel complet de l'organiste, Paris, Librairie encyclopédique de Roret, 1863 (lire en ligne)
- Jean Suc, « La restauration de l'orgue de la cathédrale du Puy par Joseph Callinet », Cahiers de la Haute-Loire, Le Puy-en-Velay,‎ 1979, p. 111 sq. (lire en ligne)
- Luigi Ferdinando Tagliavini, « Le Monde sonore de l'orgue italien classique », La Tribune de l'orgue, vol. 57, no 2,‎ 2005
- Marcel Thomann, Le monde mystérieux de l'orgue, Decitre, 1998, 96 p. (ISBN 2-87718-655-5)
- Christophe de La Tullaye, « Un sculpteur flamand à La Chaise-Dieu : Jean Cox (1653-1723), élève de Mathieu van Beveren et sculpteur de la tribune et du buffet de positif des orgues de La Chaise-Dieu », Cahiers de la Haute-Loire, Le Puy-en-Velay,‎ 2022
- Anne Froidebise et al., Les orgues de Wallonie, Agence Wallonne du patrimoine, coll. « Carnets du patrimoine » (no 178), 2024, 64 p. (ISBN 978-2-39038-229-4)

### En anglais
- (en) Georges Ashdown Audsley, The Art of Organ Building, vol. 1, New York, Dodd, Mead and Company, 1905, 600 p. (ISBN 0-486-21314-5)  — Réédition Dover Publications, 1965
- (en) Orpha Ochse, The History of the Organ in the United States, Indiana University Press, 1975
- (en) Peter Williams, The European Organ 1450-1850, Londres, 1966
- (en) Stephen Charles Willis, Pipes and pedals : Chronicles of Canadian organs and organists, National Library of Canada, 1983 (ISBN 978-0-662-52397-0)

### En allemand
- (de) Renato Lunelli, Der Orgelbau in Italien in Seinen Meisterwerken, Mayence, 1956
- (de) Mahrenholz, Die Orgelregister, 1930

### Histoire de la musique
- Willi Apel (trad. Jean-Philippe Navarre), La notation de la musique polyphonique : 900-1600, Mardaga, coll. « Musique-Musicologie », 1998, 425 p. (ISBN 2-87009-682-8, lire en ligne)
- Marie-Claire Beltrando-Patier (préf. Marc Honegger), Histoire de la musique : La musique occidentale du Moyen Âge à nos jours, Paris, Bordas, coll. « Marc Honegger », 1982, 630 p. (ISBN 2-04-015303-9)
- Jacques Chailley, Histoire musicale du Moyen Âge, Paris, PUF, coll. « Hier », 1969 (1re éd. 1947), 334 p.
- Brigitte Massin et Jean Massin, Histoire de la musique occidentale, Paris, Fayard, coll. « Les Indispensables de la Musique », 1985, 1312 p. (ISBN 2-213-02032-9)

### Articles spécialisés
- Les anciens buffets d'orgue du département de la Marne, Paris, 1937
- Les anciens buffets d'orgue du département de la Seine, Paris, 1937
- Les anciens buffets d'orgue du département de Seine-et-Oise, Paris, 1937
- Les anciens buffets d'orgue du département de Seine-et-Marne, Paris, 1937
- La décoration artistique des buffets d'orgue, Paris, 1928

### Dans le domaine technique
- Félix Raugel, Recherches sur quelques maîtres de l'ancienne facture d'orgues française, Les l'Epine, Jean-Pierre Cavaillé, Dom François Bédos de Celles, Forgotten Books, 2018, 40 p. (ISBN 978-1334570452)
- Louis Aubeux, L'orgue et sa facture, L'imprimerie de l'Anjou, 1971
- Norbert Dufourcq, Le livre de l'orgue français, t. III : La facture, Paris, Alphonse Picard, 1978 (ISBN 978-2-7084-0031-3)
- H.J. Ply, La facture moderne, Lyon, 1880
- Actes des 2e journées nationales de l’orgue, Toulouse, ADDOCC Midi-Pyrénées, 1987, 288 p.Toulouse, 7-11 nov.1986
- N. Fris, Orgelbygning in Danemark, Copenhague, 1949
- Actes des 3e journées nationales de l’orgue, Saint-Brieuc, ADDM (Association départementale pour le développement de la musique), 1991, 331 p.
- Actes des 4e journées nationales de l’orgue à Strasbourg, 8-12 mai 199l, Strasbourg, ARADAM (Association régionale pour le développement de l’action musicale en Alsace), 1991, 414 p.
- Analyse économique et financière des entreprises, Monograph ie “ musique ”, Paris, Direction de la musique et de la danse, 1996Marché de la facture d’orgue en France et dans le cadre du marché unique, Rapport d’étude qualitative (état des lieux du marché)
- Anonyme, La Peste de l’étain : base d’une bibliographie et conclusions, février 1969étude réalisée à la demande de Michel Denieul, directeur de l’architecture
- Philippe Bachet, Qu’est-ce qu’un orgue ?, Toulouse, 1979, 114 p.6e éd., Orgues méridionales
- Philippe Bachet, Restauration des orgues historiques en Languedoc, Paris (CTHS), Études Languedociennes, 1985, 355-382 p.in : Congrès national des sociétés savantes, Montpellier, 1985
- B.T.K. Barry, Tuyaux d’orgues au XXe siècle, in L’étain et ses usages, 1971°89, pp.12 à 15
- François (Dom) Bedos de Celles, L'art du facteur d'orgue, édition Slatkine, 1766-2004 (ISBN 978-2-05-101939-2 et 2-05-101939-8)
- François (Dom) Bedos de Celles, L'art du facteur d'orgue, Paris, Reprint (Laget) 1976, Reprint (Slatkine) 198425 vol.
- Henri Bovet, La maladie de l’étain, in La tribune d’orgue, septembre 1979no 3, 22e année
- Centre national de formation d’apprentis facteurs d’orgues : plaquette de présentation, Eschau, CNFA, 1994, 11 p.
- Georges Danion, Facteur d’orgues, La reconstruction du grand orgue de la cathédrale de Bordeaux, in bulletin du G.P.F.Ono 5 2e trimestre 1983
- Charles Didier-Van Caster, Orgues construites ou transformées, Nancy, s.l.n.d., 1899
- René Dinkel, Procédures de dévolution des marchés dans l’Europe des Douze et Information sur les procédures de protection des orgues et sur le déroulement administratif d’un projet de restauration d’orgue classé, Strasbourg, du 8 au 12 mai 1991Communications aux Journées nationales de l’Orgue
- René Dinkel, La protection des instruments dans : Guide de l’orgue et de l’organiste en Île-de-France, Paris, Ariam, octobre 1992
- Sous la direction de Jean Favier et Michel Le Moël, Les orgues de Paris, réédition Action artistique de la Ville de Paris (ISBN 978-2-913246-54-6 et 2-913246-54-0)
- Rémy Fonbon, chargé de mission, vice-président de l’association nationale pour la formation des organistes liturgiques (ANFOL), Guide pratique de l’orgue et de l’organiste, Les guides du CENAM
- J. Guédon, L’orgue moderne (complément à dom Bedos), Paris, 1903
- Henri Jarrie, Dictionnaire de l’orgue, Arles, Éditions Harmonia Mundi, 1980
- Yves Kœnig, facteur d’orgues, La lèpre de l’étain, in Revue du G.P.F.O. no 6, automne 1983
- G. Lecerf et E. Labande, Les traités d’Harmonie Arnaut de Zwolle, Paris, 1931
- Karl Lôhhberg et Hassan Moustapha, Einflu ß einer mechanischer Wechselbeanspruchung auf die Zinnenwandlung, Université de Berlin Bd 67 - H15, 1967
- B. Lemanceau, L’Étain : propriétés physiques et chimiques
- Les Orgues : un art vivant, restauration et création, Paris, CNMHSno 146, 1986, p. 54-80
- L’orgue, Lettre de l’académie des Beaux-Arts, octobre 2002no 30
- L’orgue Italien, guide pratique pour le Comté de Nice, Cahier des Alpes-Maritimes, avril 1990no 7
- GPFO, « L’orgue, roi des instruments » [PDF], sur orgues.org, Groupement Professionnel des Facteurs d'Orgues (GPFO), 2014 (consulté le 23 août 2017).
- R. Macintoch, directeur au Tin Research Institute Inc. USA, L’emploi de l’étain à basse température, in L’étain et ses usages, no 72, 1967
- Magnificence de l’étain dans l’art baroque, in L’étain et ses usages, no 43, été 1958
- Jean Martino, Répertoire des travaux de facteurs d’orgues du IXe siècle à nos jours, Paris, 1970, 416 p.
- Marin Mersenne, Harmonie universelle, Paris, 1637
- François-Xavier Mathias, Compte-rendu Congrès d’orgues tenu à l’université de Strasbourg, 5-8 mai 1932, Strasbourg, 1934, 98 p.
- C. Mutin, L’orgue, ses éléments, article in Lavignac II, 1933
- Pierre Pelissero et Françoise Monnier, Facture d’orgues, lutherie, Paris, Hachette, 1977, 224 p.Redécouvrir les métiers d’art
- Michael Prætorius, De organographia. Syntagma musica, II, 1619, rééd. Cassel 1929
- J.M. Ringue, Chanoine, archevêché de Strasbourg, Commission des orgues, Directoire pour la conservation, la restauration et l’entretien des orgues historiquesTexte établi par la Commission des orgues du diocèse de Strasbourg et inspiré, en partie, par les instructions publiées, en 1968, par le service fédéral des monuments historiques de Vienne (Autriche)
- Adrien Rougier, Initiation à la facture d'orgue, Lyon, 1946
- Peter Rupp, L’administration des orgues hors de France, Un survol des cadres d’intervention et de protection dans un échantillon de pays européens, Paris, Département des affaires internationales, ministère de la Culture, 1994
- (de) Arnolt Schlick, Spiegel der Orgelmacher, Mayence, 1511 (réimpr. 1931 et 1959)
- Marcel Thomann, Le Monde mystérieux de l’Orgue, Strasbourg, Version langue française aux éditions du Signe, Strasbourg 1998, et version allemande aux éditions OLMS (Hildesheim-New York), 1998, 96 p. (ISBN 978-2-87718-655-1 et 2-87718-655-5)

#### Différentes orgues
- Harmonium
- Hydraulophone
- Orgue de Barbarie
- Orgue de cinéma
- Orgue hydraulique
- Orgue numérique
- Simulateur d'orgue ou orgue virtuel
- Régale
- Orgue portatif
- Orgue positif

#### Sites officiels
- Site du ministère français de la Culture
- Site de l'association de la promotion de l'orgue en France
- (de) Site de l’association des amis de l'orgue en Allemagne (en allemand)

#### Systématique
- Inventaire et actualités des orgues du Val-d'Oise
- (fr + en) Inventaire des orgues de France et ressources diverses
- Site personnel Les orgues du Québec, du Canada, des États-Unis et de l’Europe.
- Site pédagogique montrant les différentes étapes de la construction d'un orgue.
- (en) Inventaire national des orgues au Royaume-Uni.
- Le site de Didier Guiraud de Willot, très complet "Orgue à nos logis" apporte une description technique assez poussée.

Voir aussi une bibliographie sur l'orgue sur le site d'Ars Musicae et la bibliothèque du site L'Hydraule.org.

#### Ressources historiques
- Orgues à nos logis : parties consacrées à l'orgue de traités historiques (Arnaut de Zwolle, Schlick, Mersenne, Sauveur), etc.
- Orgues et Vitraux : orgues en Europe centrale (et aussi dans le monde). Inventaire suisse en progression régulière. Large place laissée à l'orgue italien au Tessin
- Orgues en Suisse : choix d'orgues en Suisse avec liens et compositions

#### Ressources générales
- Ressources relatives à la musique :   - Musical Instruments Museums Online
  - MusicBrainz
- Notices dans des dictionnaires ou encyclopédies généralistes :   - Den Store Danske Encyklopædi
  - Gran Enciclopèdia Catalana
  - Internetowa encyklopedia PWN
  - Universalis
- Notices d'autorité :   - GND
  - Tchéquie

#### Ressources audio-visuelles
- L'orgue au cœur de l'histoire de la musique : cycle de trois conférences dispensées par Jean Ferrard, Bernard Foccroulle et Dominique Thomas (2011).